# Liste von Persönlichkeiten der Stadt Washington
Die Liste von Persönlichkeiten der Stadt Washington enthält Personen, die in Washington, D.C., der Hauptstadt der Vereinigten Staaten geboren wurden sowie solche, die in Washington ihren Wirkungskreis hatten, ohne hier geboren zu sein. Beide Abschnitte sind jeweils chronologisch nach dem Geburtsjahr sortiert. Die Liste erhebt keinen Anspruch auf Vollständigkeit.

## In Washington geborene Persönlichkeiten

### 19. Jahrhundert

#### 1801 bis 1850

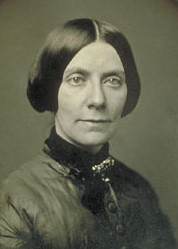
E. D. E. N. Southworth
(1819–1899)

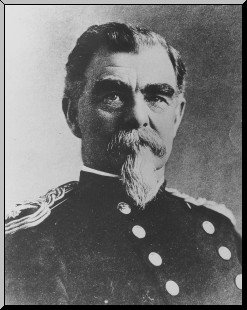
John Moulder Wilson
(1837–1919)

- Carlos Martínez de Irujo (1802–1855), spanischer Diplomat, Politiker und Ministerpräsident Spaniens
- Thomas Pratt (1804–1869), Politiker, Gouverneur von Maryland
- Louis M. Goldsborough (1805–1877), Flottillenadmiral der United States Navy
- Richard Bowie (1807–1881), Jurist und Politiker
- William F. M. Arny (1813–1881), Politiker
- Henry May (1816–1866), Politiker
- Richard Hanson Weightman (1816–1861), Politiker
- James Brown Clay (1817–1864), Politiker
- Walter Lenox (1817–1874), Politiker
- E. D. E. N. Southworth (1819–1899), Schriftstellerin
- David C. Broderick (1820–1859), Politiker
- Edward F. Beale (1822–1893), Grenzer, Entdecker und Diplomat
- Margaret Crittendon Douglass (1822–nach 1854), war 1854 einen Monat im Gefängnis, weil sie freie schwarze Kinder unterrichtet hatte
- Mansfield Lovell (1822–1884), Offizier des amerikanischen Heeres und General der Konföderierten im Sezessionskrieg
- Alfred Pleasonton (1824–1897), Generalmajor und Regierungsbeamter
- Thomas Jenkins Semmes (1824–1899), Jurist und Politiker
- William Benning Webb (1825–1896), Politiker
- William Lawrence Scott (1828–1891), Politiker
- Matthew Hastings (1834–1919), Genre-, Landschafts- und Porträtmaler der Düsseldorfer Schule, Illustrator sowie Fotograf
- Alexander Robey Shepherd (1835–1902), Politiker
- Gilbert M. Woodward (1835–1913), Politiker
- Fanny Jackson Coppin (1837–1913), Pädagogin und Missionarin
- John Moulder Wilson (1837–1919), Brigadegeneral der United States Army
- Alpheus Hyatt (1838–1902), Zoologe und Paläontologe
- William N. Roach (1840–1902), Politiker
- Henry Watterson (1840–1921), Politiker und Journalist
- William Wallace Wotherspoon (1850–1921), Generalmajor

#### 1851 bis 1880

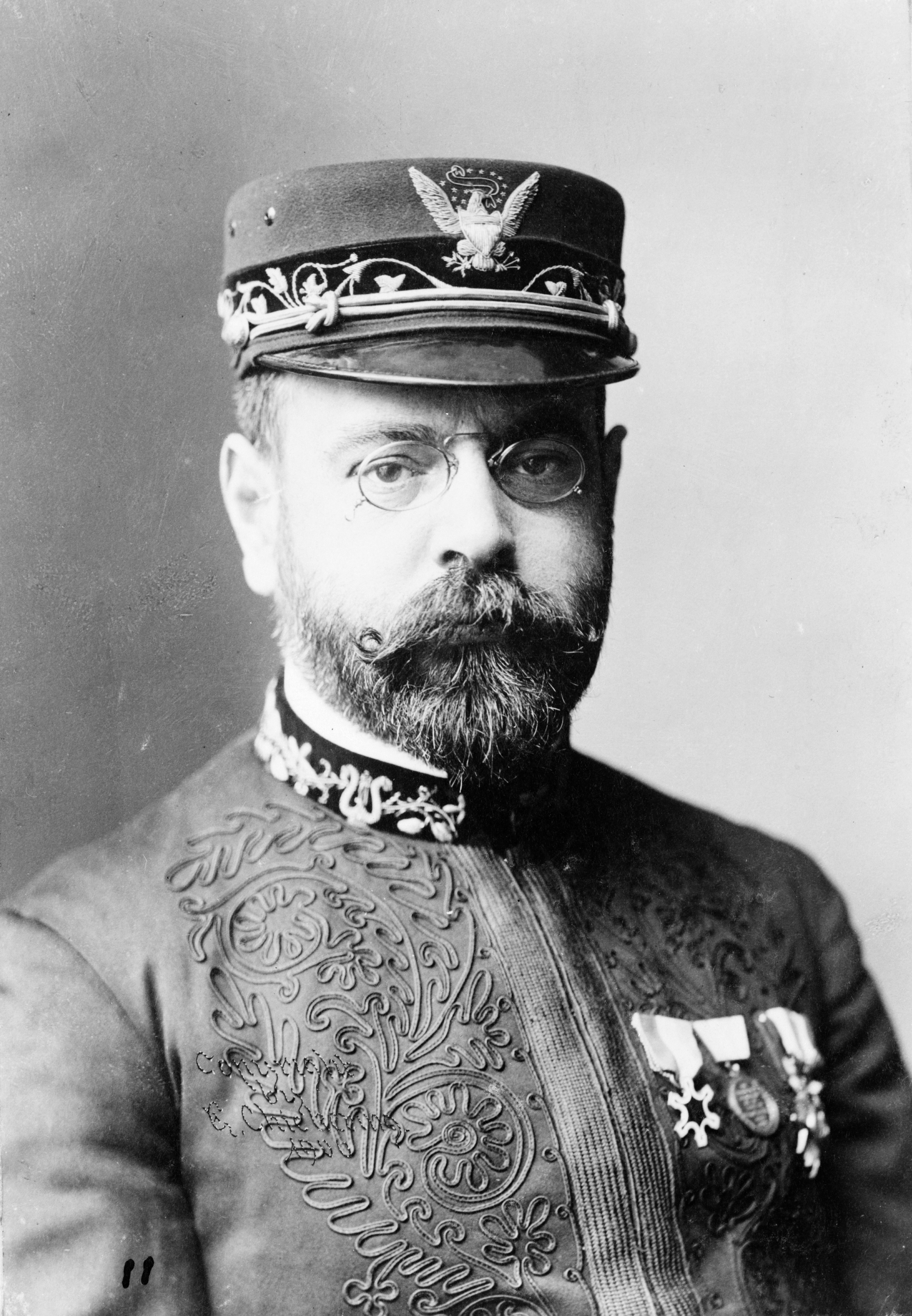
John Philip Sousa
(1854–1932)

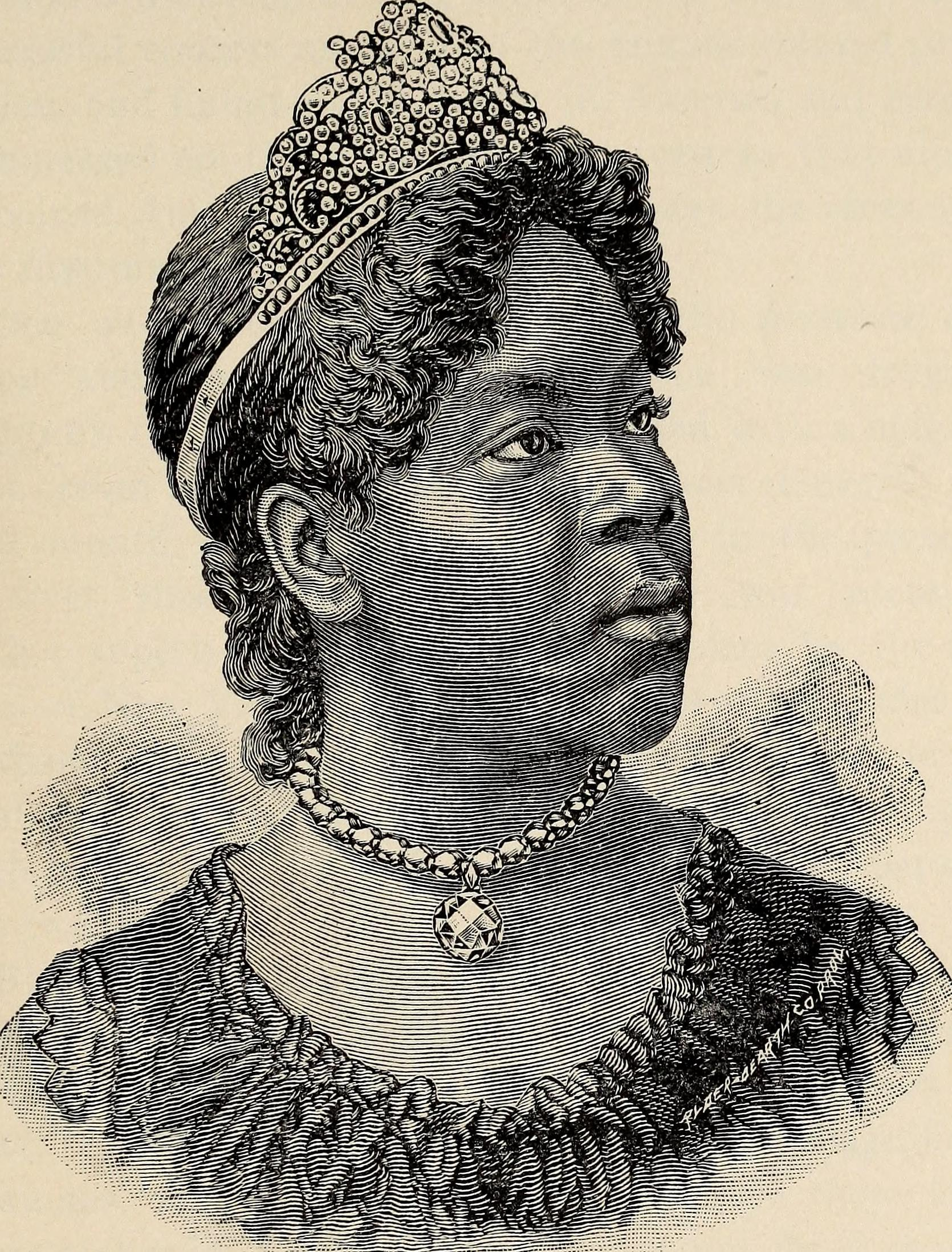
Flora Batson
(1864/1865–1906)

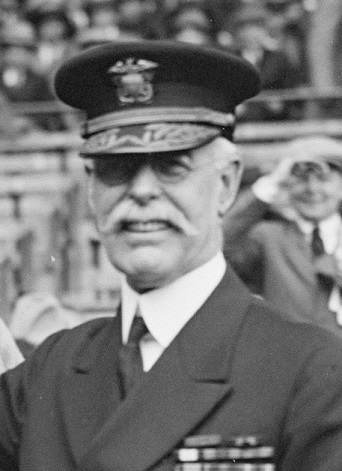
Charles Peshall Plunkett
(1864–1931)

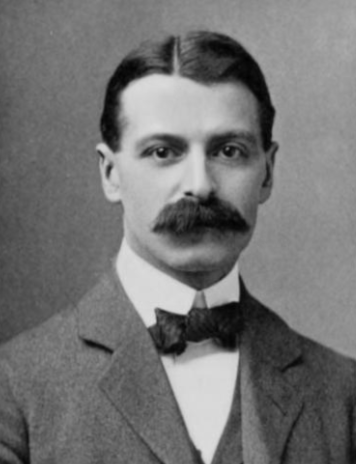
Linnaeus Edford La Fetra
(1868–1965)

- John Brewer Wright (1853–1923), Politiker
- John Philip Sousa (1854–1932), Dirigent und Komponist
- Flora Batson (1864 oder 1865–1906), Sängerin und eine der ersten schwarzen Primadonnen
- Joseph H. Gaines (1864–1951), Politiker
- Charles Peshall Plunkett (1864–1931), Konteradmiral
- Frank Moore Colby (1865–1925), Dozent, Schriftsteller und Herausgeber
- Edward McWade (1865–1943), Schauspieler und Autor
- Charles Henry Smith (1865–1942), Autor und Schauspieler
- E. Lilian Todd (1865–1937), Erfinderin
- Joseph Edward Willard (1865–1924), Politiker und Diplomat
- Charles H. Sherrill (1867–1936), Diplomat, Sportler und Sportfunktionär
- Jane Eleanor Datcher (1868–1934), Botanikerin und Lehrerin
- Linnaeus Edford La Fetra (1868–1965), Kinderarzt
- Sherburne Gillette Hopkins (1868–1932), Jurist und PR-Fachmann
- Will Marion Cook (1869–1944), Komponist
- Albert Fish (1870–1936), Serienmörder
- Fielding Hudson Garrison (1870–1935), Bibliothekar und Medizinhistoriker
- Ynes Mexia (1870–1938), mexikanisch-US-amerikanische Botanikerin und Forschungsreisende
- Henry Riggs Rathbone (1870–1928), Politiker
- Joseph Douglass (1871–1935), Violinist
- Marie Manning (1872–1945), Schriftstellerin
- Leonora Speyer, Geburtsname Leonore von Stosch (1872–1956), Geigerin und Dichterin, Pulitzer-Preisträgerin
- Fred Gaisberg (1873–1951), Schallplattenproduzent
- Henry Mowbray Howard (1873–1953), britisch-US-amerikanischer Marinemaler der Düsseldorfer Schule sowie ein Offizier der Royal Navy
- Theodore F. Morse (1873–1924), Komponist populärer Lieder
- Francis Newton (1874–1946), Golfer
- Charles de Chambrun (1875–1952), französischer Diplomat, Mitglied der Academie française
- Forest McNeir (1875–1957), Sportschütze
- Davis Elkins (1876–1959), Politiker
- Sidney Bradshaw Fay (1876–1967), Historiker
- Charles Halton (1876–1959), Film- und Theaterschauspieler
- Harry Nice (1877–1941), Politiker, Gouverneur von Maryland
- Morgan Shuster (1877–1960), US-amerikanischer Diplomat, persischer Schatzkanzler
- Homer Byington (1879–1966), Tennisspieler
- Horace James Donnelly (1879–1981), Anwalt
- Arnold Landvoigt (1879–1970), deutscher Rugbyspieler
- Charles E. T. Lull (1880–1934), Oberst, Initiator der American Military History Foundation
- Channing Pollock (1880–1946), Bühnenautor, Drehbuchautor und Theaterkritiker
- Richard Schayer (1880–1956), Drehbuchautor

#### 1881 bis 1890

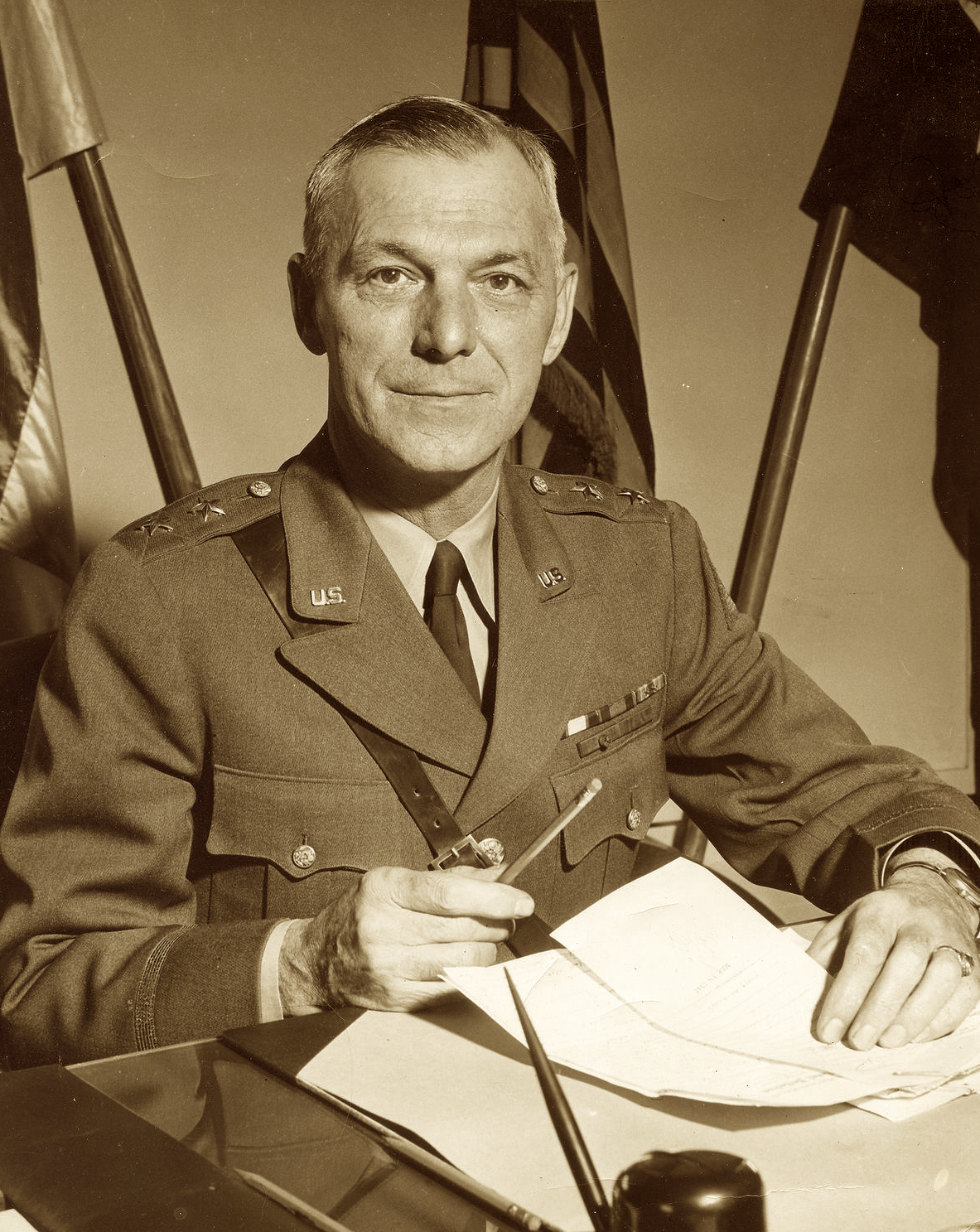
Bruce Magruder
(1882–1953)

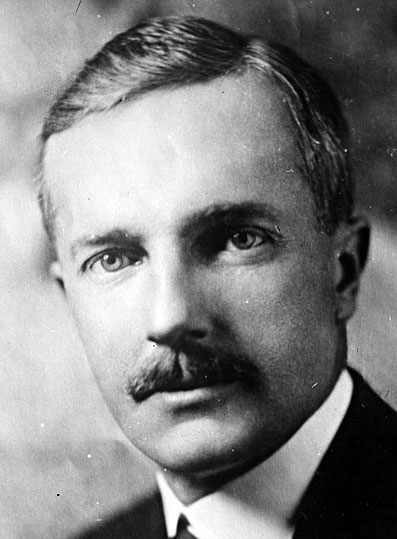
Richard S. Aldrich
(1884–1941)

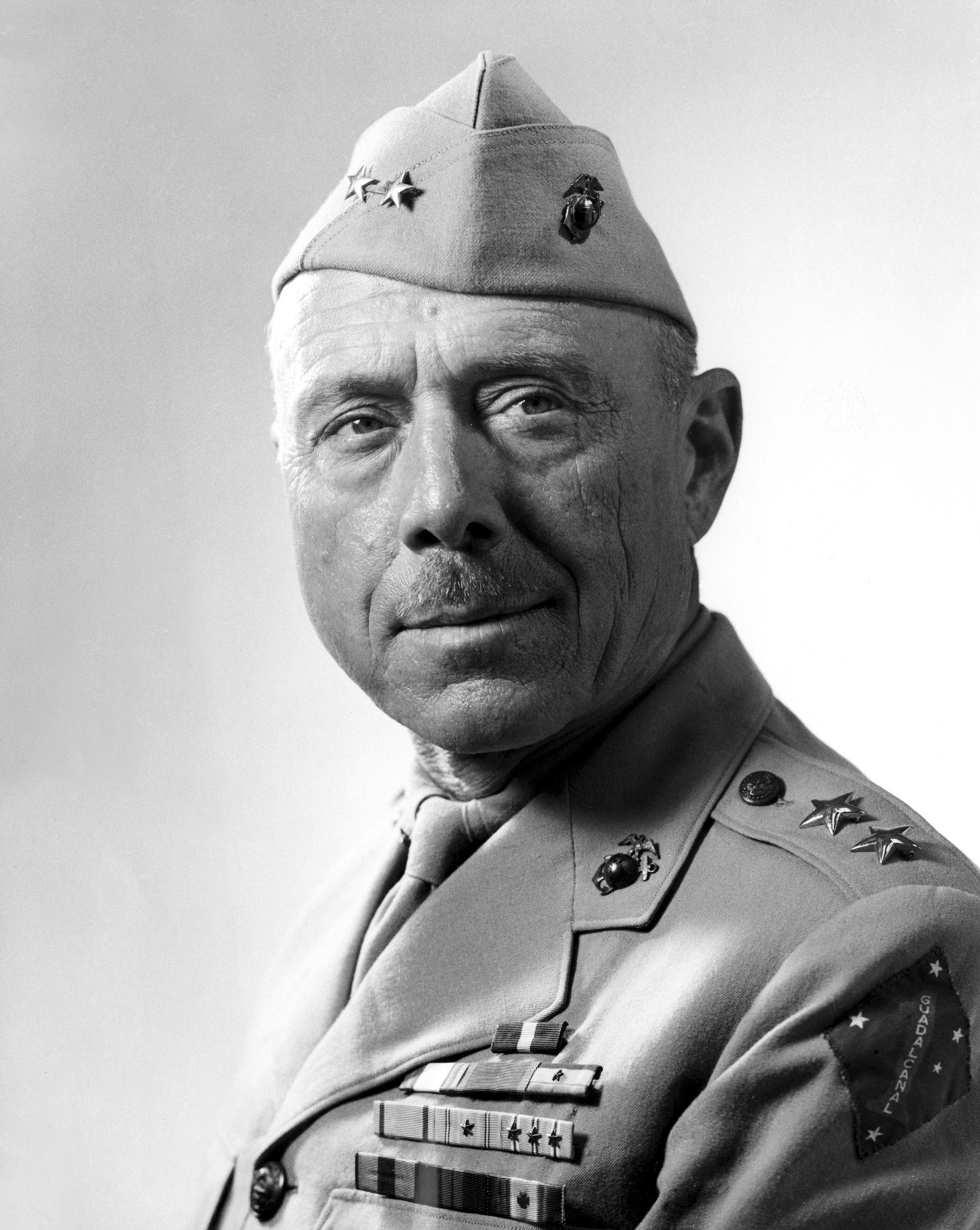
William H. Rupertus
(1889–1945)

- Harry Chandlee (1882–1956), Drehbuchautor, Filmeditor und Filmproduzent
- Bruce Magruder (1882–1953), Generalmajor der United States Army
- Sherman Miles (1882–1966), General und Politiker
- John Taylor (1882–1908), Sprinter
- Ford Dabney (1883–1958), Pianist, Komponist und Arrangeur
- Edwin Bancroft Henderson (1883–1977), Trainer, Lehrer, Sporthistoriker; Vater des afroamerikanischen Basketballs
- Royal E. Ingersoll (1883–1976), Admiral der US Navy
- Hall S. Lusk (1883–1983), Jurist und Politiker
- Richard S. Aldrich (1884–1941), Politiker
- Billie Burke (1884–1970), Schauspielerin
- John Carpenter (1884–1933), Sprinter
- Herbert E. Winlock (1884–1950), Archäologe und Ägyptologe
- John N. Greely (1885–1965), Brigadegeneral der United States Army
- Ralph Hunter Daughton (1885–1958), Politiker
- John J. Speight (≈ 1885–1954), Jurist
- Clarence E. Gauss (1886/1887–1960), Diplomat
- Floyd Phillips Gibbons (1887–1939), Journalist und Hörfunkmoderator
- Rose Greely (1887–1969), Landschaftsarchitektin
- Nelson T. Johnson (1887–1954), Diplomat
- John Foster Dulles (1888–1959), Politiker
- Almira Sessions (1888–1974), Schauspielerin
- Mildred Cram (1889–1985), Drehbuchautorin und Schriftstellerin
- Seabury Quinn (1889–1969), Genre-Schriftsteller
- William H. Rupertus (1889–1945), Major General des US Marine Corps
- Lillian Evanti (1890–1967), Opernsängerin
- Euphemia Haynes (1890–1980), Mathematikerin und Hochschullehrerin
- John Paul Jones (1890–1970), Mittelstreckenläufer
- Robert C. Macon (1890–1980), Generalmajor der United States Army

#### 1891 bis 1900

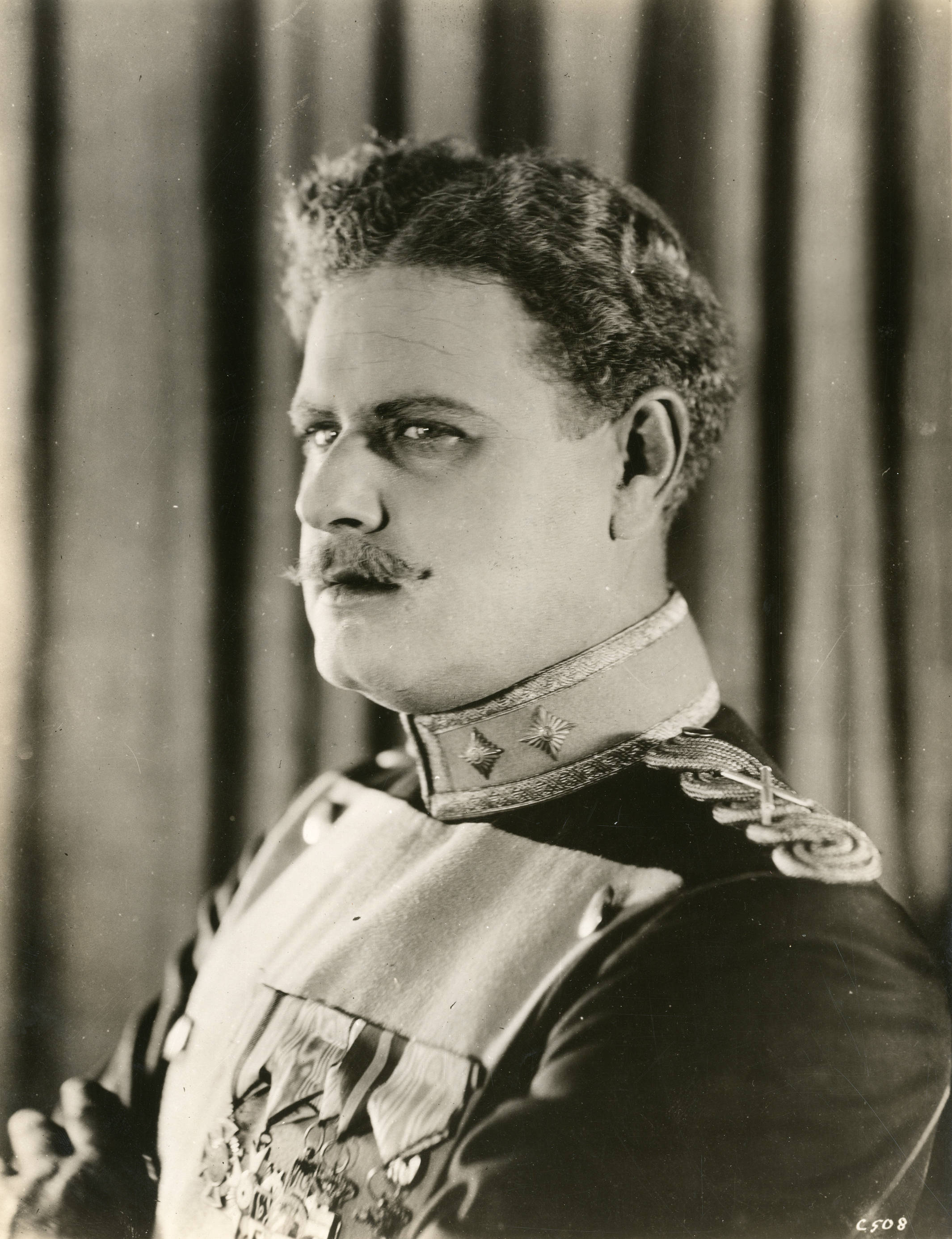
Alan Hale senior
(1892–1950)

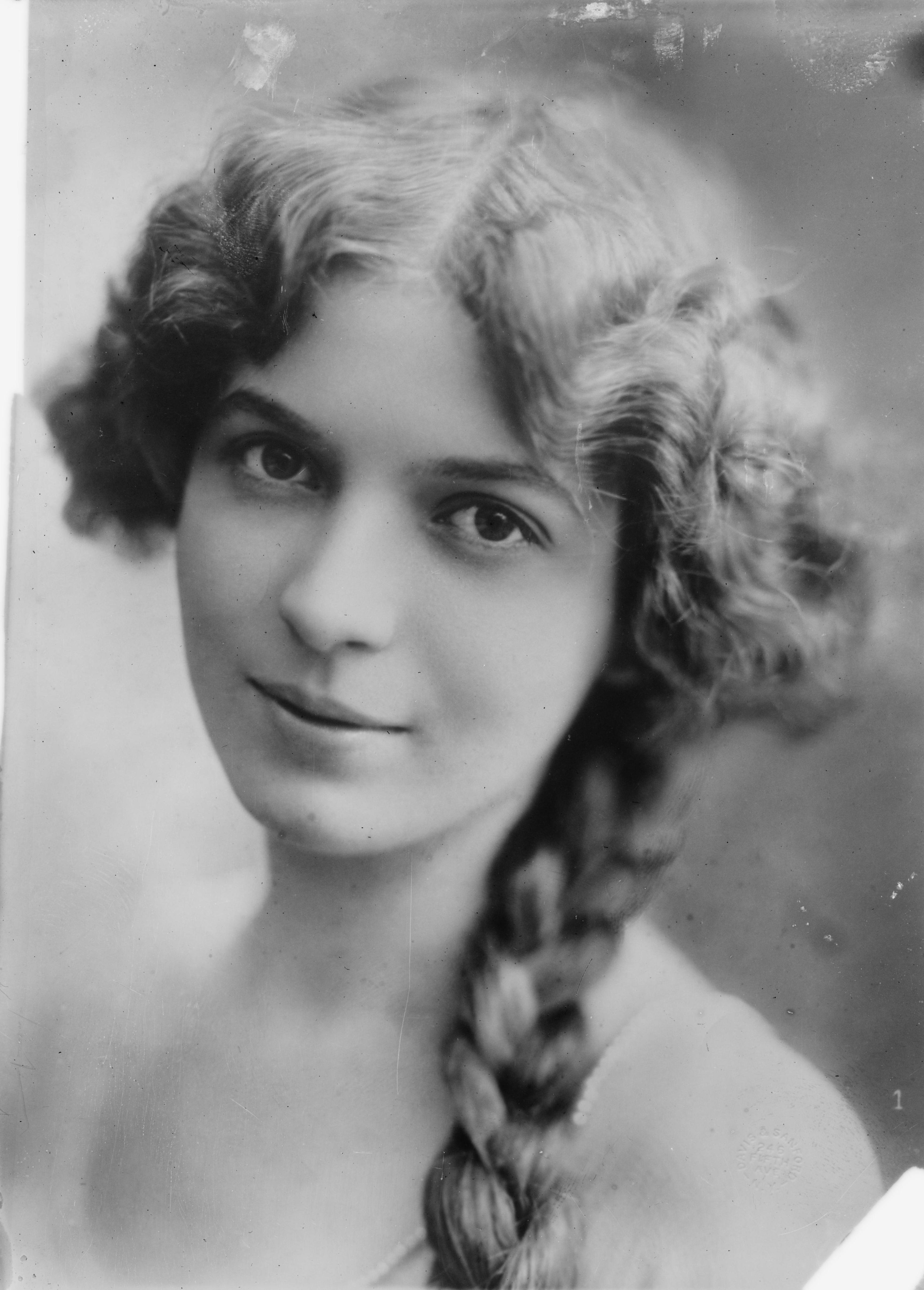
Ina Claire
(1893–1985)

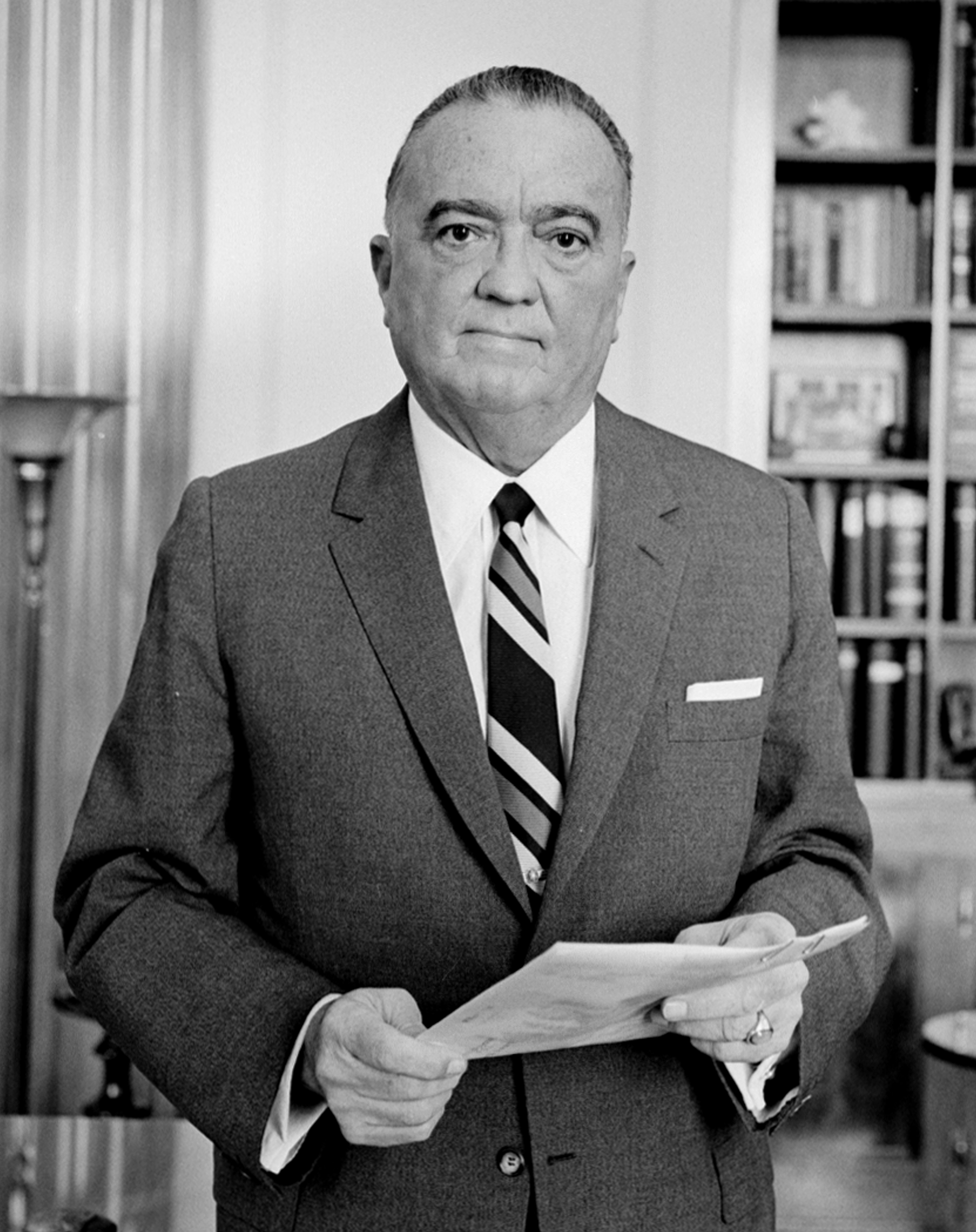
J. Edgar Hoover
(1895–1972)

- Walter Maximilian Bastian (1891–1975), Jurist
- Monta Bell (1891–1958), Produzent, Regisseur und Drehbuchautor
- Lucy Mercer (1891–1948), Geliebte von Franklin D. Roosevelt
- Bert Roach (1891–1971), Schauspieler
- Alan Hale senior (1892–1950), Schauspieler
- Esther Cleveland Bosanquet (1893–1980), Tochter des US-Präsidenten Grover Cleveland
- Ina Claire (1893–1985), Film- und Bühnenschauspielerin
- Ted Koehler (1894–1973), Pianist und Liedtexter
- Jean Toomer (1894–1967), Schriftsteller
- Cassin Young (1894–1942), Offizier
- Henry Berliner (1895–1970), Flugzeug- und Helikopterpionier
- Jerome Aloysius Daugherty Sebastian (1895–1960), römisch-katholischer Weihbischof in Baltimore
- William Kelly Harrison (1895–1987), Generalleutnant der United States Army
- J. Edgar Hoover (1895–1972), Begründer des Federal Bureau of Investigation (FBI)
- Charles Hamilton Houston (1895–1950), Anwalt und Bürgerrechtler
- Eric Johnston (1895–1963), Geschäftsmann, Präsident der Handelskammer und der Motion Picture Association of America
- Andy Razaf (1895–1973), Autor von Songtexten
- Eslanda Goode Robeson (1895–1965), Anthropologin, Autorin, Schauspielerin und Bürgerrechtlerin
- Joseph L. Walsh (1895–1973), Mathematiker
- Marguerite Williams (1895–1991), Geologin und Hochschullehrerin
- Watson Davis (1896–1967), Wissenschaftsautor und -organisator
- Marjorie Kinnan Rawlings (1896–1953), Autorin und Pulitzer-Preisträgerin
- Florence Mills (1896–1927), Sängerin und Tänzerin
- Joseph Rider Farrington (1897–1954), Politiker
- Quentin Roosevelt (1897–1918), Jagdflieger im Ersten Weltkrieg; Sohn von Theodore Roosevelt
- Samuel Nathaniel Friedel (1898–1979), Politiker
- Anthony McAuliffe (1898–1975), General
- Russell Harrison Varian (1898–1959), Wissenschaftler und Erfinder
- Duke Ellington (1899–1974), Jazzmusiker
- Henry I. Hodes (1899–1962), General der United States Army
- Virgil Jacomini (1899–1984), Ruderer
- May Miller (1899–1995), afroamerikanische Lehrerin, Dramatikerin und Dichterin
- Jean de Saussure (1899–1977), amerikanisch-schweizerischer evangelischer Geistlicher und Hochschullehrer
- Siegfried Georgii (1900–1966), deutscher Mediziner und SS-Oberführer
- Helen Hayes (1900–1993), Schauspielerin
- Urban Tigner Holmes, Jr. (1900–1972), Romanist und Mediävist
- Owen Lattimore (1900–1989), Sinologe
- Robert Nicholas Young (1900–1964), Generalleutnant

### 20. Jahrhundert

#### 1901 bis 1910

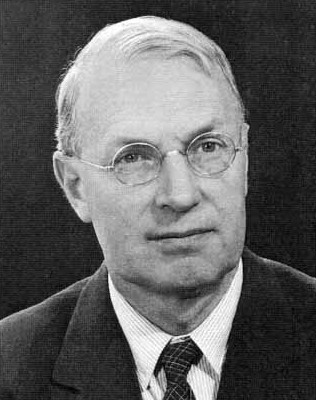
Albert Francis Birch
(1903–1992)

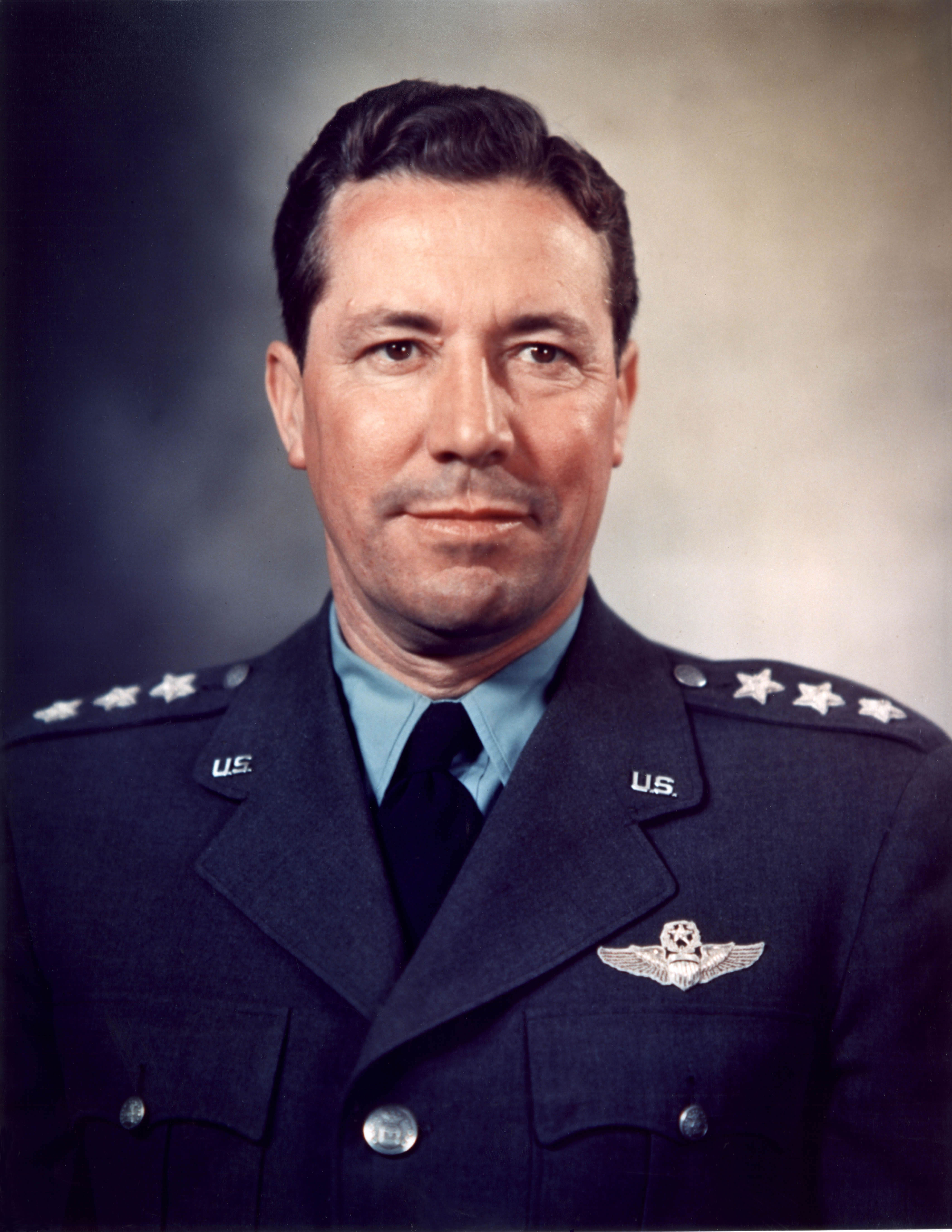
Elwood Richard Quesada
(1904–1993)

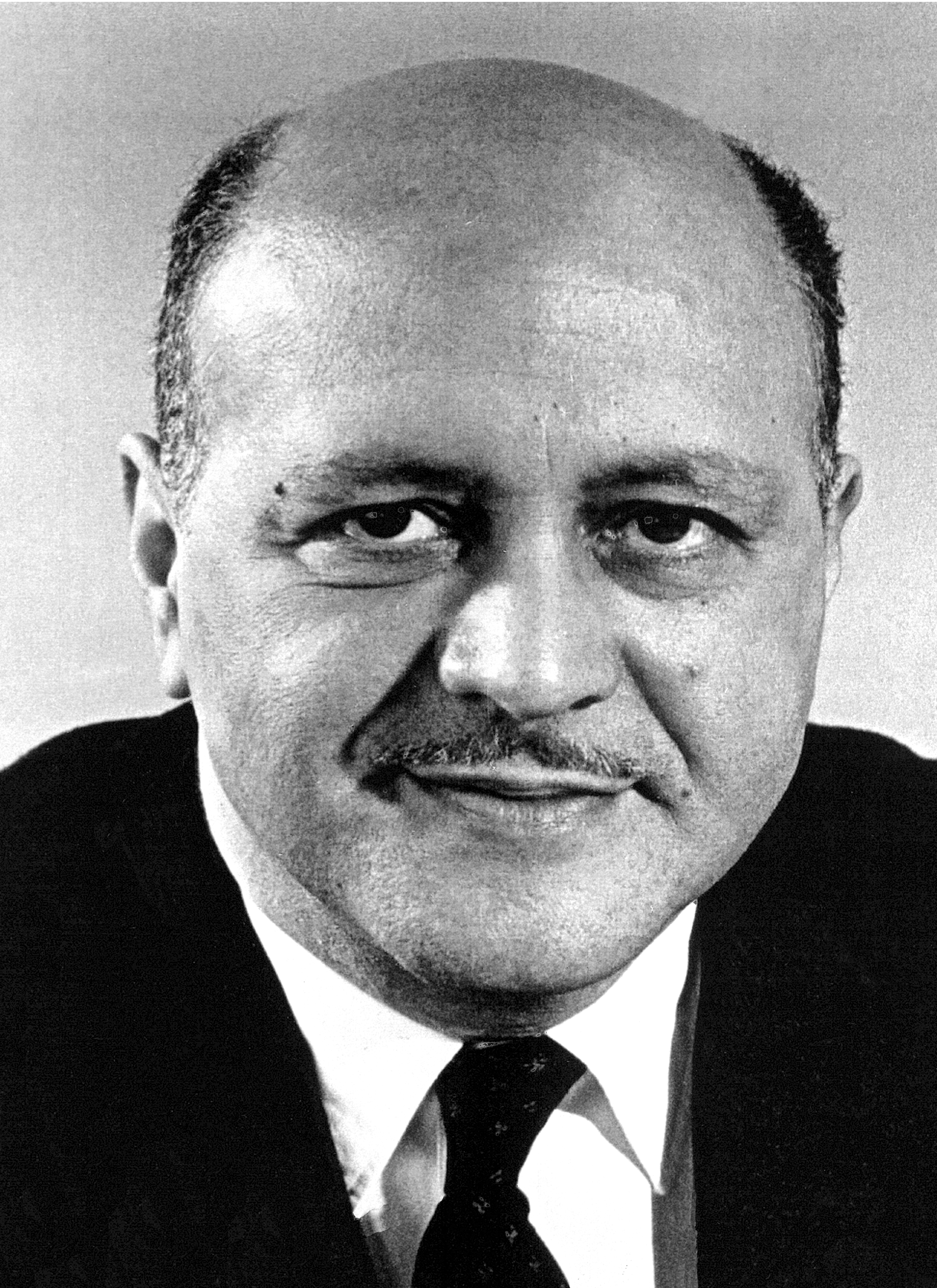
Robert C. Weaver
(1907–1997)

- Hildegarde Howard (1901–1998), Paläontologin
- Edward Kirby (1901–1968), Mittel- und Langstreckenläufer
- Ralph Hills (1902–1977), Kugelstoßer
- Charles T. Lanham (1902–1978), Generalmajor der United States Army
- Julian Steward (1902–1972), Anthropologe
- Walter Nathan Tobriner (1902–1979), Politiker
- Robert Bassler (1903–1975), Filmeditor und Filmproduzent
- Albert Francis Birch (1903–1992), Geophysiker
- Alonzo Church (1903–1995), Mathematiker, Logiker und Philosoph
- Mercer Cook (1903–1987), Romanist, Übersetzer und Diplomat
- Weldon Heyburn (1903–1951), Schauspieler
- Robert L. Howze Jr. (1903–1983), General
- John Davis Lodge (1903–1985), Politiker, Gouverneur von Connecticut
- Frank Augustus Taylor (1903–2007), Museumsdirektor
- André de la Varre (1904–1987), Filmregisseur und Filmproduzent
- Harry F. Dowling (1904–2000), Mediziner
- Charles R. Drew (1904–1950), Transfusionsmediziner
- Otto Hardwick (1904–1970), Jazzsaxophonist
- Elwood Richard Quesada (1904–1993), Offizier der US Army Air Forces
- James W. Riddleberger (1904–1982), Diplomat
- Joseph Crockett (1905–2001), Sportschütze
- Margaret Gorman (1905–1995), Schönheitskönigin (Miss America 1921)
- Marcus Dinwiddie (1906–1951), Sportschütze
- Vinton Hayworth (1906–1970), Schauspieler
- John Huettner (1906–1970), Segler
- Edwin D. McKee (1906–1984), Naturforscher, Geologe und Sedimentologe
- Richard Bruce Nugent (1906–1987), Maler, Schriftsteller und Schauspieler
- Billy Taylor (1906–1986), Bassist
- Betty Lane (1907–1996), Malerin
- Robert C. Weaver (1907–1997), Hochschullehrer und Politiker
- John S. Guthrie (1908–1998), Offizier der US Army
- Warren Magee (1908–2000), Anwalt
- Earle Wheeler (1908–1975), General
- Edgar C. Doleman (1909–1997), Generalleutnant der United States Army
- Bill France senior (1909–1992), Mitbegründer, Vorsitzender und Präsident von NASCAR
- DeWitt Stephen Hyde (1909–1986), Politiker
- Don Raye (1909–1985), Liedtexter
- Joseph E. Bastion Jr. (1910–2009), Generalmajor der United States Army
- Emerson Meyers (1910–1990), Komponist, Pianist und Musikpädagoge

#### 1911 bis 1920

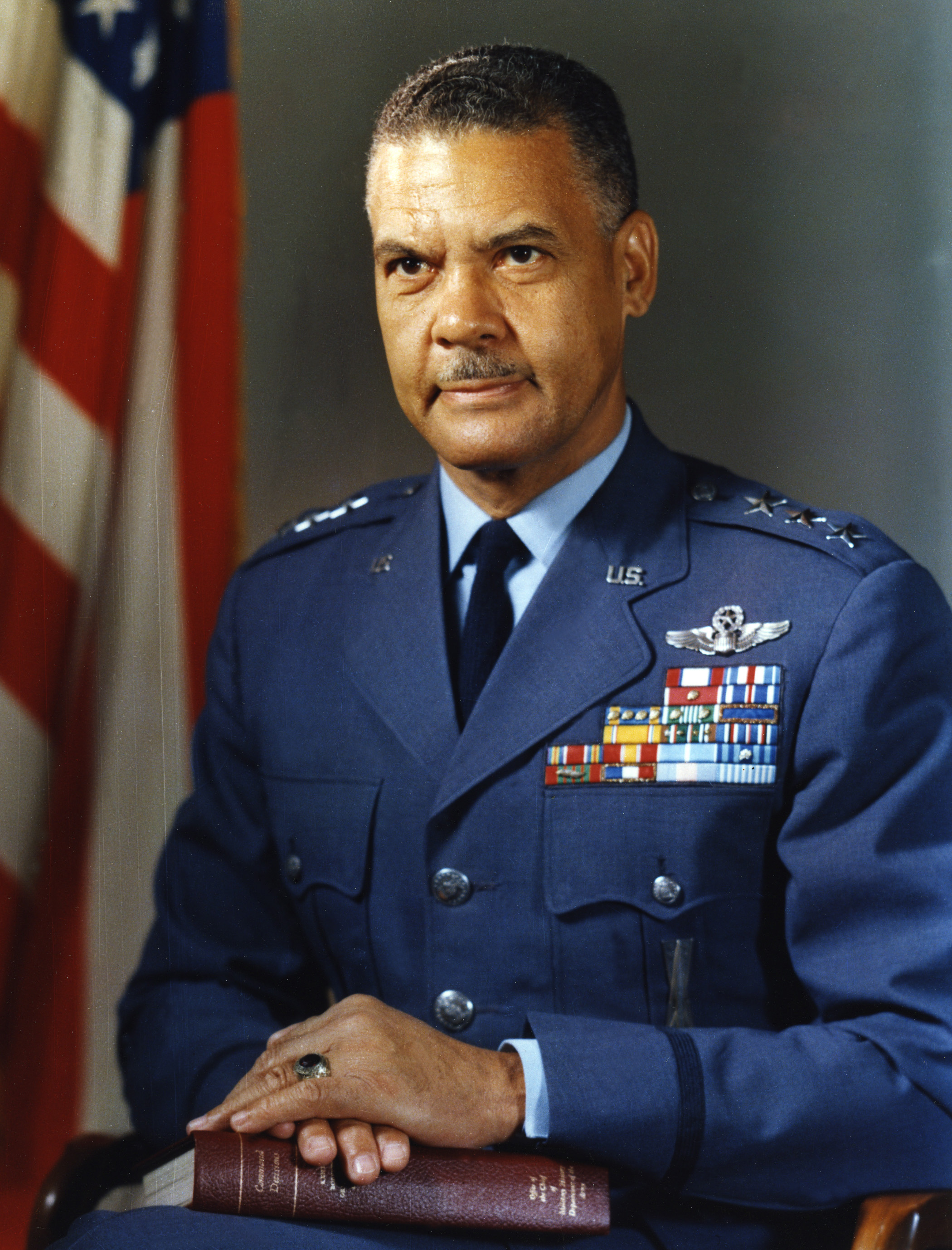
Benjamin O. Davis Jr.
(1912–2002)

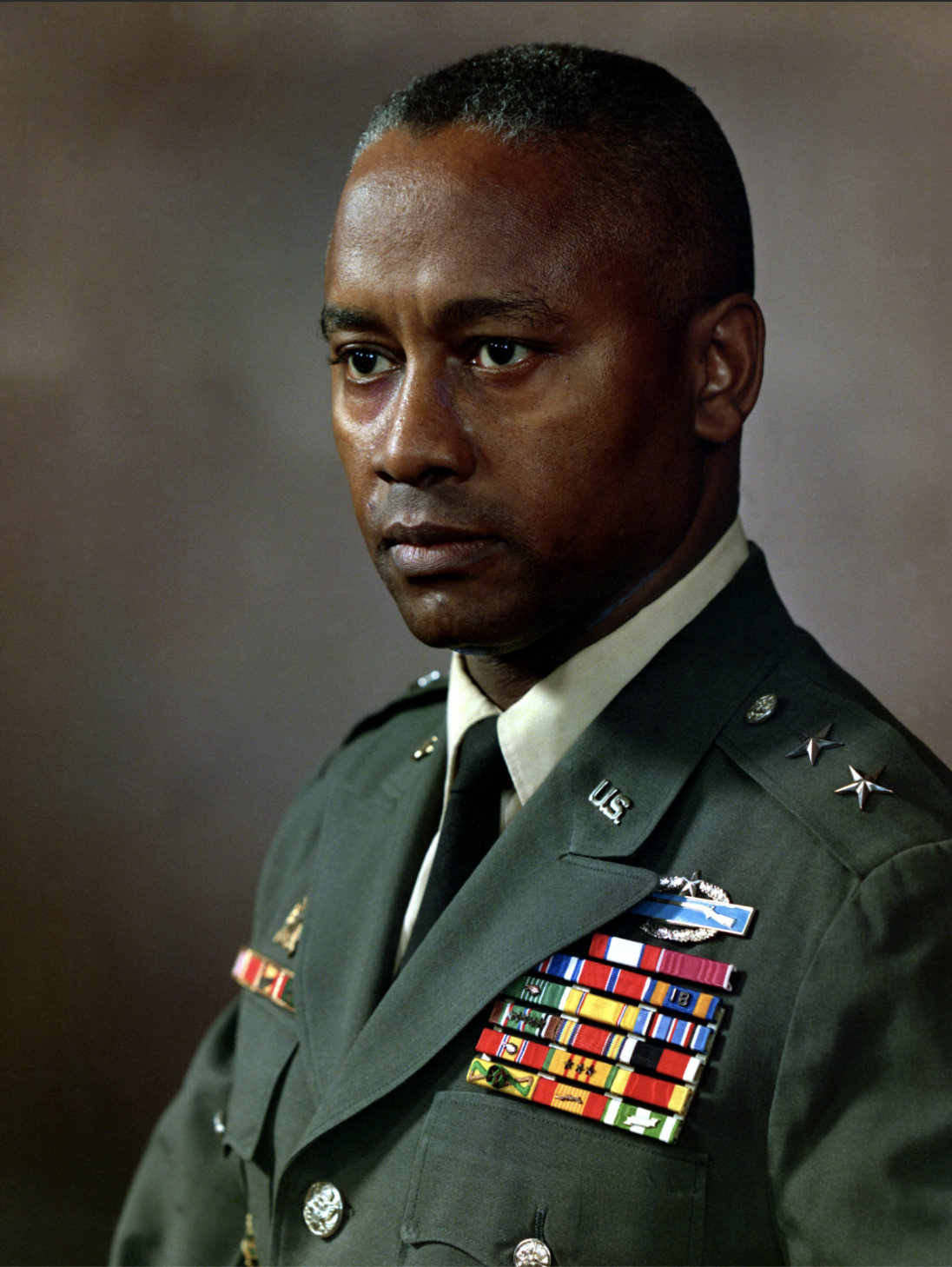
Frederic E. Davison
(1917–1999)

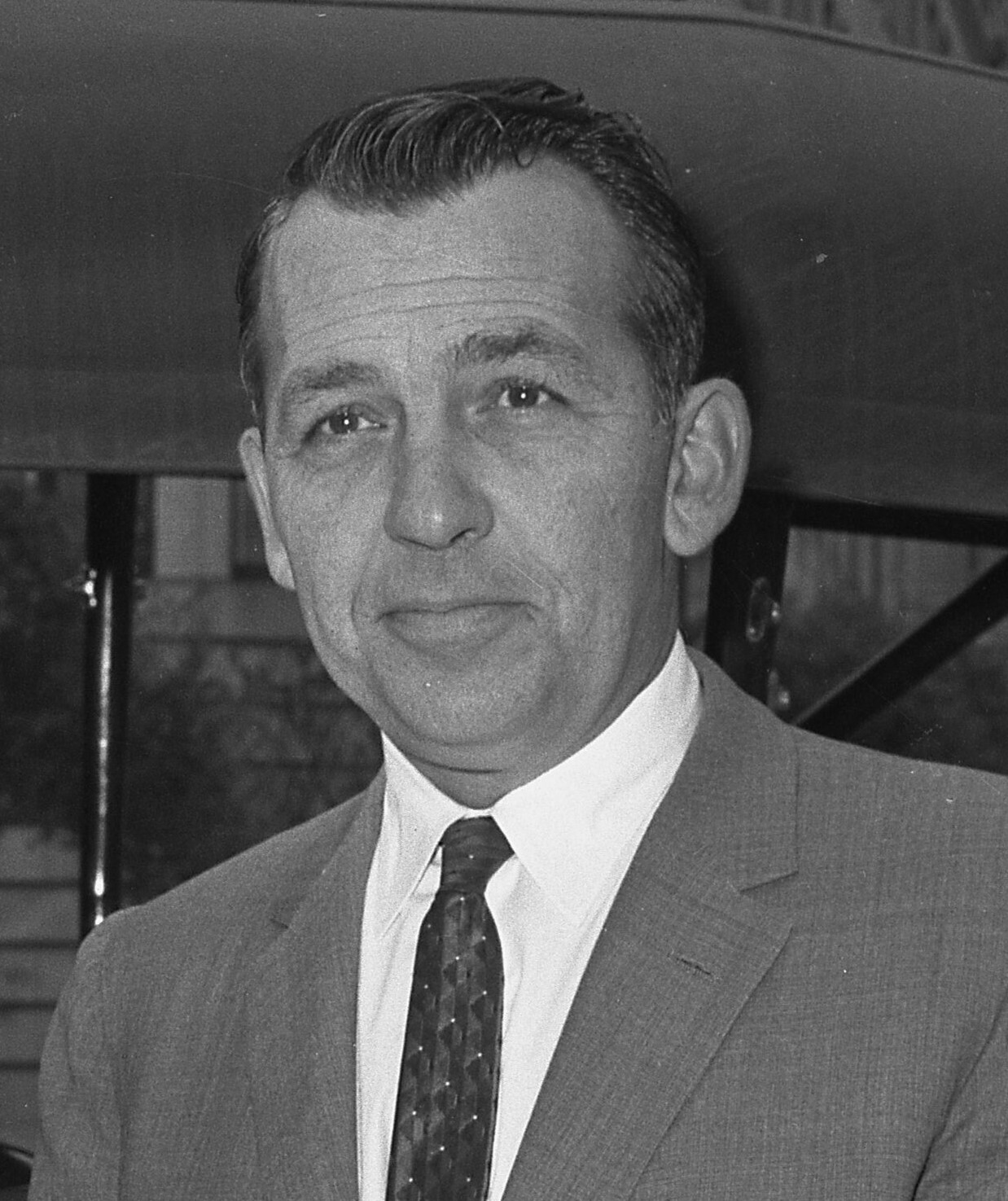
Donald Douglas
(1917–2004)

- Estelle Henderson Kelso (1911–1987), Ornithologin und Botanikerin
- John E. Kelly (1911–1995), Generalleutnant der United States Army
- Joe Rosenthal (1911–2006), Fotograf
- Benjamin O. Davis Jr. (1912–2002), General der United States Air Force
- David W. Dennis (1912–1999), Politiker
- Ricardo Manuel Arias Espinoza (1912–1993), 29. Staatspräsident von Panama
- Gardnar Mulloy (1913–2016), Tennisspieler
- Raymond Davis junior (1914–2006), Chemiker
- James Benjamin Lampert (1914–1978), Generalleutnant der United States Army
- Arthur Widmer (1914–2006), Spezialeffektpionier
- Elizabeth Catlett (1915–2012), US-amerikanisch-mexikanische Künstlerin
- Elwood Henneman (1915–1996), Neurophysiologe
- Norman Ramsey (1915–2011), Physiker
- Louise Behrend (1916–2011), Geigerin und Musikpädagogin
- Marshall Clagett (1916–2005), Wissenschaftshistoriker
- Harold B. Cousins (1916–1992), Bildhauer
- Garnet Clark (1917–1938), Jazz-Pianist
- Frederic E. Davison (1917–1999), Generalmajor der United States Army
- Donald Douglas (1917–2004), Regattasegler
- Macha Rosenthal (1917–1996), Literaturwissenschaftler und Lyriker
- Ruth Smith Lloyd (1917–1995), Zoologin und Hochschullehrerin
- Florence Miller Pierce (1918–2007), Künstlerin
- Eleanor Perényi (1918–2009), Autorin
- Leonard Rose (1918–1984), Cellist
- Elfriede Abbe (1919–2012), Bildhauerin, Holzgraviererin und Illustratorin
- Jean Craighead George (1919–2012), Schriftstellerin
- Mercer Ellington (1919–1996), Jazztrompeter, Komponist und Arrangeur
- William Havens (1919–2013), Kanute
- Charles Kaman (1919–2011), Ingenieur
- George S. Blanchard (1920–2006), General
- Linton S. Boatwright (1920–2008), Generalmajor der United States Army
- Lester Dubins (1920–2010), Mathematiker
- Robert Sinsheimer (1920–2017), Biophysiker und Molekularbiologe
- Dick Thompson (1920–2014), Autorennfahrer

#### 1921 bis 1930

##### 1921
- Ralph Alpher (1921–2007), Physiker und Kosmologe
- Allen M. Burdett Jr. (1921–1980), Generalleutnant der United States Army
- Edwin Spanier (1921–1996), Mathematiker

##### 1922
- Robert Bialek (1922–2006), Musikproduzent und Konzertveranstalter
- Tom Brown (1922–2011), Tennisspieler
- Charles James (1922–2006), Anwalt und Diplomat
- Joel Marston (1922–2012), Schauspieler
- Edward A. Miller (1922–2014), Ingenieur
- William W. Tunnicliffe (1922–1996), Informatiker, „markup-language“-Gründer
- Daniel Walker (1922–2015), Politiker, Gouverneur von Illinois
- George Walker (1922–2018), Komponist und Musikpädagoge

##### 1923

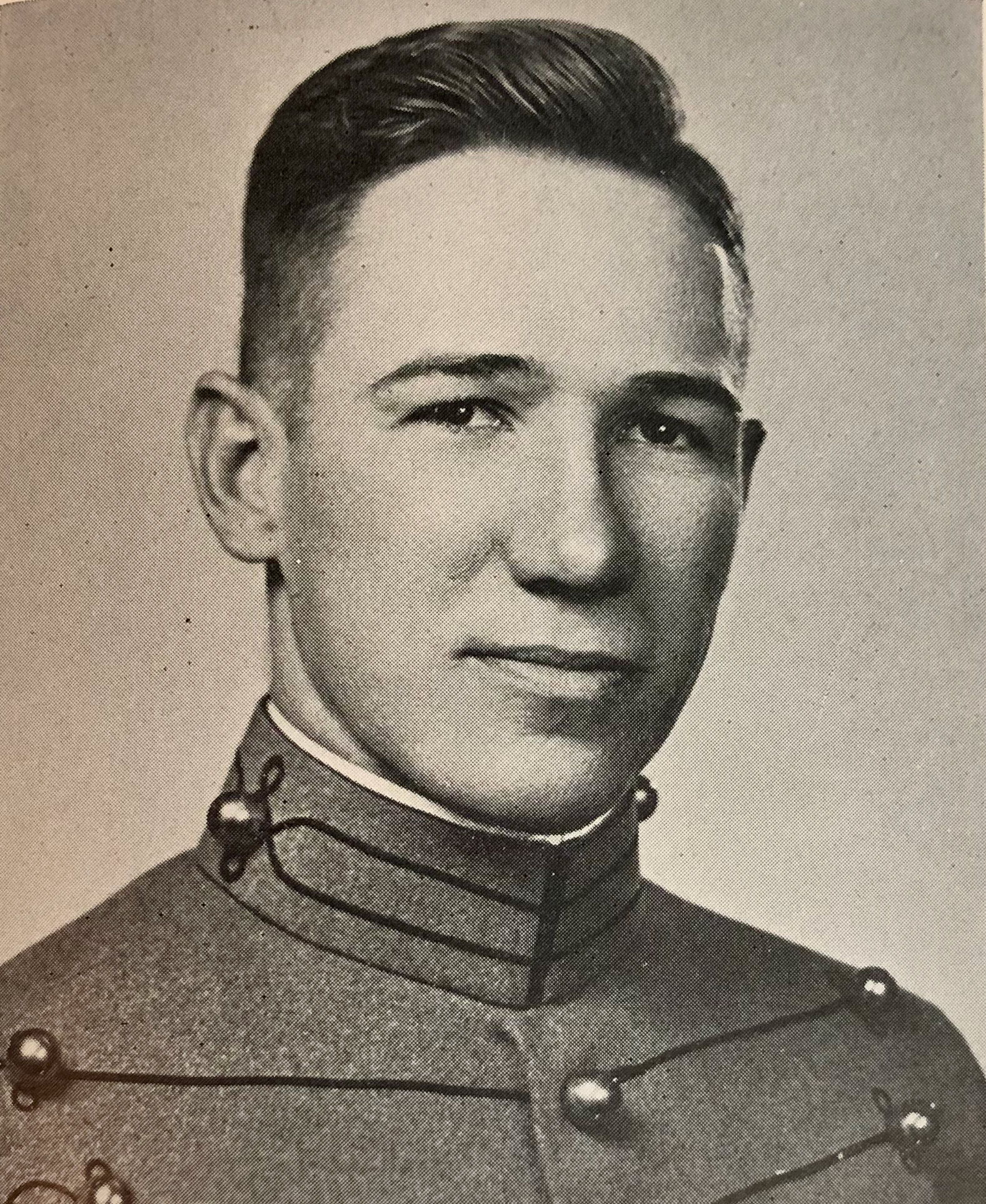
Guy Troy
(1923–2023)

- Richard Artschwager (1923–2013), Objektkünstler, Maler, Grafiker und Bildhauer
- John C. Bennett (1923–1980), Generalmajor der United States Army
- Gilbert Gude (1923–2007), Politiker
- Osie Johnson (1923–1966), Jazz-Schlagzeuger
- Thomas William Lyons (1923–1988), römisch-katholischer Geistlicher und Weihbischof in Washington
- Marky Markowitz (1923–1986), Jazz-Trompeter
- Bill Reichenbach senior (1923–2008), Jazz-Schlagzeuger und Perkussionist
- Guy Troy (1923–2023), Moderner Fünfkämpfer

##### 1924
- Evelyn Boyd Granville (1924–2023), Mathematikerin und Informatikerin
- Geoffrey Chew (1924–2019), Professor für Physik an der University of California, Berkeley
- Carson Davidson (1924–2016), Filmregisseur, Filmproduzent und Drehbuchautor
- Ralph Graves (1924–2013), Reporter, Herausgeber und Autor
- Jane Greer (1924–2001), Schauspielerin
- Gerhard Lenski (1924–2015), Soziologe
- Charlie Rouse (1924–1988), Tenorsaxophonist

##### 1925
- John Cleland (1925–2017), Generalmajor der United States Army
- Henry E. Emerson (1925–2015), Generalleutnant der United States Army
- Charles B. Fisk (1925–1983), Physiker und Orgelbauer
- Steve Holland (1925–1997), Schauspieler und Modell
- James G. O’Hara (1925–1989), Politiker
- Eugene S. Jones (1925–2020), Journalist, Filmregisseur und -produzent
- Leo Parker (1925–1962), Jazzsaxophonist

##### 1926

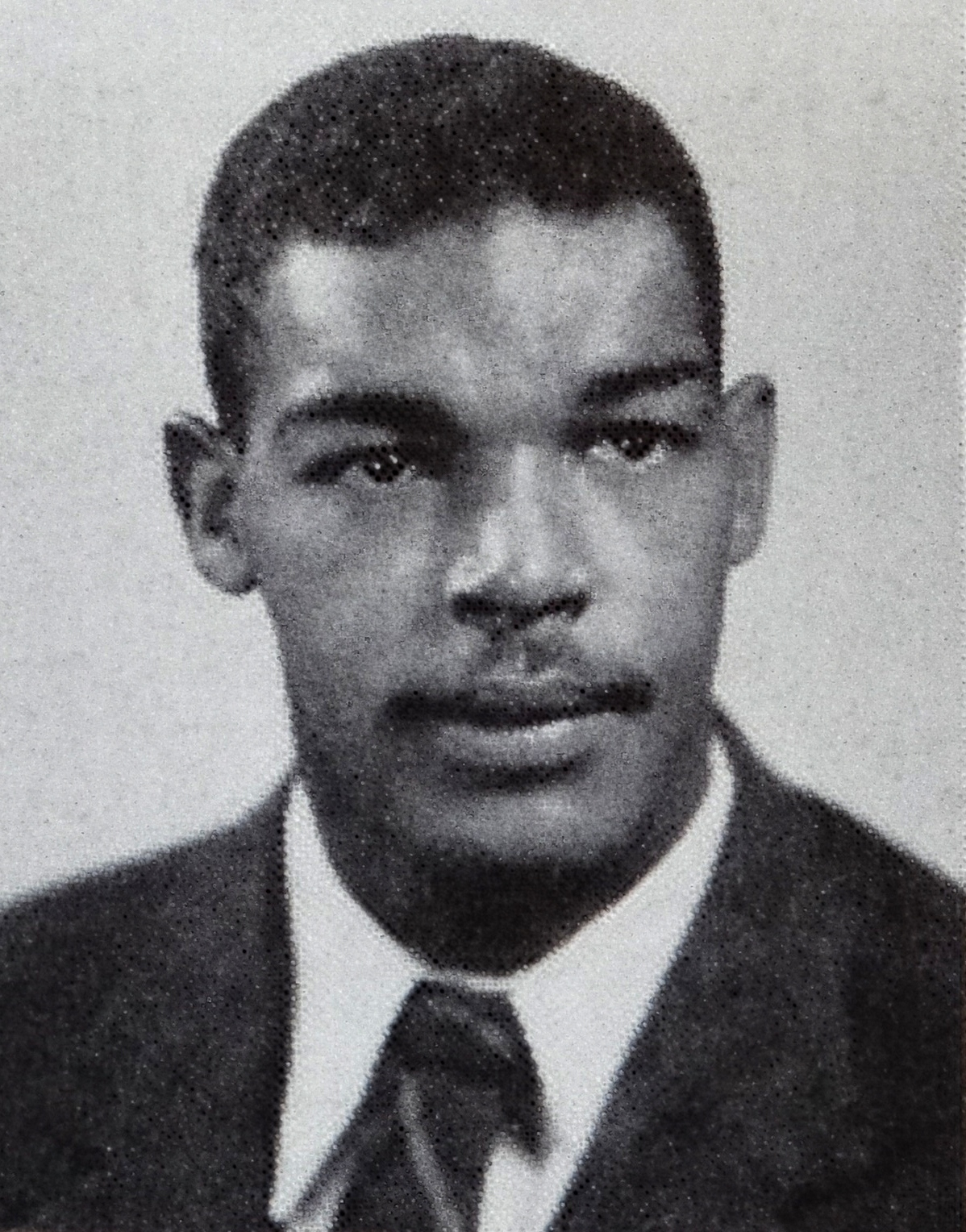
Len Ford
(1926–1972)

- George Englund (1926–2017), Schauspieler, Filmregisseur und Produzent
- Hamilton Fish IV (1926–1996), Jurist und Politiker
- Len Ford (1926–1972), American-Football-Spieler und Unternehmer
- Dale Hennesy (1926–1981), Artdirector und Szenenbildner
- Mary E. Rice (1926–2021), Entwicklungsbiologin und Zoologin
- Rob Swope (1926–1967), Jazz-Posaunist

##### 1927
- Walter S. Hartley (1927–2016), Komponist
- Buck Hill (1927–2017), Jazz-Tenorsaxophonist
- Walter Jackson Freeman III (1927–2016), Biologe, Theoretischer Neurowissenschaftler und Philosoph
- Thomas Jefferson Hutchinson (1927–2003), Ingenieur und Funker
- Holly Mims (1927–1970), Boxer
- Andy Stanfield (1927–1985), Leichtathlet
- John Warner (1927–2021), Politiker

##### 1928
- Edward Albee (1928–2016), Schriftsteller
- James Bradford (1928–2013), Gewichtheber
- Arthur Cook (1928–2021), Sportschütze
- John Francis Donoghue (1928–2011), römisch-katholischer Bischof
- Joseph G. Gall (1928–2024), Zoologe und Zellbiologe
- Roger Mudd (1928–2021), Journalist
- Walter Francis Sullivan (1928–2012), römisch-katholischer Bischof von Richmond
- Ellis Yochelson (1928–2006), Paläontologe

##### 1929

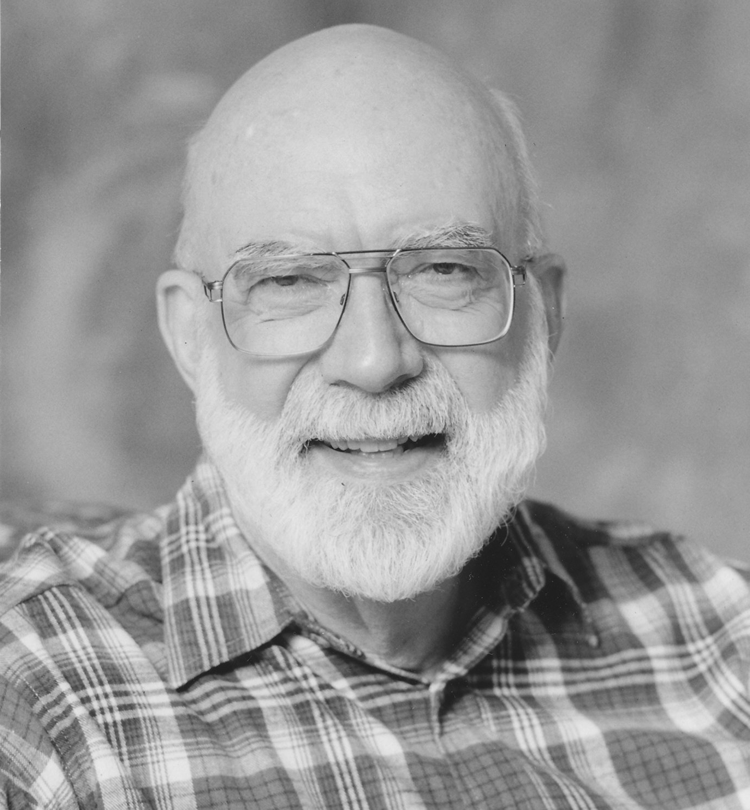
Michael Harner
(1929–2018)

- Tee Carson (1929–2000), Jazzmusiker
- Jimmy Cobb (1929–2020), Schlagzeuger
- Frank J. Frost (* 1929), Althistoriker, Archäologe, Politiker und Schriftsteller
- Michael Harner (1929–2018), Anthropologe und Schamane
- James H. Johnson (1929–2008), Generalmajor der United States Army
- Donald Laws (1929–2014), Eiskunstläufer und Eiskunstlauftrainer
- Edward C. Peter II (1929–2008), Generalleutnant der United States Army
- Detlev F. Vagts (1929–2013), Jurist, Professor an der Harvard University

##### 1930

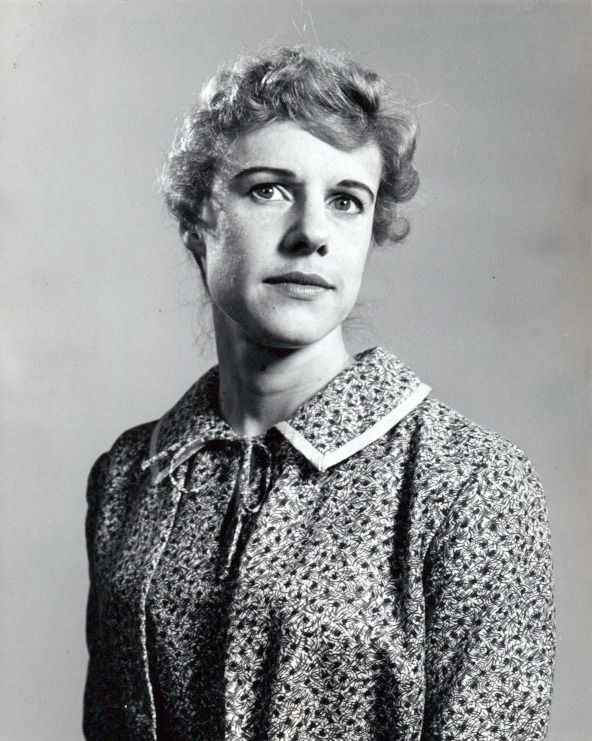
Frances Sternhagen
(1930–2023)

- John Cephas (1930–2009), Bluesgitarrist und Sänger
- Marie Corridon (1930–2010), Schwimmerin
- Hugh Everett (1930–1982), Physiker
- Guy S. Meloy III (1930–2013), Generalmajor der United States Army
- Patricia Newcomb (* 1930), Filmproduzentin und -publizistin
- Jack Nimitz (1930–2009), Jazzmusiker
- Frances Sternhagen (1930–2023), Film- und Theaterschauspielerin
- W. Royal Stokes (1930–2021), Altphilologe und Jazzjournalist
- Marjorie Townsend (1930–2015), Elektroingenieurin
- Harrison White (1930–2024), Wirtschaftswissenschaftler und Hochschullehrer

#### 1931 bis 1940

##### 1931

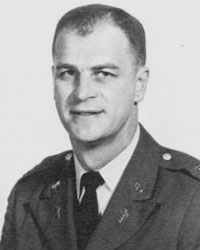
Charles Liteky
(1931–2017)

- Keith Donnellan (1931–2015), Philosoph und Universitätsprofessor
- Larry Eanet (1931–2008), Jazzmusiker
- Charles Liteky (1931–2017), Vietnam-Veteran, katholischer Geistlicher und Friedensaktivist
- Mary Murphy (1931–2011), Schauspielerin
- Ira Sullivan (1931–2020), Jazzmusiker
- Rip Taylor (1931–2019), Schauspieler und Entertainer
- John Wofford (1931–2021), Vielseitigkeitsreiter
- Irvin D. Yalom (* 1931), Psychiater, Psychoanalytiker und Schriftsteller

##### 1932

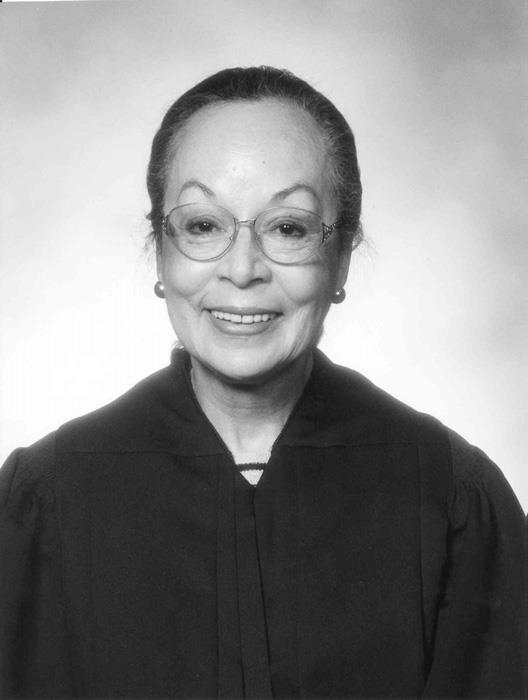
Anna Diggs Taylor
(1932–2017)

- Richard Eder (1932–2014), Journalist, Theaterkritiker, Literaturkritiker und Filmkritiker
- Zane C. Hodges (1932–2008), evangelikaler Theologe
- Jerrold Katz (1932–2002), Philosoph und Linguist
- J. A. Preston (* 1932), Schauspieler
- Teddy Smith (1932–1979), Jazz-Bassist
- Anna Diggs Taylor (1932–2017), Juristin
- Robert D. Wiegand (1932–1996), Generalmajor der United States Army

##### 1933

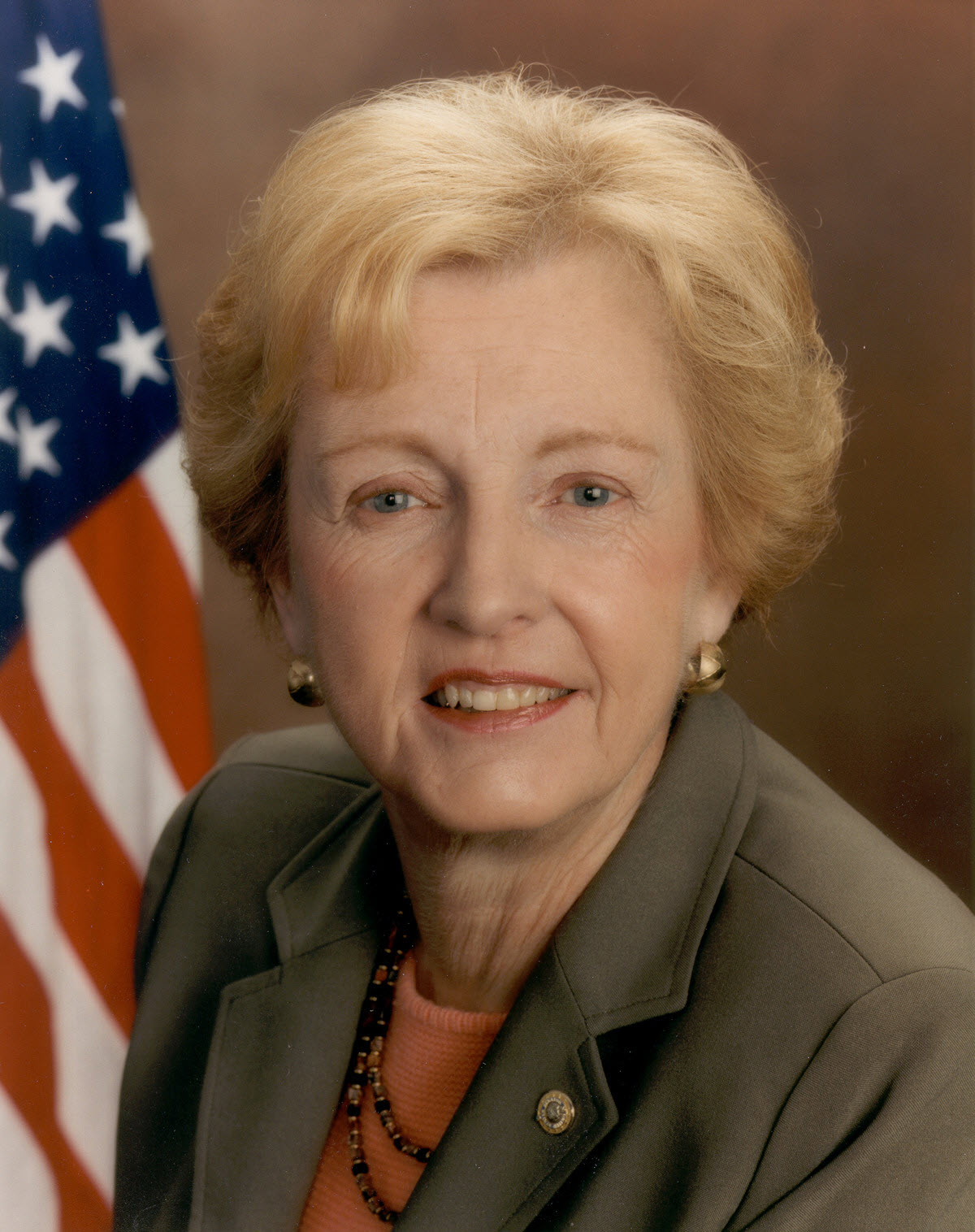
Jean Carnahan
(1933–2024)

- Bernie Boston (1933–2008), Fotograf
- Jean Carnahan (1933–2024), Politikerin und Schriftstellerin
- Buck Clarke (1933–1988), Jazzperkussionist
- Douglas Davis (1933–2014), Kunstkritiker, Videokünstler, Performancekünstler, Medienkünstler und digitaler Künstler
- Walter E. Fauntroy (* 1933), Politiker (Demokratische Partei)
- Millicent S. Ficken (1933–2020), Ethologin und Hochschullehrerin
- Bill France junior (1933–2007), langjähriger Vorsitzender und Präsident von NASCAR
- Max Julien (1933–2022), Schauspieler und Musiker
- Michael Lane (1933–2015), Wrestler und Schauspieler
- Chita Rivera (1933–2024), Schauspielerin und Tänzerin

##### 1934

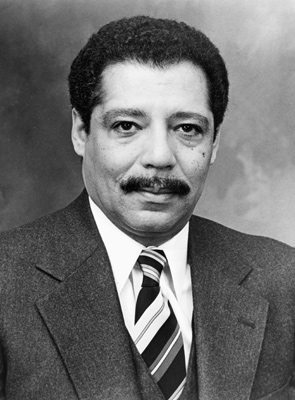
Julian C. Dixon
(1934–2000)

- Elgin Baylor (1934–2021), Basketballspieler
- Julian C. Dixon (1934–2000), Politiker
- John Eaton (* 1934), Jazz-Pianist
- Paul Ekman (* 1934), Anthropologe und Psychologe
- James R. Flynn (1934–2020), Politikwissenschaftler
- Shirley Horn (1934–2005), Jazzpianistin und Sängerin
- Philip Leder (1934–2020), Genetiker
- Carrington Visor (* 1934), Saxophonist

##### 1935
- Charles Grimes (1935–2007), Ruderer
- Lloyd McNeill (1935–2021), Jazzmusiker und bildender Künstler
- Madlyn Rhue (1935–2003), Schauspielerin

##### 1936
- John Andrew Burroughs junior (1936–2014), Botschafter der Vereinigten Staaten
- Matt Clark (* 1936), Schauspieler
- Roger H. Davidson (1936–2021), Politikwissenschaftler und Hochschullehrer
- Eugene N. Lane (1936–2007), Klassischer Philologe und Archäologe
- Diane Rehm (* 1936), Radiomoderatorin
- Barbara Rose (1936–2020), Kunsthistorikerin, Kunstkritikerin und Publizistin
- Philippe C. Schmitter (* 1936), Politikwissenschaftler
- John Terborgh (* 1936), Naturschutzbiologe, Ökologe, Ornithologe und Botaniker
- Willie Wood (1936–2020), American-Football-Spieler und -Trainer

##### 1937

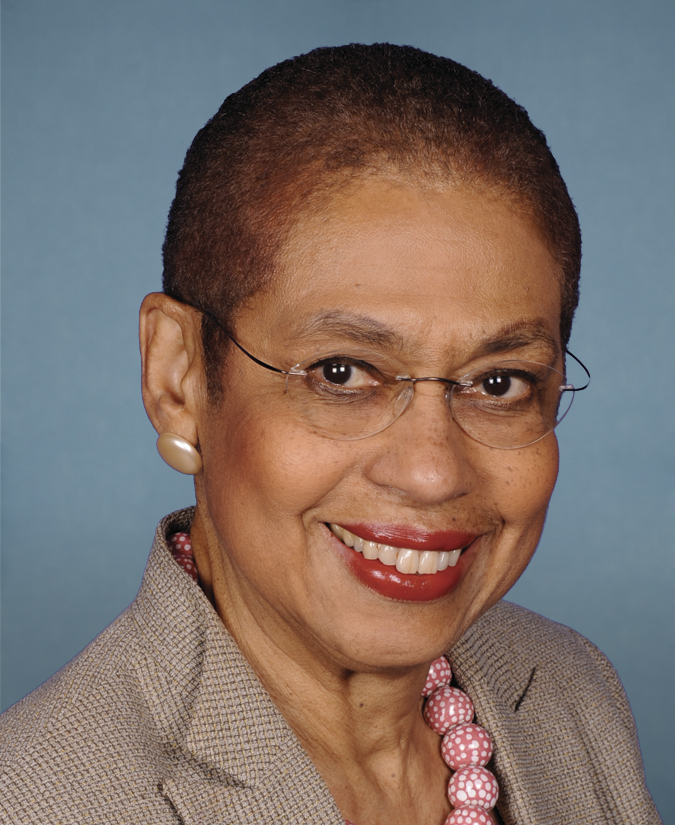
Eleanor Holmes Norton
(* 1937)

- Joseph G. Anastasi (1937–2005), Minister für ökonomische Entwicklung in Maryland und Wahlkampfmanager
- Richard Bryan (* 1937), Politiker
- Robert Hooks (* 1937), Schauspieler
- Mark Lindley (* 1937), Historiker und Musikforscher
- Connie Mason (* 1937), Schauspielerin
- Robert McFarlane (1937–2022), Regierungsbeamter
- Walter Kendall Myers (* 1937), Beamter des US-Außenministeriums, verurteilter Spion
- Eleanor Holmes Norton (* 1937), Politikerin
- Robert Coleman Richardson (1937–2013), Physiker
- Richard K. Spottswood (* 1937), Musikforscher und Autor
- Billy Stewart (1937–1970), Sänger und Keyboarder
- John Anthony Walker (1937–2014), Kommunikationsexperte und Spion

##### 1938

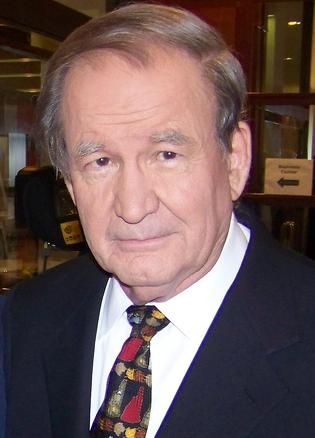
Pat Buchanan
(* 1938)

- Fischer Black (1938–1995), Wirtschaftswissenschaftler
- Pat Buchanan (* 1938), Politiker, Journalist und TV-Kommentator
- John M. Loh (* 1938), Offizier der US Air Force
- Eugene James Martin (1938–2005), Künstler
- Thomas McIntosh (1938–2015), Dirigent und Pianist
- Michael R. McVaugh (* 1938), Wissenschaftshistoriker
- Diane Nash (* 1938), Bürgerrechtsaktivistin
- Jack Nichols (1938–2005), Autor, Journalist und LGBT-Aktivist
- Mark Sheridan (* 1938), Benediktiner
- Solomon H. Snyder (* 1938), Neurowissenschaftler
- Ted White (* 1938), Science-Fiction-Autor, -Herausgeber und -Fan

##### 1939

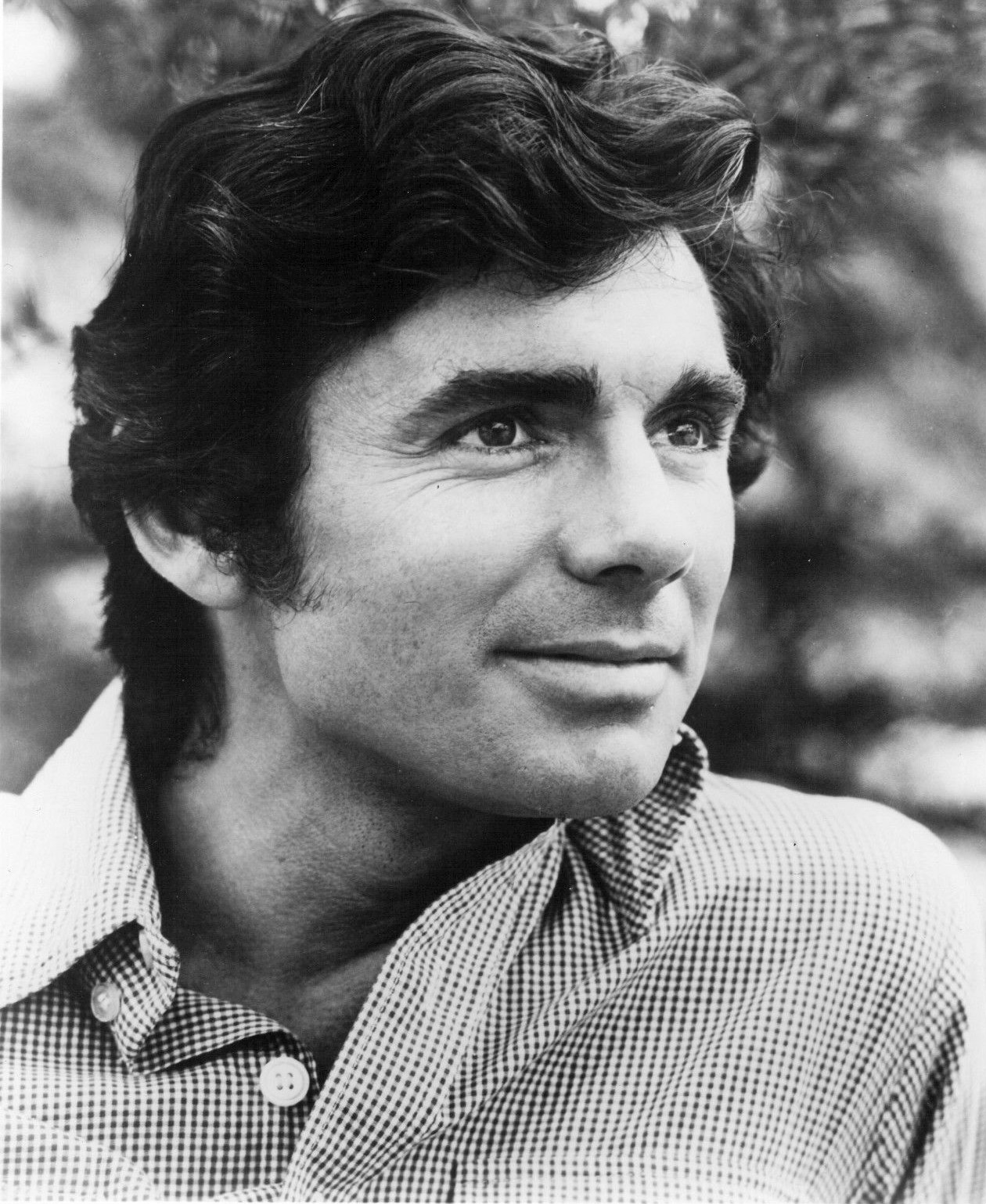
David Birney
(1939–2022)

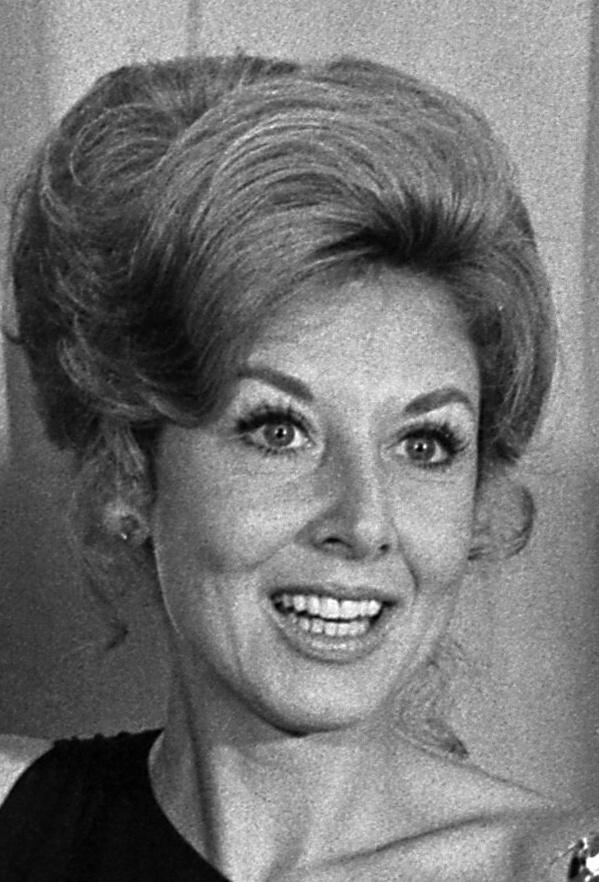
Michael Learned
(* 1939)

- David Birney (1939–2022), Schauspieler
- Reuben Brown (1939–2018), Jazzpianist
- Bill Cobey (* 1939), Politiker
- Henry L. Garrett (* 1939), Jurist und Politiker
- Darius W. Gaskins Jr. (* 1939), Manager und Regierungsbediensteter
- Marvin Gaye (1939–1984), Soul- und R&B-Sänger
- Marshall Hawkins (* 1939), Jazzmusiker
- Jimmy Hopps (* 1939), R&B- und Jazzmusiker
- Ron Jeffries (* 1939), Informatiker, Begründer von Extreme Programming (XP)
- Franklyn Jenifer (* 1939), Biologe, Hochschullehrer, Rektor von Universitäten sowie Wirtschaftsmanager
- Jed Johnson junior (1939–1993), Politiker
- Michael Learned (* 1939), Film- und Theaterschauspielerin
- Maury Povich (* 1939), Talkshow-Moderator
- James Harrison Provost (1939–2000), römisch-katholischer Kirchenrechtler
- Larry Shaw (1939–2017), Physiker, Kurator, Künstler und Gründer des Pi-Tags
- Butch Warren (1939–2013), Jazzmusiker
- Wes Wessberg (* 1939), Radrennfahrer

##### 1940
- Tom Barlow (1940–2017), Politiker

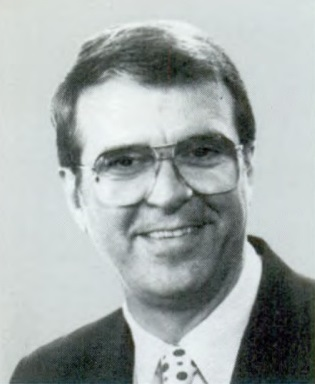
Tom Barlow
(1940–2017)

- ED Denson (* 1940), Musikgruppen-Manager, Plattenproduzent, Plattenlabel-Inhaber und Rechtsanwalt
- Frank G. Harrison (1940–2009), Politiker
- Billy Hart (* 1940), Schlagzeuger
- Ambrose Jackson (1940–2009), Jazztrompeter und Komponist
- Philip Johnson (* 1940), Ruderer
- Jorma Kaukonen (* 1940), Blues-, Folk- und Rockgitarrist
- Stephen Edward Kesler (* 1940), Geologe, Geochemiker und Hochschullehrer
- Sara Kiesler (* 1940), Psychologin, Informatikerin und Hochschullehrerin
- Peter Landweber (* 1940), Mathematiker
- Van McCoy (1940–1979), Musikproduzent, Songschreiber und Musiker
- David C. Meade (1940–2019), Generalmajor der United States Army
- Thomas S. Moorman junior (1940–2020), General der United States Air Force
- John Rockwell (* 1940), Musikkritiker und Autor
- Tim Rose (1940–2002), Folk-Rock-Sänger und Songwriter
- Michael Shahan (* 1940), Kontrabassist, Gambist und Musikpädagoge
- Gilbert W. Stewart (* 1940), Mathematiker

#### 1941 bis 1950

##### 1941

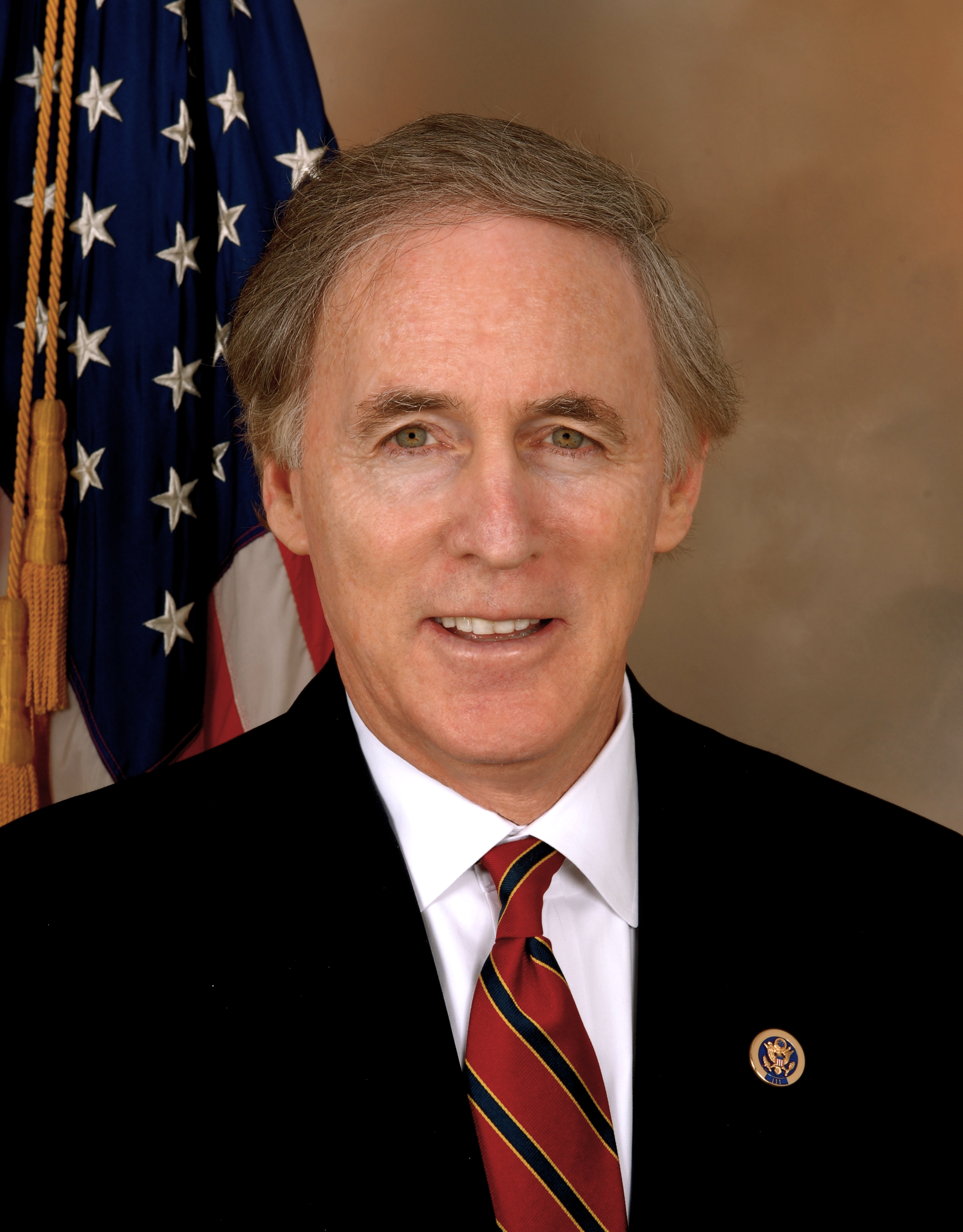
Cliff Stearns
(* 1941)

- Margaret Lavinia Anderson (* 1941), Historikerin
- Samuel Bogley (* 1941), Politiker
- David L. Boren (1941–2025), Politiker
- James Bregman (* 1941), Judoka
- Ron Brown (1941–1996), Politiker
- Michael Burlingame (* 1941), Historiker
- Ron Bushy (1941–2021), Schlagzeuger
- Lee Dresser (1941–2014), Sänger, Komponist und Musiker
- David Evans (1941–2022), Chemiker
- Frederick D. Gregory (* 1941), Astronaut
- David Gross (* 1941), Physiker
- Robert Kleine (* 1941), Politiker
- Rosalind Krauss (* 1941), Kunstkritikerin und -theoretikerin, Professorin und Kuratorin
- Martin Puryear (* 1941), Bildhauer
- James Ray (1941–1964), Rhythm-and-Blues-Sänger
- Jay Rubin (* 1941), Japanologe
- Cliff Stearns (* 1941), Politiker
- John Edgar Wideman (* 1941), Schriftsteller

##### 1942

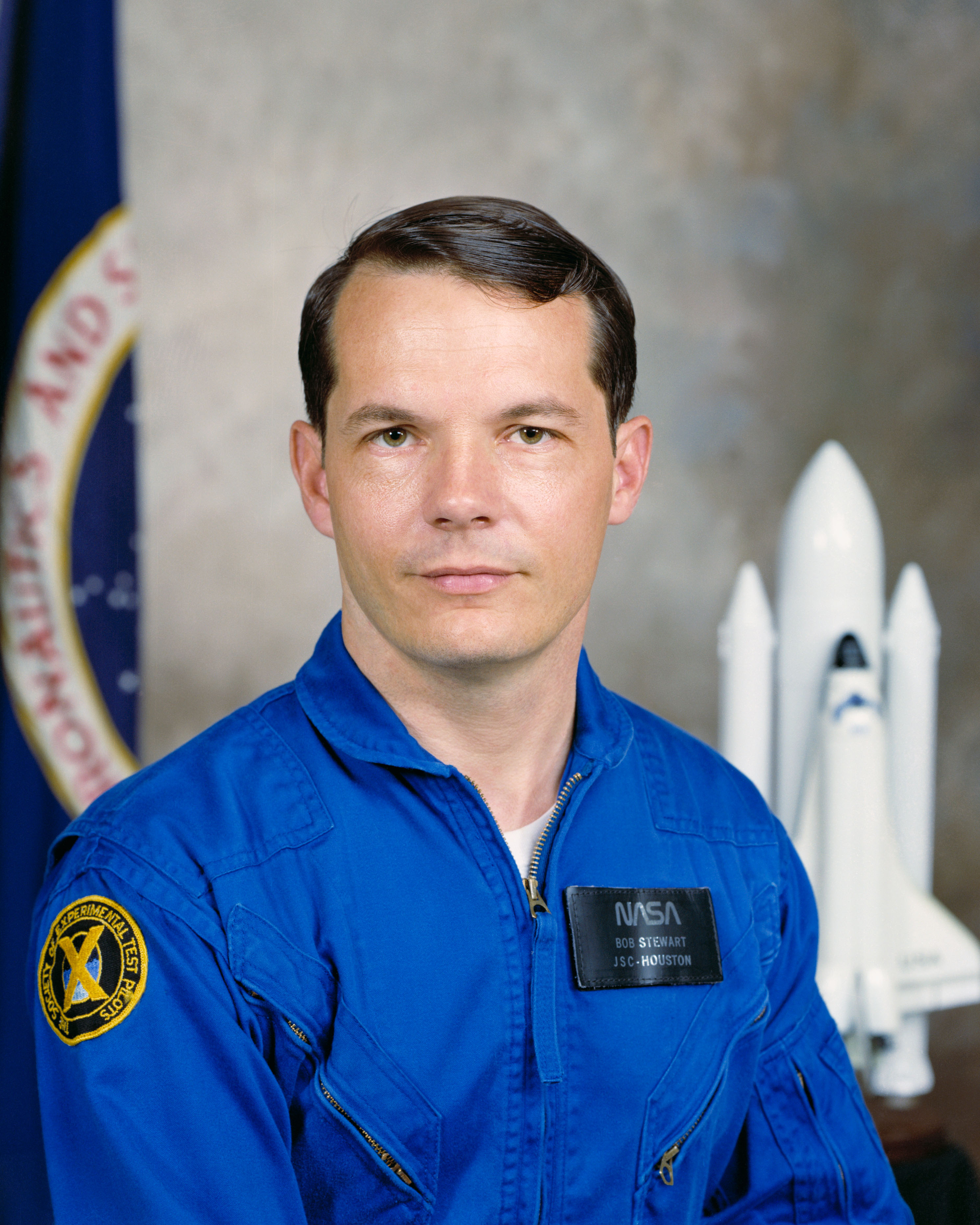
Robert L. Stewart
(* 1942)

- Richard Boyd (1942–2021), Philosoph und Wissenschaftstheoretiker
- Morgan Fisher (* 1942), Filmemacher und Künstler
- Vincent C. Gray (* 1942), Politiker
- Stephen Greenleaf (* 1942), Schriftsteller
- David J. Griffiths (* 1942), theoretischer Physiker
- Country Joe McDonald (* 1942), Folk- und Rocksänger, Gitarrist und Singer-Songwriter
- Robert J. McEliece (1942–2019), Mathematiker und Elektroingenieur
- Christopher F. McKee (* 1942), Astrophysiker
- Richard P. Rumelt (* 1942), Hochschullehrer und Strategie-Theoretiker
- Christopher Sims (* 1942), Wirtschaftswissenschaftler
- Robert L. Stewart (* 1942), Astronaut
- Audrey Terras (* 1942), Mathematikerin
- Peter Tork (1942–2019), Musiker und Schauspieler
- Andrew White (1942–2020), Jazz- und R&B-Musiker, Autor, Musikwissenschaftler und Musikproduzent

##### 1943
- Bob Avakian (* 1943), Politiker

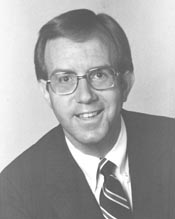
Michael D. Barnes
(* 1943)

- Bruce Balick (* 1943), Astronom und Radioastronom
- Michael D. Barnes (* 1943), Politiker
- Dave Bing (* 1943), Basketballspieler
- Gwenda Blair (* 1943), Journalistin, Hochschullehrerin und Sachbuchautorin
- Craig Breckinridge Wood (1943–2018), Paläobiologe und Pädagoge
- Chas W. Freeman (* 1943), Diplomat
- Winston Groom (1943–2020), Schriftsteller und Autor des Romans Forrest Gump
- John F. Gunion (* 1943), Physiker
- Edward Herrmann (1943–2014), Schauspieler
- Butler Lampson (* 1943), Informatiker
- William Margold (1943–2017), Pornodarsteller und -regisseur
- Michael Mewshaw (* 1943), Schriftsteller
- David Nolan (1943–2010), Politiker
- Maynard V. Olson (* 1943), Genetiker
- William Ruddiman (* 1943), Paläoklimatologe und Meeresgeologe
- Mary Shaw (* 1943), Informatikerin und Hochschullehrerin
- Frank Tate (* 1943), Bassist des Mainstream Jazz
- Robert Trivers (* 1943), Soziobiologe und Evolutionsbiologe

##### 1944

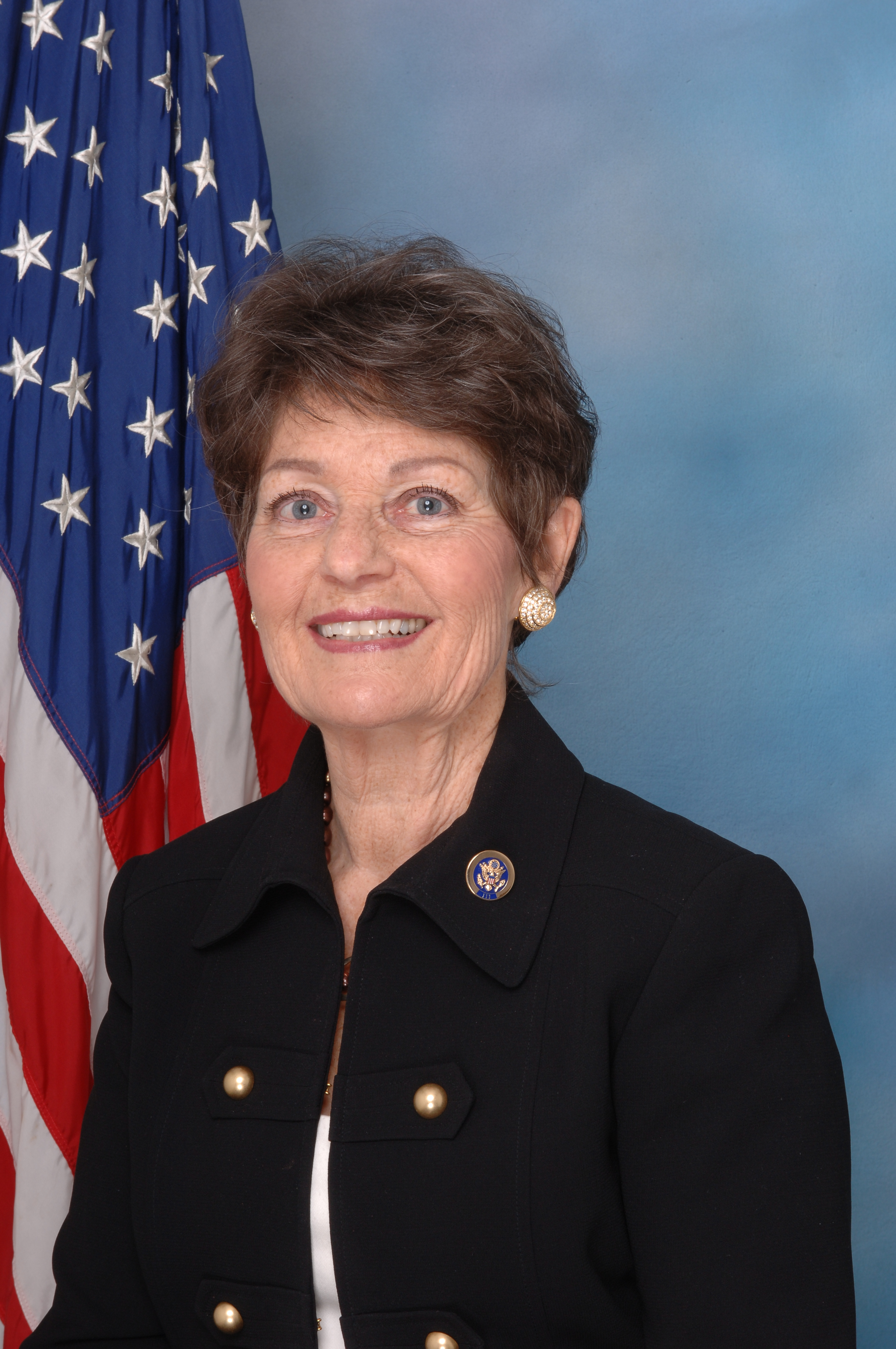
Suzanne Kosmas
(* 1944)

- Karolyn Ali (1944–2015), Filmproduzentin
- Kenneth Ascher (* 1944), Pianist
- Carl Bernstein (* 1944), Journalist
- John L. Bullion (* 1944), Historiker
- Jack Casady (* 1944), Blues- und Rockmusiker
- John F. Crosby (* 1944), Philosoph
- Charles Derber (* 1944), Soziologe
- Whitfield Diffie (* 1944), Experte für Kryptographie
- Grover Furr (* 1944), Literaturwissenschaftler
- Jonathan P. Heritage (* 1944), Physiker und Elektroingenieur
- Janet Howell (* 1944), Politikerin
- Dan Ingalls (* 1944), Informatiker
- Anatole Katok (1944–2018), Mathematiker
- Sharon Pratt Kelly (* 1944), Politikerin
- Suzanne Kosmas (* 1944), Politikerin
- Tobin Marks (* 1944), Chemiker
- Armistead Maupin (* 1944), Schriftsteller
- Taffy Nivert (* 1944), Songschreiberin und Sängerin
- Merritt Ruhlen (1944–2021), Linguist
- Tucker Smallwood (* 1944), Schauspieler und Autor
- Ben Stein (* 1944), Schauspieler, Autor und Anwalt
- Cecil Turner (* 1944), Footballspieler
- Paul Wellstone (1944–2002), Politiker
- Kitty Winn (* 1944), Schauspielerin

##### 1945
- Patch Adams (* 1945), Arzt
- Mel Boozer (1945–1987), Soziologe
- Jim Chapman (* 1945), Politiker
- Gary Dilley (* 1945), Schwimmer
- Fred Donner (* 1945), Historiker
- Jim Doyle (* 1945), Politiker

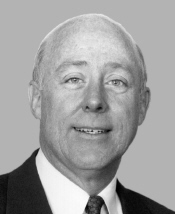
Jim Chapman
(* 1945)

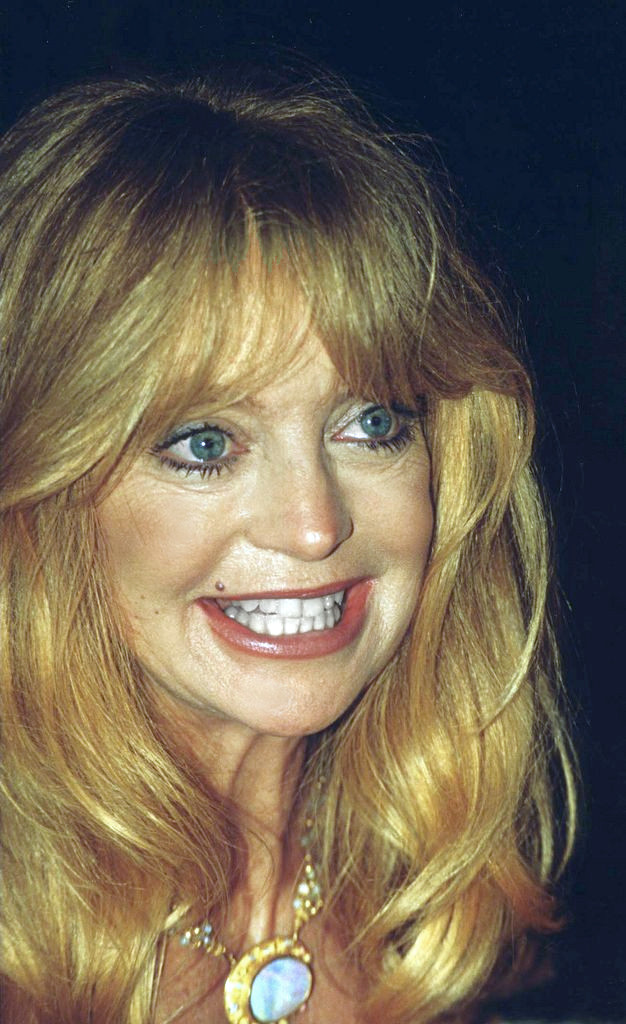
Goldie Hawn
(* 1945)

- Richard Farber (* 1945), israelischer Komponist
- Danny Gatton (1945–1994), Gitarrist
- Goldie Hawn (* 1945), Filmschauspielerin und Filmproduzentin
- Marta Heflin (1945–2013), Kabarettistin und Schauspielerin
- Carter Jefferson (1945–1993), Jazz-Saxophonist
- David Stifler Johnson (1945–2016), Informatiker
- Paul Miller (* 1945), Autorennfahrer und Rennstallbesitzer
- Charles S. Moffett (1945–2015), Kunsthistoriker
- Michael Nouri (* 1945), Schauspieler
- John Roemer (* 1945), Wirtschaftswissenschaftler und Politologe
- Jim Sanborn (* 1945), Bildhauer
- Scott Spencer (* 1945), Schriftsteller
- Leigh Taylor-Young (* 1945), Schauspielerin
- Jerry Tersoff (* 1945), Physiker
- Jonathan Wahl (* 1945), Mathematiker
- Nancy Wexler (* 1945), Psychologin
- John Wilkinson (1945–2013), Gitarrist

##### 1946

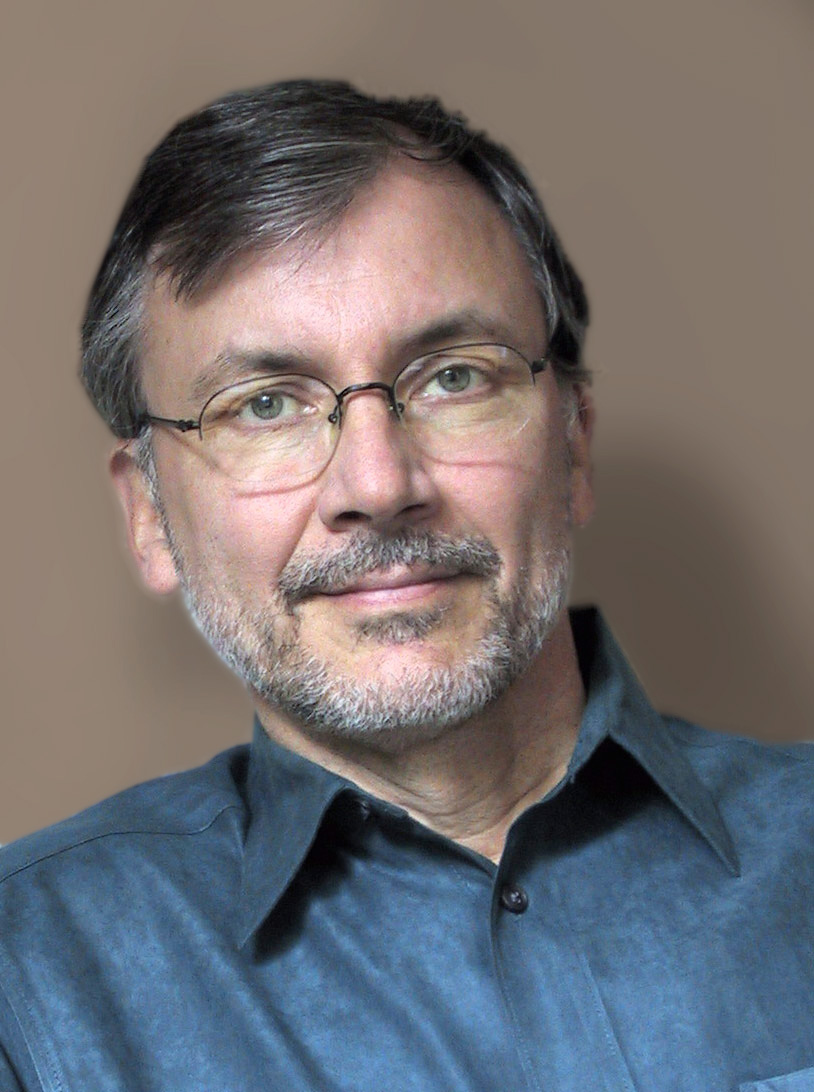
Eric Heller
(* 1946)

- Susan Backlinie (1946–2024), Schwimmerin, Tiertrainerin, Stuntfrau und Schauspielerin
- Sucharit Bhakdi (* 1946), thailändischer Mediziner
- Rosemarie Bodenheimer (* 1946), Literaturwissenschaftlerin
- Blair Brown (* 1946), Schauspielerin
- John Heard (1946–2017), Schauspieler
- Eric Heller (* 1946), Chemiker und Physiker
- Shirley Ann Jackson (* 1946), Physikerin
- Peter Kogge (* 1946), Computer-Architekt
- Lester L. Lyles (* 1946), General der United States Air Force
- Walter A. McDougall (* 1946), Historiker
- Kenper Miller (* 1946), Autorennfahrer und Rennstallbesitzer
- Steven Shavell (* 1946), Wirtschafts- und Rechtswissenschaftler
- George Sterman (* 1946), theoretischer Elementarteilchenphysiker
- William Thurston (1946–2012), Mathematiker

##### 1947
- Jonathan Banks (* 1947), Schauspieler
- Ann Beattie (* 1947), Autorin
- Ursaline Bryant (* 1947), Schauspielerin

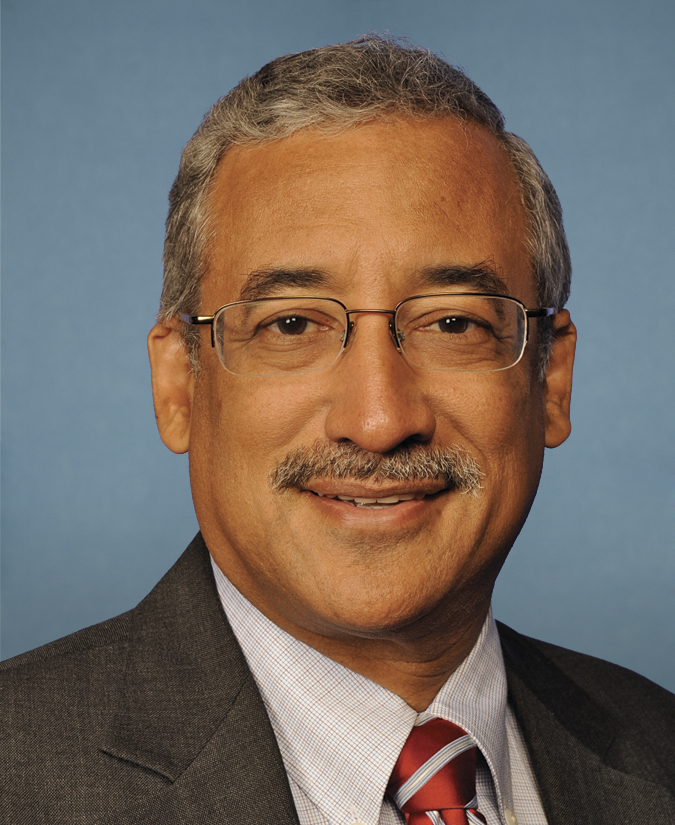
Bobby Scott
(* 1947)

- Tim Buckley (1947–1975), Singer-Songwriter
- Eugenia Butler (1947–2008), avantgardistische Konzept- und Performance-Künstlerin
- Perry Crosswhite (* 1947), australischer Basketballspieler und Sportfunktionär
- Chris Cutler (* 1947), britischer Schlagzeuger
- William DeVaughn (* 1947), Sänger, Songwriter und Gitarrist
- Robert Gordon (1947–2022), Sänger und Songwriter
- Larry Kaufman (* 1947), Schach- und Shōgispieler
- Amory Lovins (* 1947), Physiker und Umweltaktivist
- William Meeks (* 1947), Mathematiker
- Kathleen Norris (* 1947), Autorin und Dichterin
- George Pennington (* 1947), psychologischer Forscher, Buchautor und TV-Psychologe
- Dianne M. Pinderhughes (* 1947), Politikwissenschaftlerin
- Bill Posey (* 1947), Politiker
- Bobby Scott (* 1947), Politiker
- Thomas C. Waskow (* 1947), Generalleutnant der United States Air Force
- Catherine G. Wolf (1947–2018), Psychologin und Informatikerin

##### 1948

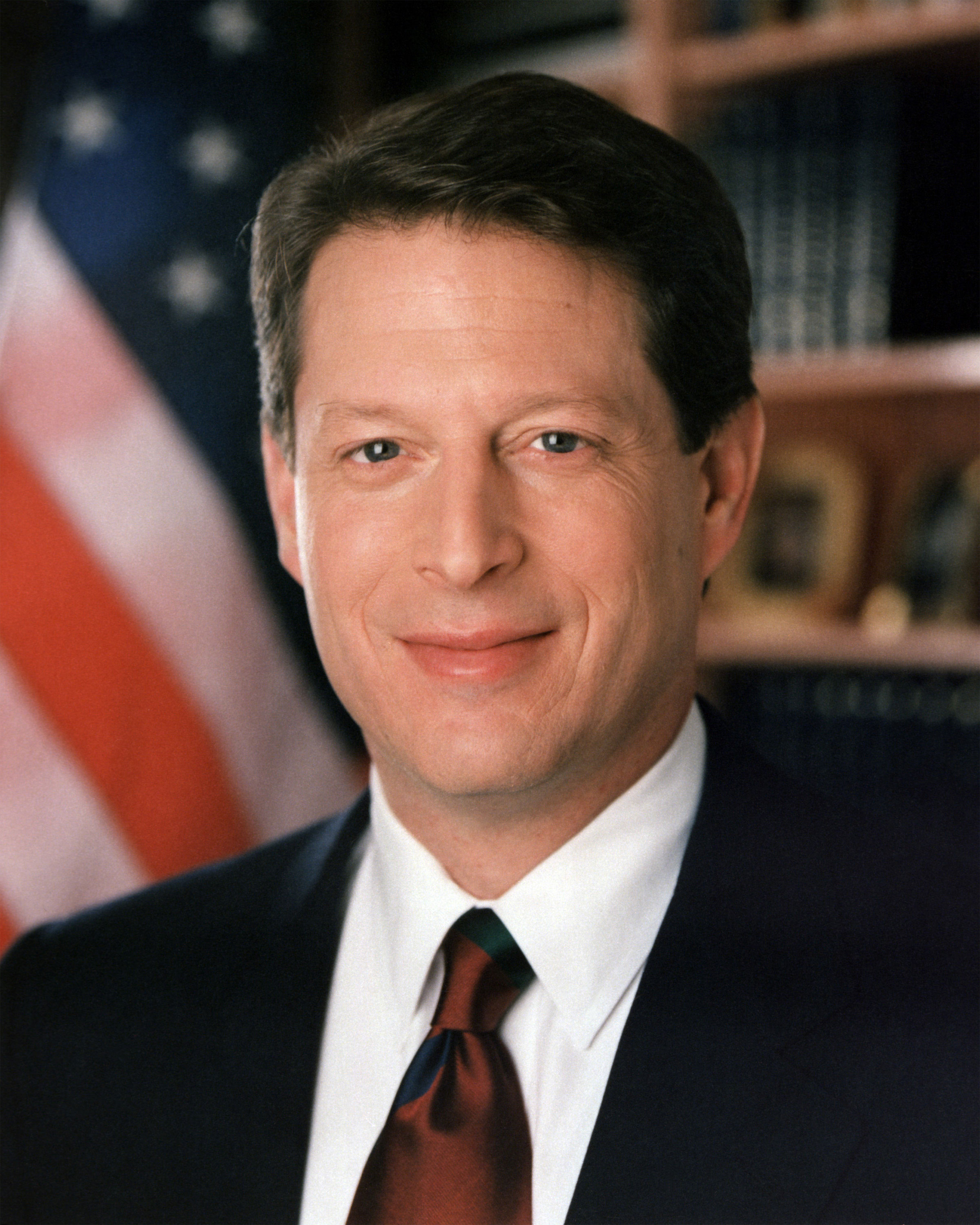
Al Gore
(* 1948)

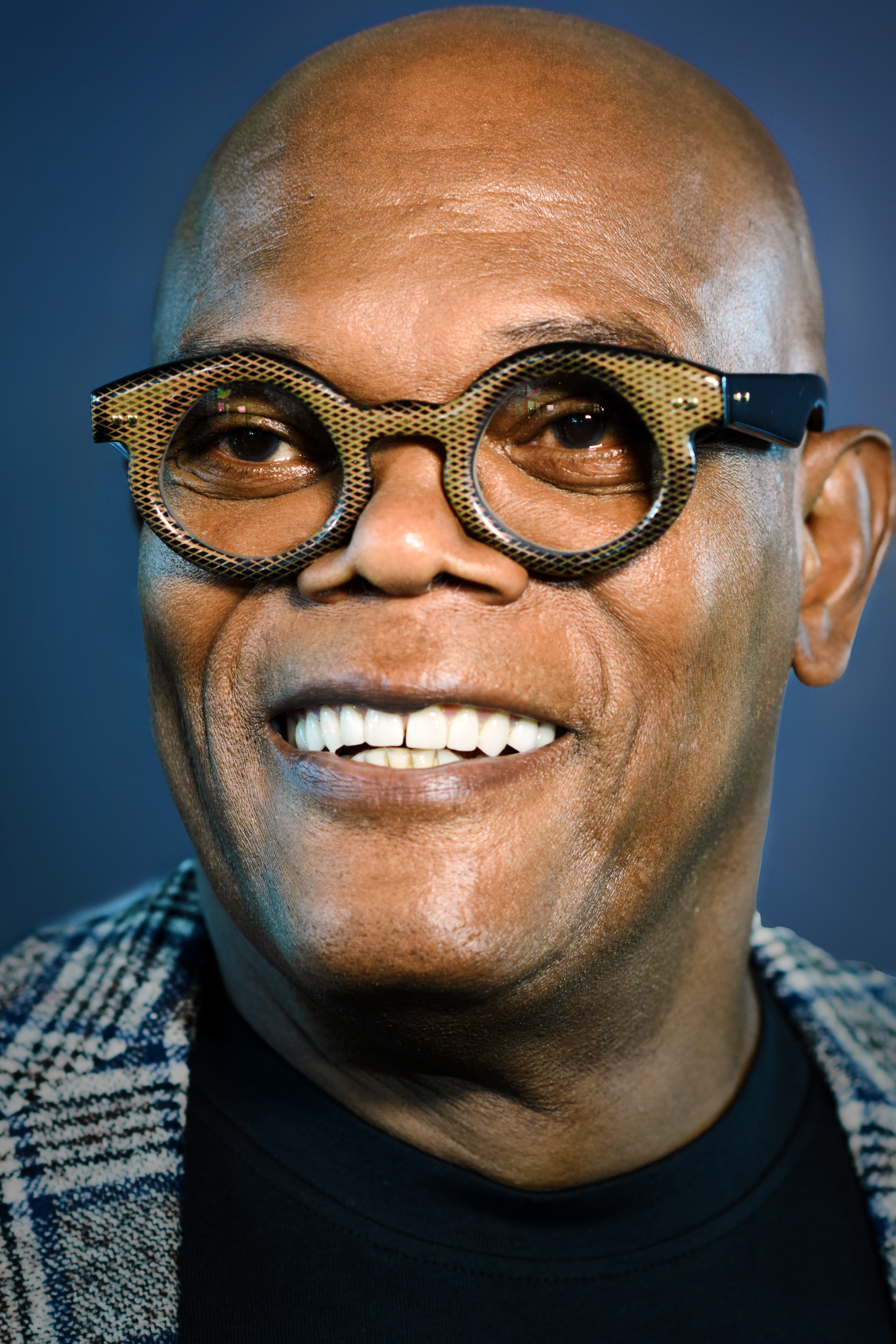
Samuel L. Jackson
(* 1948)

- Ron Asheton (1948–2009), Gitarrist
- Jeff Baxter (* 1948), Rockgitarrist und Dobrospieler
- Bay Buchanan (* 1948), Regierungsbeamtin
- David A. Cox (* 1948), Mathematiker
- Sandra Dickinson (* 1948), Schauspielerin
- Georgia Engel (1948–2019), Schauspielerin
- Al Gore (* 1948), Politiker, Unternehmer, Umweltschützer, 45. Vizepräsident der Vereinigten Staaten von Amerika und Friedensnobelpreisträger
- Gregory Itzin (1948–2022), Schauspieler
- Samuel L. Jackson (* 1948), Schauspieler
- Mimi R. Koehl (* 1948), Meeresbiologin und Hochschullehrerin
- Julie Nixon Eisenhower (* 1948), Autorin
- Gregory Petsko (* 1948), Biochemiker und Neurowissenschaftler
- Veronica Redd (* 1948), Schauspielerin
- Daniel Reeves (* 1948), Kameramann und Videokünstler
- Paula Scher (* 1948), Graphikdesignerin, Malerin und Kunsterzieherin
- Michael Sorkin (1948–2020), Architekt
- Bob Wise (* 1948), Politiker

##### 1949
- Duck Baker (* 1949), Fingerstyle-Gitarrist
- William Belden (1949–2025), Ruderer
- Alan Brinkley (1949–2019), Historiker
- Roger Aaron Brown (* 1949), Schauspieler
- Charles Fefferman (* 1949), Mathematiker
- Francine Fox (* 1949), Kanutin
- Alonso Gómez-Robledo (* 1949), mexikanischer Jurist; Richter am Internationalen Seegerichtshof
- Alfredo Rugeles (* 1949), venezolanischer Komponist und Dirigent
- Cotter Smith (* 1949), Schauspieler
- Jon T. Sumida (* 1949), Neuzeithistoriker

##### 1950
- David Boggs (1950–2022), Elektro- und Funkingenieur
- Ronnie Dyson (1950–1990), Popsänger
- Roger Ekirch (* 1950), Historiker und Schlafforscher
- Lauro Escorel (* 1950), brasilianischer Kameramann
- Ed Flanagan (1950–2017), Politiker
- Charles Fleischer (* 1950), Stand-up-Comedian, Schauspieler, Musiker und Synchronsprecher
- Gail Gilmore (* 1950), Opern-, Jazz- und Gospelsängerin (Mezzosopran)
- Nicholas Hammond (* 1950), Schauspieler und Drehbuchautor
- William Hurt (1950–2022), Schauspieler
- Edward P. Jones (* 1950), Schriftsteller
- Fred McNair (* 1950), Tennisspieler
- John F. Miller (* 1950), Altphilologe

#### 1951 bis 1960

##### 1951

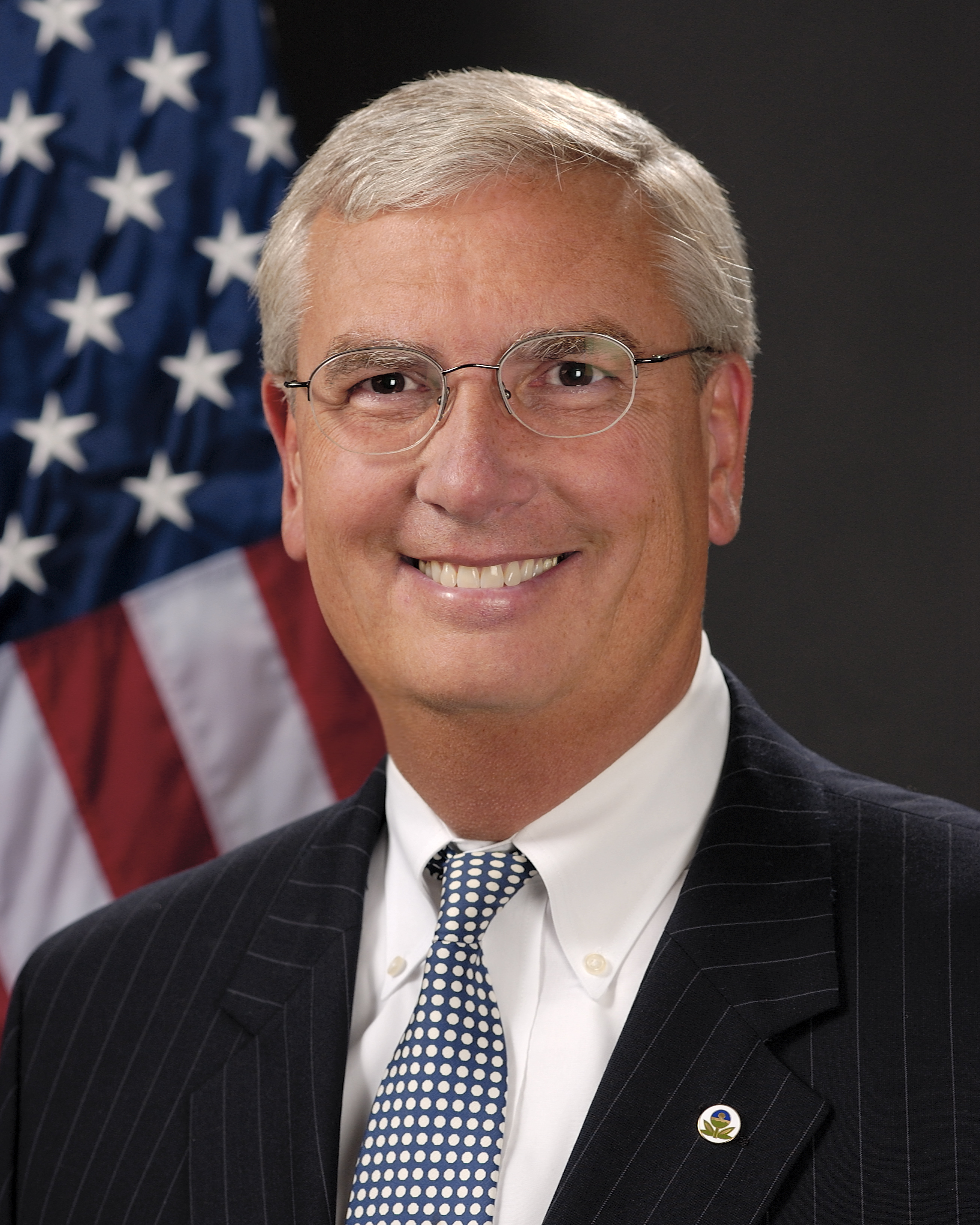
Stephen L. Johnson
(* 1951)

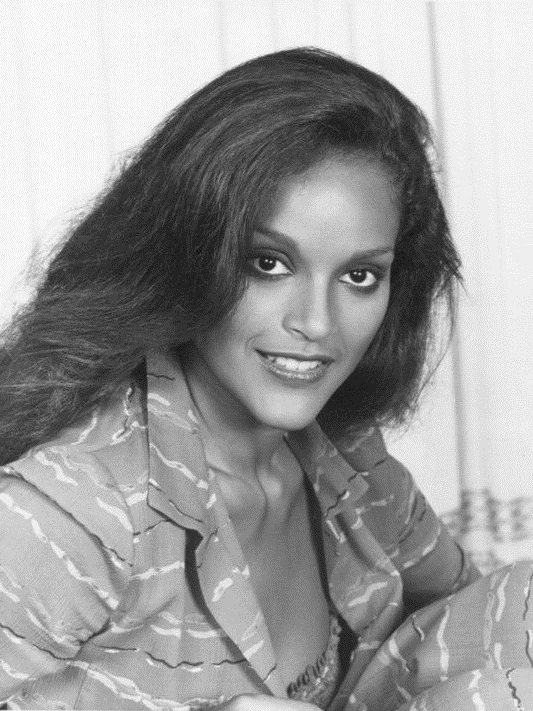
Jayne Kennedy
(* 1951)

- David Bischoff (1951–2018), Science-Fiction-Autor
- Greg Cannom (1951–2025), Maskenbildner
- Nelson Cowan (* 1951), Psychologe
- Daniel J. Ehrlich (* 1951), Ingenieur für Optik, Biomedizin und Mikroelektronik
- Sharon Farmer (* 1951), Fotografin und Fotojournalistin
- John F. Finamore (* 1951), Philosophiehistoriker
- Lorraine Gray (* 1951), Filmregisseurin, Filmproduzentin, Kamerafrau und Pressefotografin
- Stephen L. Johnson (* 1951), Universitätsprofessor
- Jayne Kennedy (* 1951), Model und Schauspielerin
- Carole Ann Klonarides (* 1951), Kuratorin, Professorin und Videokünstlerin
- Lisby Larson (* 1951), Schauspielerin
- Elliot Meyerowitz (* 1951), Entwicklungsbiologe und Genetiker
- Charles Mooney (* 1951), Boxer
- Nūr von Jordanien (* 1951), vierte Frau des Königs Hussein I.
- Maureen O’Connor (* 1951), Politikerin und Juristin
- Michael C. Ruppert (1951–2014), Autor und Journalist
- Miguel Sandoval (* 1951), Schauspieler
- Harley Orrin Staggers junior (* 1951), Politiker
- Paula Vogel (* 1951), Schriftstellerin
- Kermit Washington (* 1951), Basketballspieler
- Donald C. Wurster (* um 1951), Generalleutnant der United States Air Force
- John Bruce Yeh (* 1951), Klarinettist

##### 1952

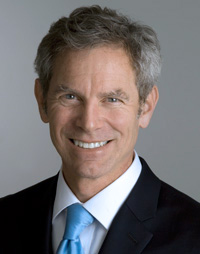
Ralph Becker
(* 1952)

- Caroline Atkinson (* 1952), Wirtschaftswissenschaftlerin und Journalistin
- Ralph Becker (* 1952), Jurist und Politiker
- Reid Blackburn (1952–1980), Fotograf
- Ralph Leo Boyce (* 1952), Diplomat und Wirtschaftsmanager
- Anthony Guedes (* 1952), Werbefilmproduzent und -unternehmer
- Lawrence R. Heaney (* 1952), Mammaloge, Ökologe und Biogeograph
- Donald Sewell Lopez Jr. (* 1952), Universitätsprofessor
- Rick Moses (* 1952), Schauspieler und Musiker
- Dennis Nally (* 1952), Manager
- Elizabeth Norment (1952–2014), Schauspielerin
- Bill Nyrop (1952–1995), Eishockeyspieler und -trainer
- Bill Sherwood (1952–1990), Filmregisseur und Drehbuchautor
- Harold Solomon (* 1952), Tennisspieler
- Paul Steinhardt (* 1952), Physiker
- Whit Stillman (* 1952), Filmregisseur, Autor und Filmproduzent
- Blaire Van Valkenburgh (* 1952), Paläontologin
- Deborah Washington Brown (1952–2020), Mathematikerin, Informatikerin und Pianistin
- Russell Williams II (* 1952), Tonmeister
- William Wright (1952–2021), australischer Geistlicher, Bischof von Maitland-Newcastle

##### 1953
- Timothy Carhart (* 1953), Schauspieler
- Richard Cashin (* 1953), Ruderer

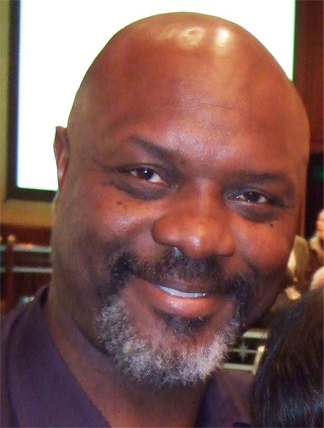
Robert Wisdom
(* 1953)

- Brad Dean (* 1953), Basketballtrainer
- Nan Goldin (* 1953), Fotografin
- Uki Goñi (* 1953), argentinischer Journalist und Historiker
- Tim Gunn (* 1953), Modedesigner
- Ron Holloway (* 1953), Fusion- und Jazzmusiker
- Jerome Powell (* 1953), Jurist und Finanzbeamter
- Esther Stroy (* 1953), Sprinterin
- Robert Wisdom (* 1953), Schauspieler

##### 1954
- Jeannetta Arnette (* 1954), Schauspielerin
- Patrick O. Brown (* 1954), Biochemiker

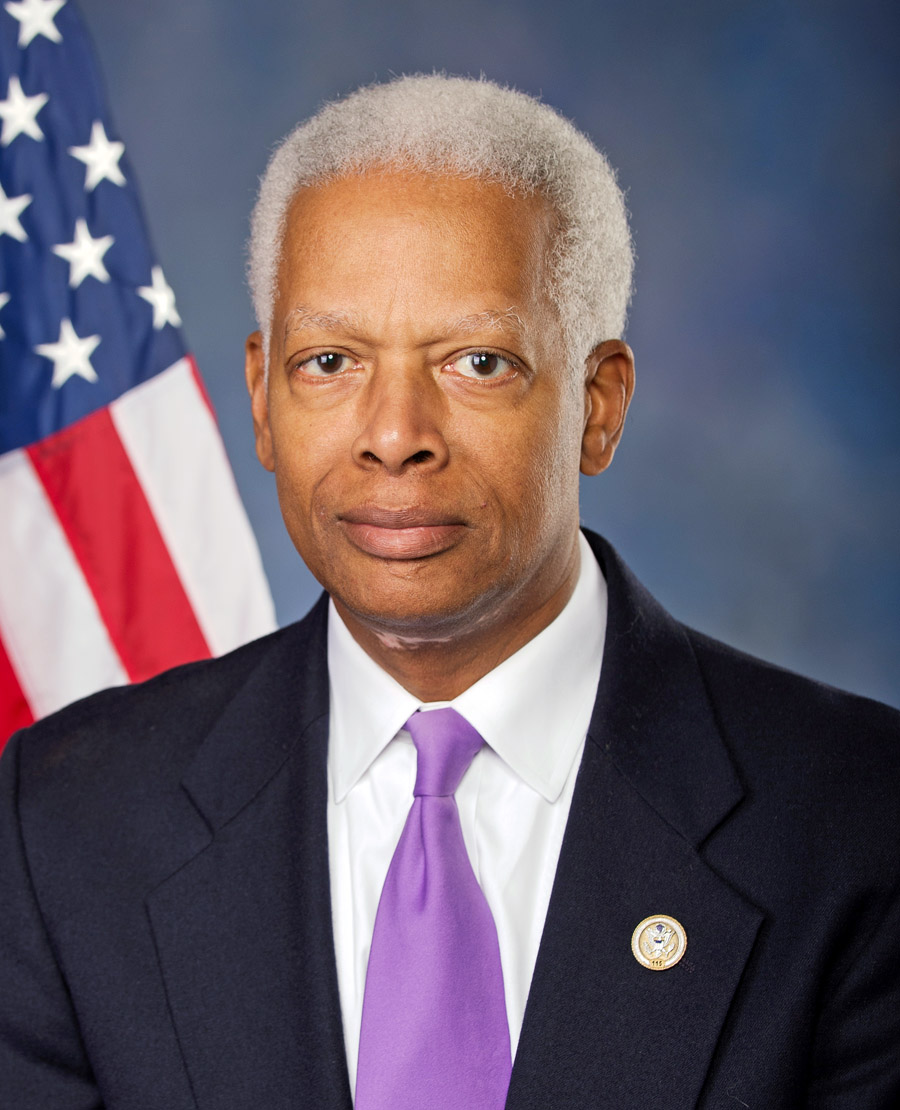
Hank Johnson
(* 1954)

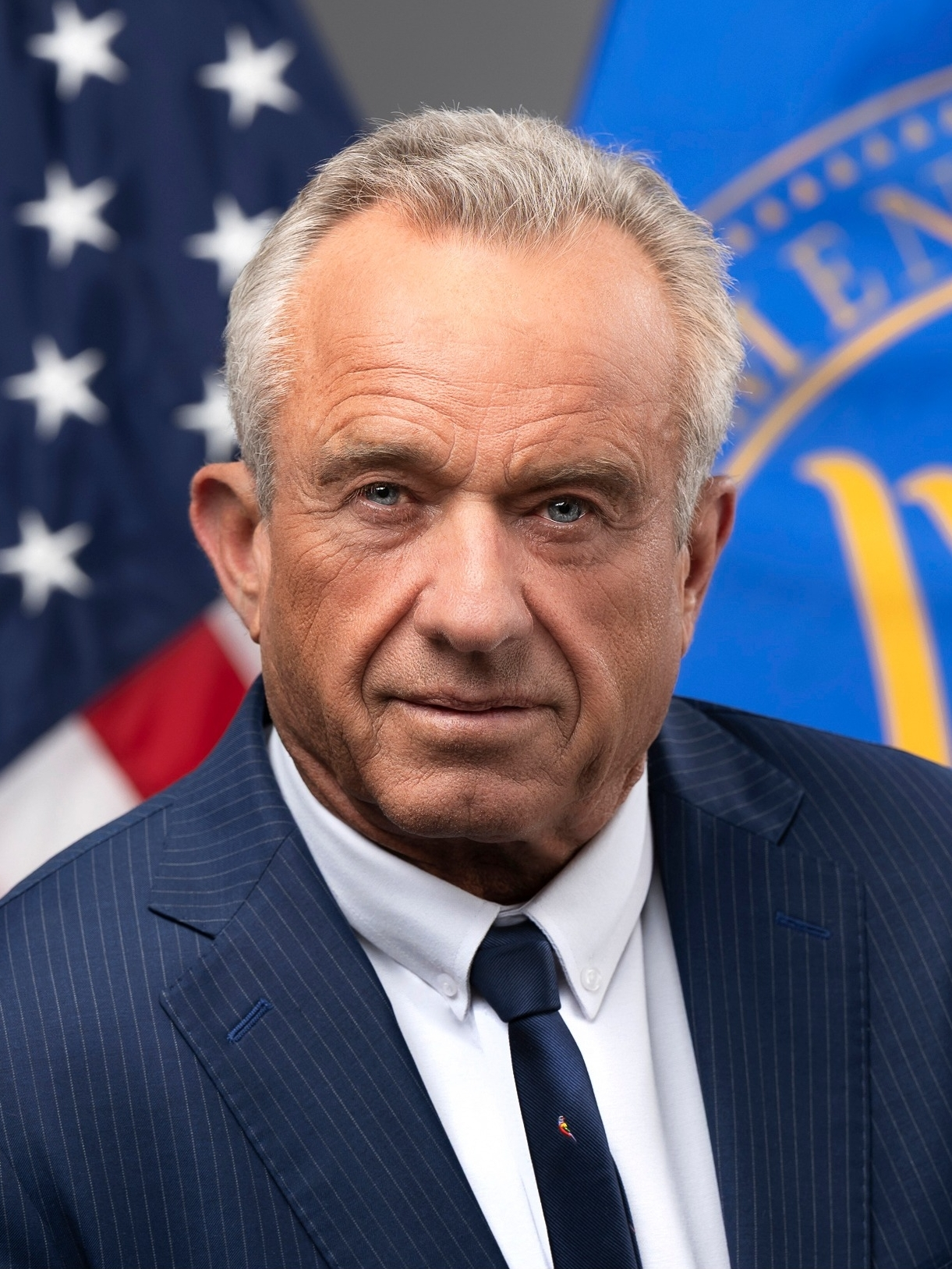
Robert F. Kennedy Jr.
(* 1954)

- Stephen L. Carter (* 1954), Jurist und Schriftsteller
- Mike Cooney (* 1954), Politiker
- Markus Dröge (* 1954), deutscher evangelischer Theologe und Bischof
- Breon Gorman (* 1954), Schauspielerin
- Dianne Houston (* 1954), Filmproduzentin, Drehbuchautorin und Filmregisseurin
- Hank Johnson (* 1954), Politiker
- Robert Francis Kennedy junior (* 1954), Rechtsanwalt, Umweltaktivist, Autor; Sohn von Robert Francis Kennedy
- Ned Lamont (* 1954), Politiker
- Steve McCraven (* 1954), Jazzmusiker
- Stephanie Nakasian (* 1954), Jazzsängerin
- Gregory S. Paul (* 1954), Paläontologe und Illustrator
- Enrique Peñalosa (* 1954), kolumbianischer Volkswirtschaftler und Politiker
- Carl C. Perkins (* 1954), Politiker
- James Sethian (* 1954), angewandter Mathematiker
- Larry O. Spencer (* 1954), General der U.S. Air Force
- Jack Stamp (* 1954), Komponist, Dirigent und Musikpädagoge
- Tony Todd (1954–2024), Schauspieler
- Phil Wiggins (1954–2024), Mundharmonikaspieler
- William Allen Young (* 1954), Schauspieler und Regisseur

##### 1955
- Bernadette Allen (* 1955), Diplomatin

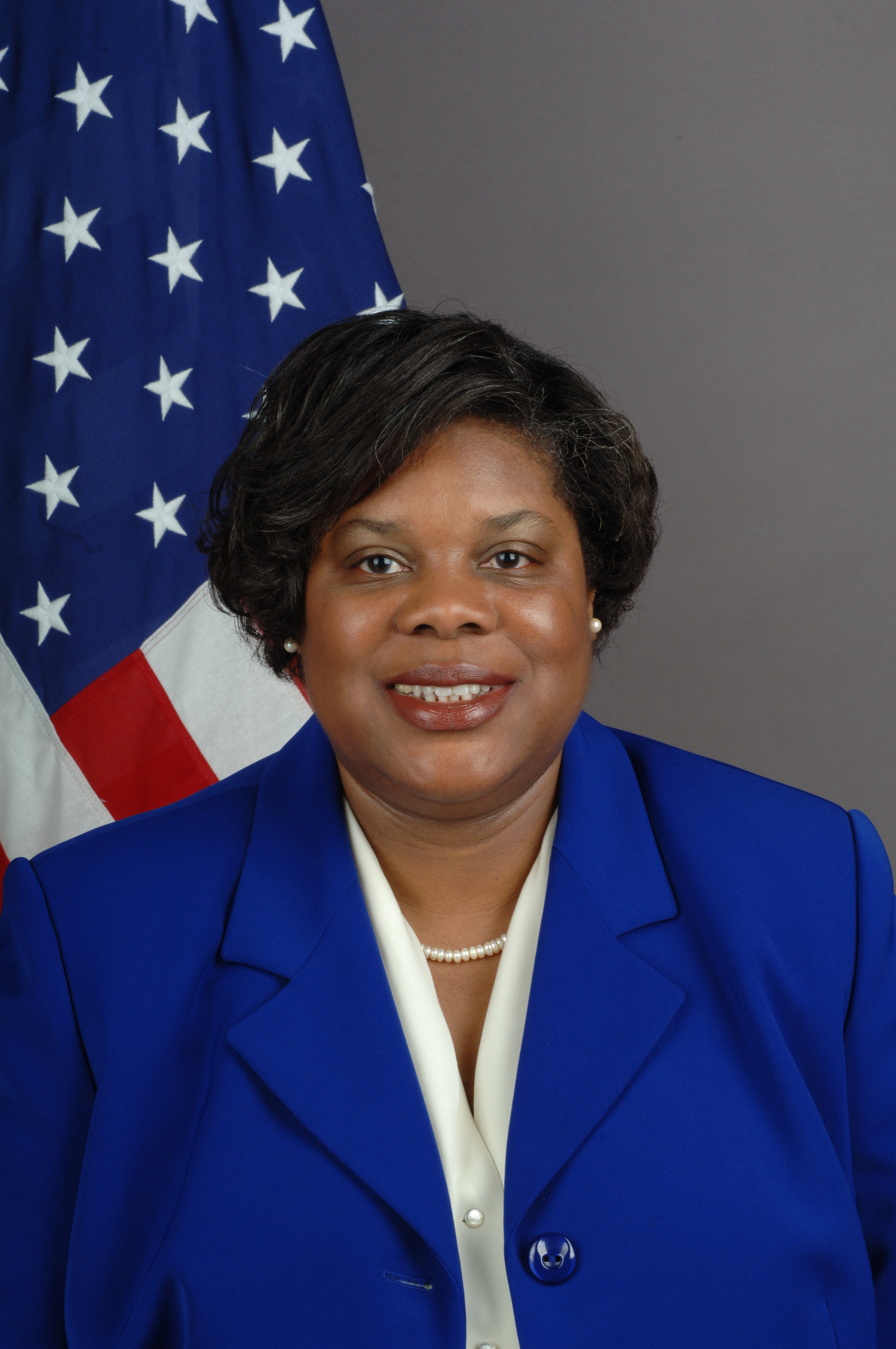
Bernadette Allen
(* 1955)

- Charles Burns (* 1955), Künstler, Comiczeichner und -autor
- Calvin Grieder (* 1955), Schweizer Verfahrensingenieur und Manager
- Cecil D. Haney (* 1955), Admiral
- Ken Hitchcock (1955 oder 1956–2022), Jazz- und klassischer Musiker
- Gary Horowitz (* 1955), Physiker
- David A. Kennedy (1955–1984), viertes der elf Kinder von Robert F. Kennedy und Ethel Skakel
- Ellen Kushner (* 1955), Autorin von Fantasy-Romanen
- Jeffrey Mumford (* 1955), Komponist und Musikpädagoge
- Bill Nye (* 1955), Fernsehmoderator, Wissenschaftsjournalist und Autor
- Carol Padden (* 1955), Wissenschaftlerin, Autorin und Dozentin
- William A. Petri (* 1955), Mikrobiologe und Epidemiologe
- Shalini Randeria (* 1955), indische Sozialanthropologin
- Eric Schmidt (* 1955), Informatiker und Manager
- Susan Schwab (* 1955), Politikerin und Managerin
- Joseph Siravo (1955–2021), Schauspieler
- Lisa Zeidner (* 1955), Schriftstellerin und Hochschullehrerin

##### 1956

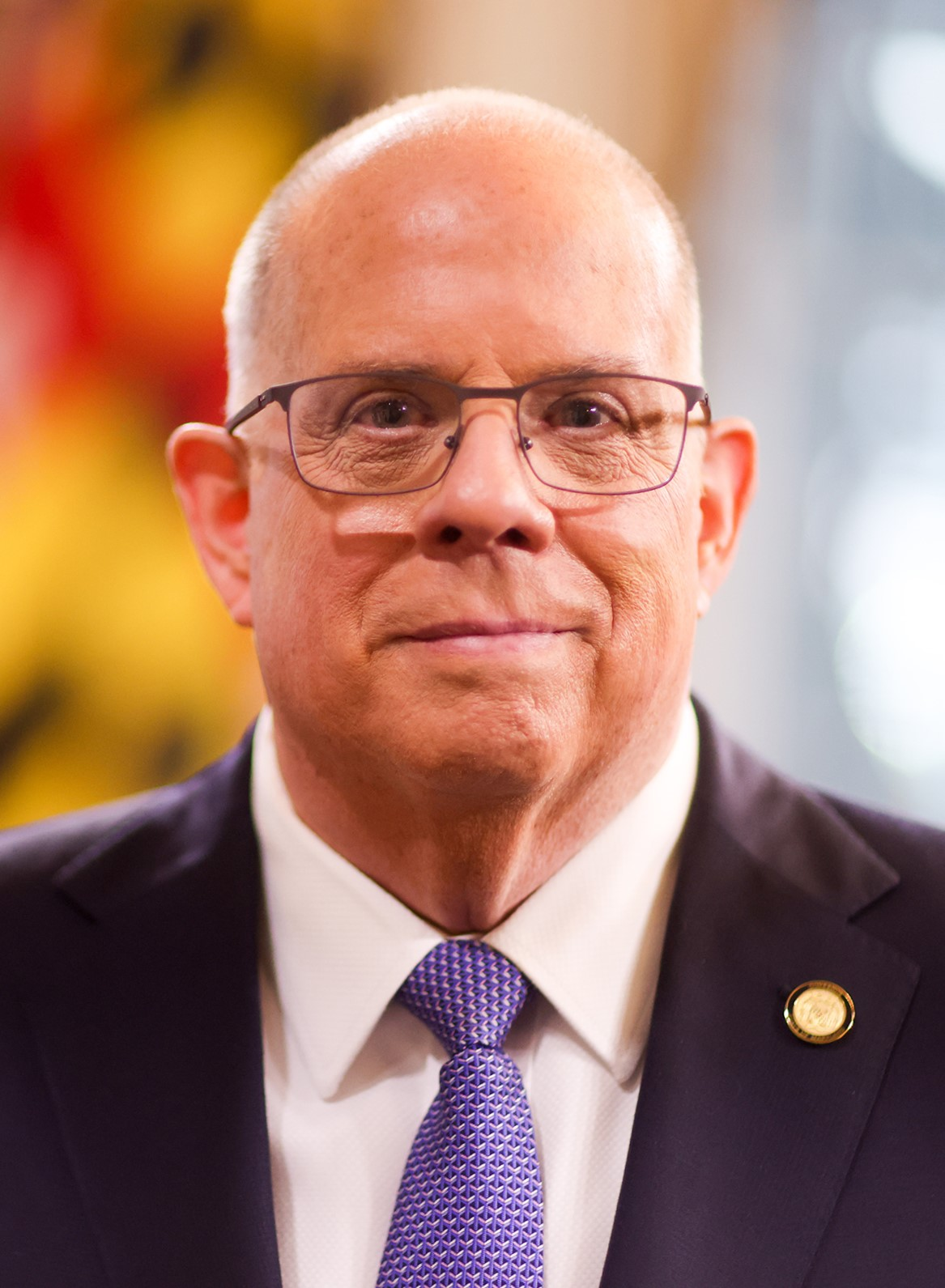
Larry Hogan
(* 1956)

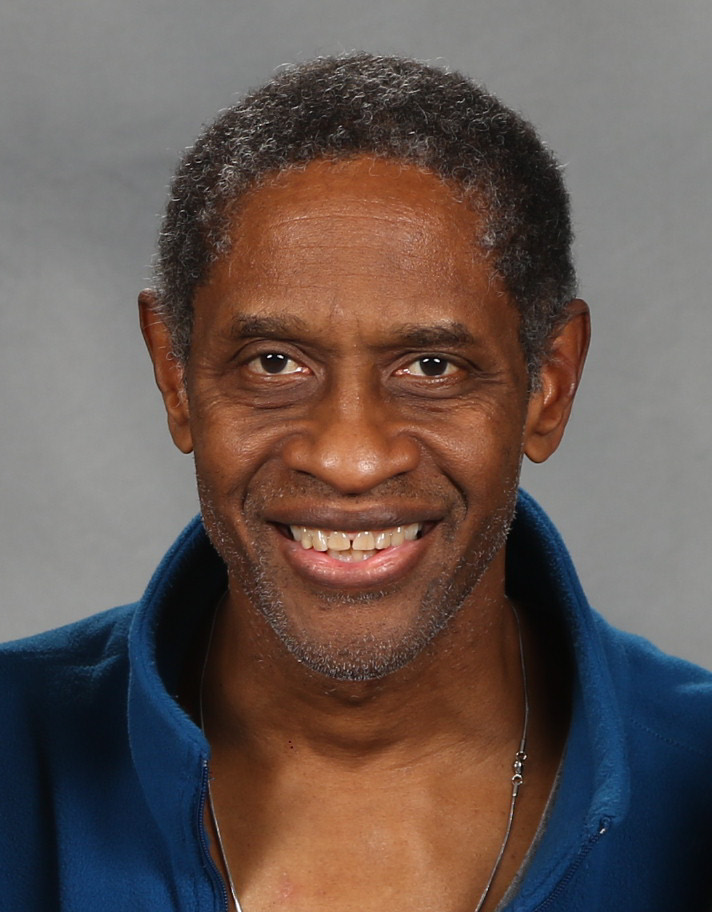
Tim Russ
(* 1956)

- Cynthia Hollandsworth Batty (* 1956), Schriftgestalterin
- Melissa Belote (* 1956), Schwimmerin
- Adrian Dantley (* 1956), Basketballspieler
- Lawrence J. Hogan (* 1956), Politiker und Unternehmer
- Robert F. Newmyer (1956–2005), Filmproduzent
- Cady Noland (* 1956), Objekt- und Installationskünstlerin sowie Fotografin
- Tim Russ (* 1956), Schauspieler
- Casey Sander (* 1956), Schauspieler
- Amii Stewart (* 1956), Pop-Sängerin, Tänzerin und Schauspielerin
- Caroline Thompson (* 1956), Drehbuchautorin und Filmregisseurin

##### 1957
- David S. Addington (* 1957), Jurist

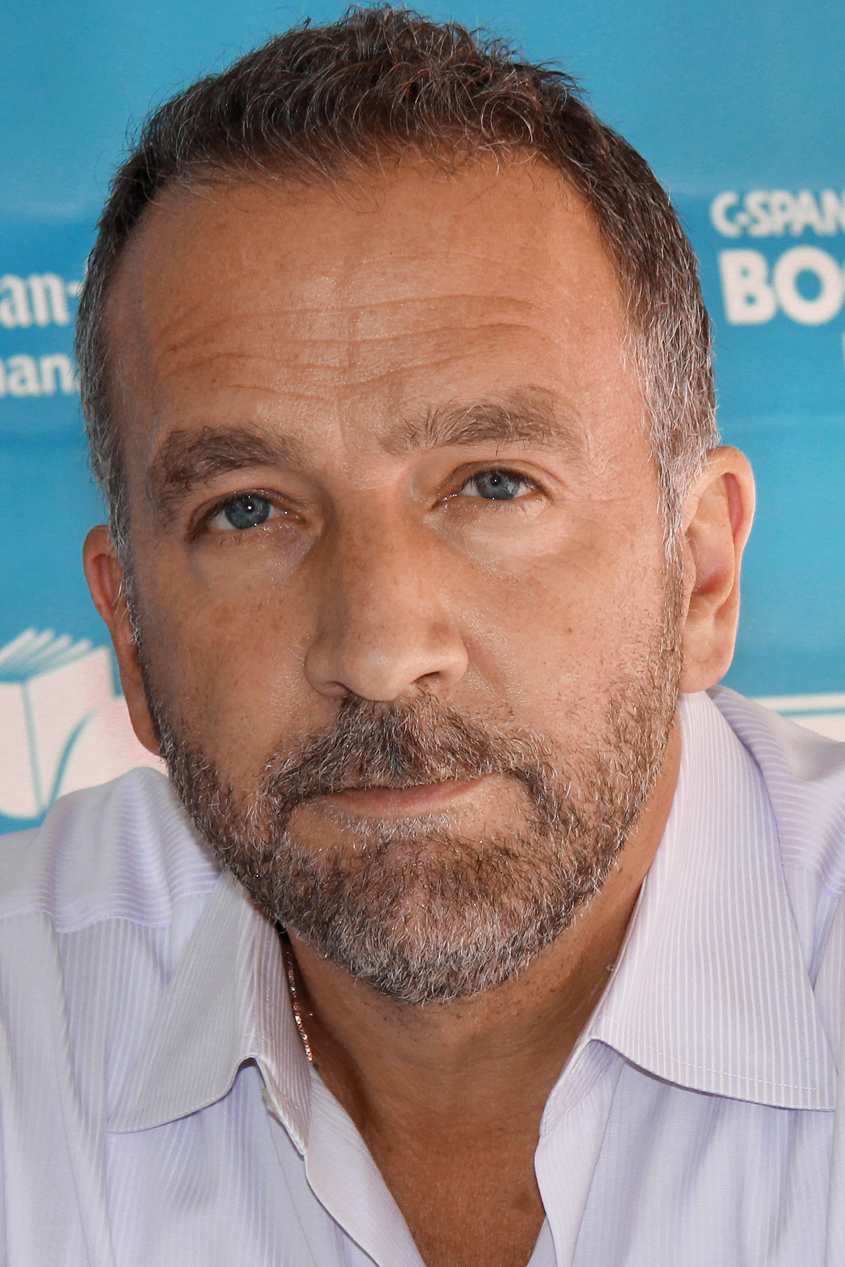
George P. Pelecanos
(* 1957)

- Carole Alston (* 1957), Jazzsängerin und Schauspielerin
- Larry Appelbaum (1957–2025), Musikbibliothekar, Musikjournalist und Jazzhistoriker
- Peter Bay (* 1957), Dirigent
- Leslie Bevis (* 1957), Schauspielerin
- Peter Hirschfeld (* 1957), theoretischer Festkörperphysiker
- Sheila Ingram (1957–2020), Sprinterin
- Steve Keene (* 1957), Maler
- Edward Lee (* 1957), Schriftsteller
- George P. Pelecanos (* 1957), Journalist, Kriminalschriftsteller, Drehbuchautor und Produzent
- Elizabeth H. Roberts (* 1957), Politikerin
- Boyd Rutherford (* 1957), Politiker
- Clarence Seay (* 1957), Jazz-Bassist und Komponist

##### 1958

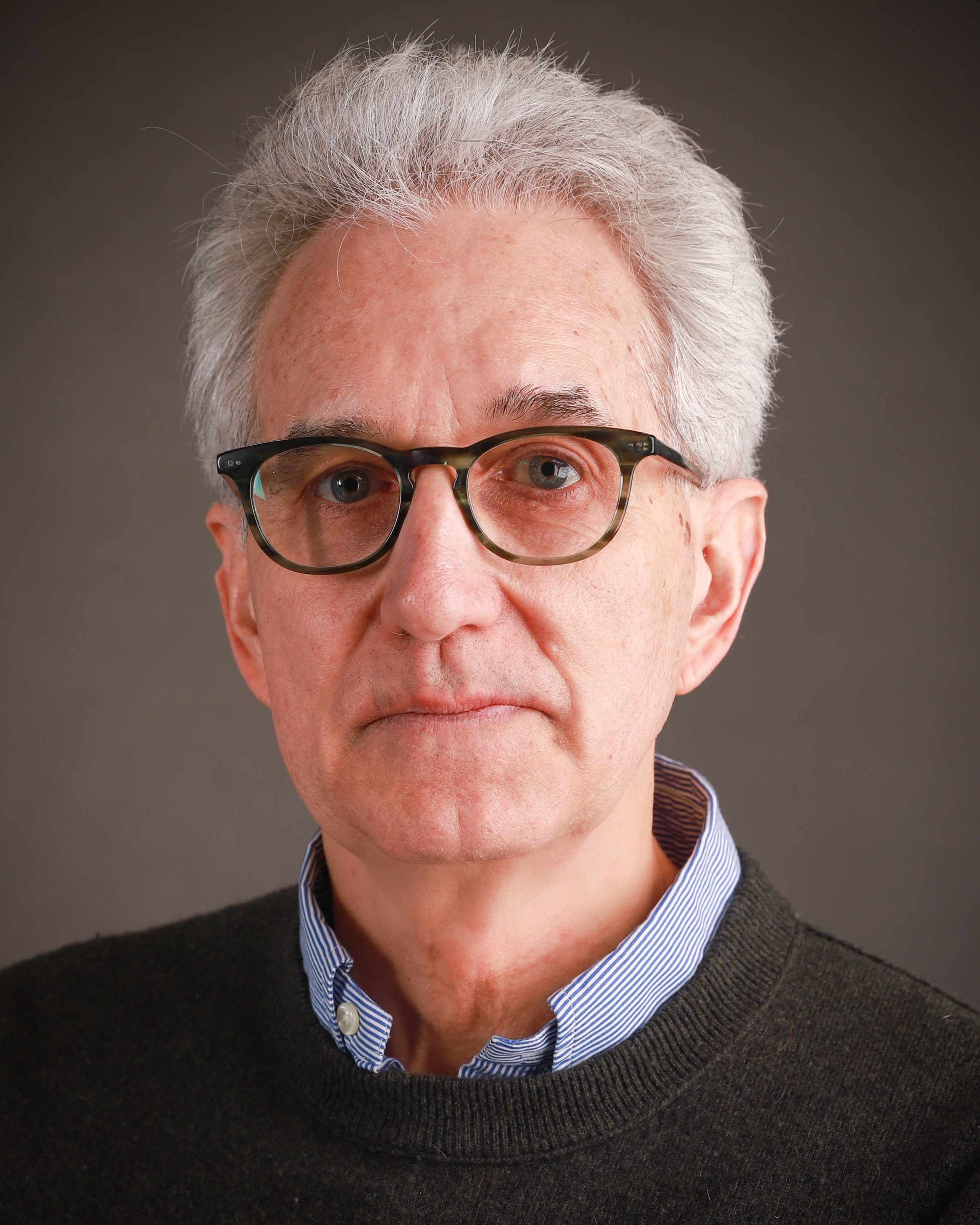
Jeffrey Gedmin
(* 1958)

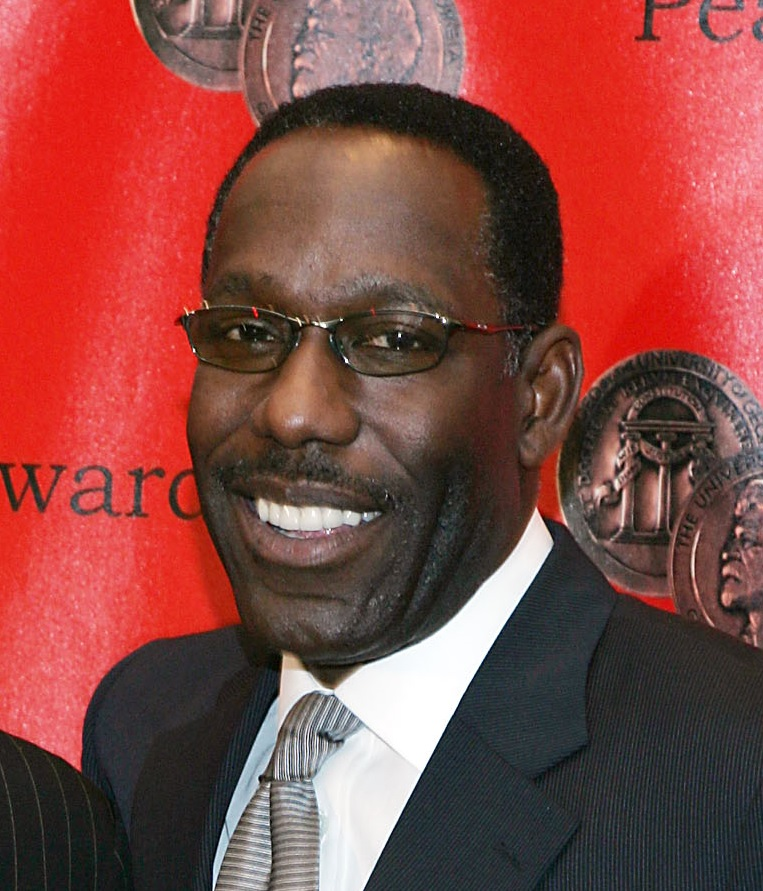
James McDaniel
(* 1958)

- Norman Chad (* 1958), Fernsehkommentator und Pokerspieler
- William H. Chapman Nyaho (* 1958), Pianist und Musikpädagoge
- Steve Coll (* 1958), Journalist und Sachbuchautor
- Anne Delaney (* 1958), Komponistin, Sängerin und Songwriter
- Matt Frewer (* 1958), Schauspieler
- Jeffrey Gedmin (* 1958), Politologe und Geschäftsführer
- Brenda Shannon Greene (* 1958), Sängerin
- Jacqueline Hewitt (* 1958), Astrophysikerin und Hochschullehrerin
- Chip Hooper (* 1958), Tennisspieler
- Tony Horwitz (1958–2019), Journalist und Autor von Sachbüchern
- Michael LeMoyne Kennedy (1958–1997), Politiker
- Leslie Malton (* 1958), Schauspielerin
- Miya Masaoka (* 1958), Kotospielerin, avantgardistische Musikerin und Komponistin
- James McDaniel (* 1958), Schauspieler
- Scott Plank (1958–2002), Schauspieler
- Bill Watterson (* 1958), Comiczeichner

##### 1959

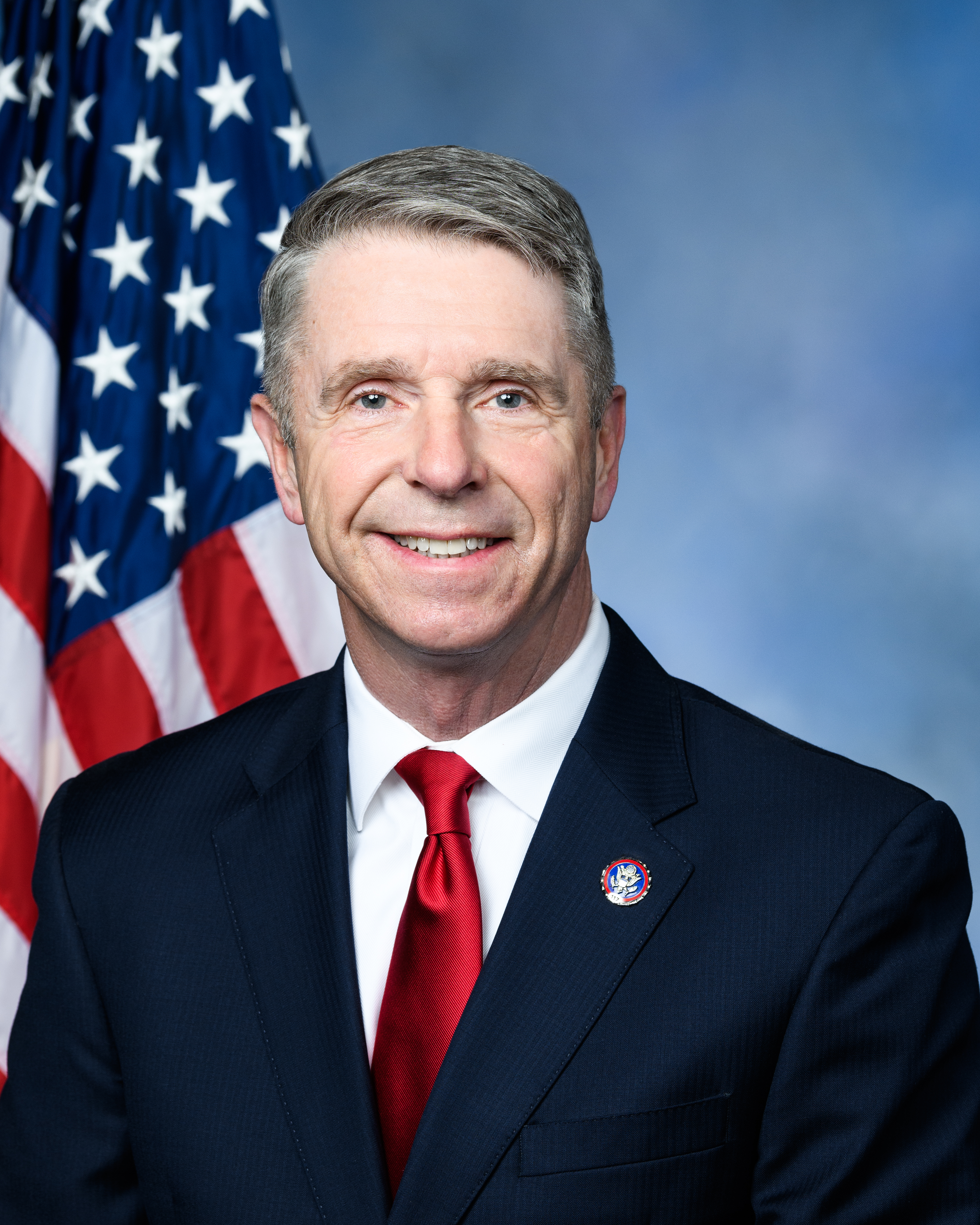
Rob Wittman
(* 1959)

- Deanna Bogart (* 1959), Pianistin, Sängerin, Songwriterin und Saxophonspielerin
- Olin Browne (* 1959), Profigolfer
- DJ Kool (* 1959), DJ und Rapper
- Markus M. Hess (* 1959), deutscher Mediziner
- Kerry Kennedy (* 1959), Menschenrechtsaktivistin
- Jon Metzger (* 1959), Jazzmusiker, Komponist und Hochschullehrer
- Jed Rubenfeld (* 1959), Schriftsteller
- Rob Wittman (* 1959), Politiker

##### 1960

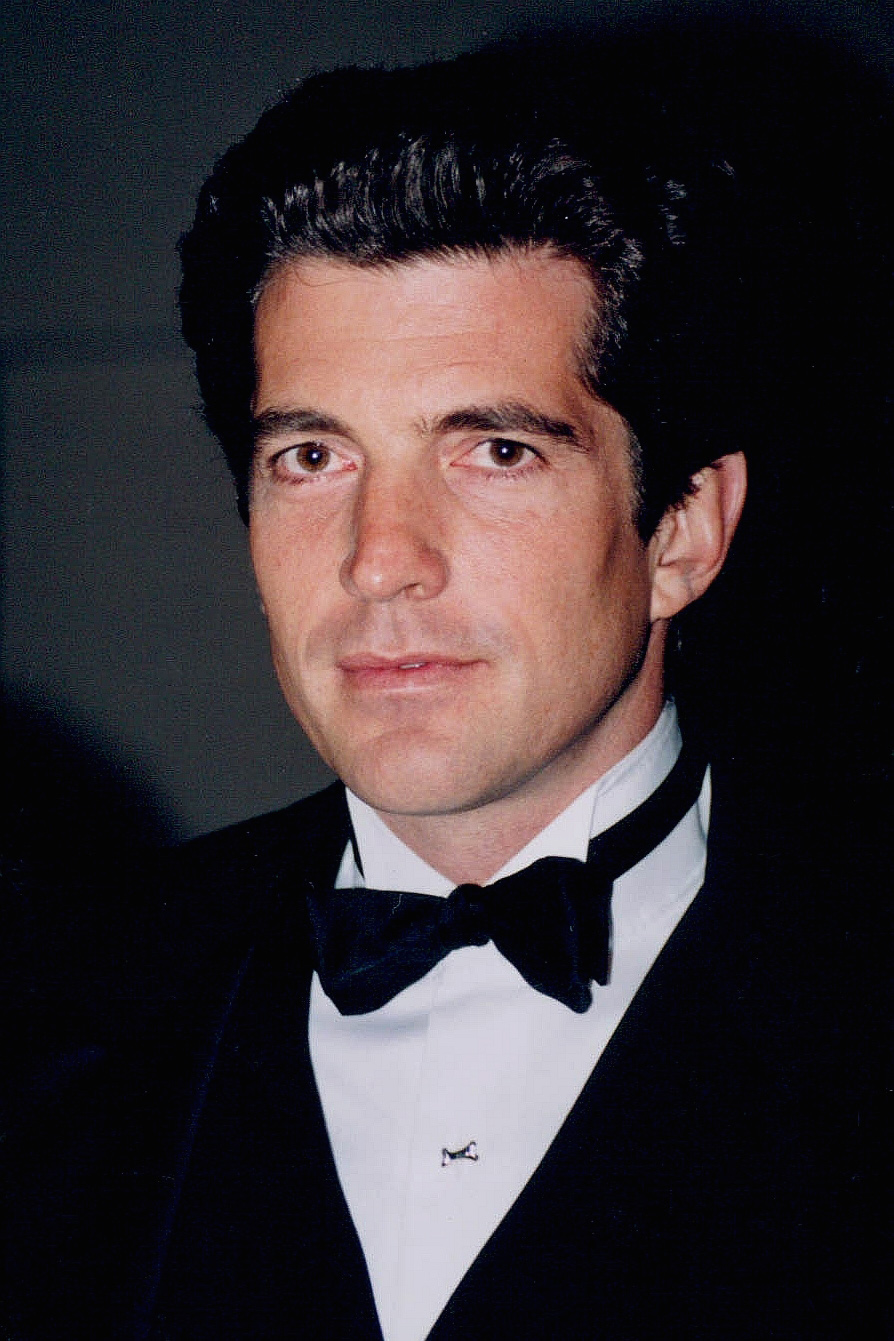
John F. Kennedy, Jr.
(1960–1999)

- Eric H. Cline (* 1960), Archäologe, Historiker und Autor
- Kate Cooper (* 1960), Althistorikerin
- Michael Hardt (* 1960), Literaturtheoretiker
- David Headley (* 1960), Terrorist
- Ed Howard (* 1960), Jazz-Bassist
- John F. Kennedy jr. (1960–1999), Jurist und Verleger
- Michael Manring (* 1960), Musiker
- Michelle Nicastro (1960–2010), Schauspielerin
- Marin Rajkow (* 1960), bulgarischer Politiker und Diplomat
- Tony Ressler (* 1960), Unternehmer
- Hikmet Renan Şekeroğlu (* 1960), türkischer Diplomat
- Bernard Shlesinger (* 1960), römisch-katholischer Geistlicher, Weihbischof in Atlanta
- David Simon (* 1960), Autor, Journalist und Drehbuchautor
- Laurent de Wilde (* 1960), französischer Jazz-Pianist
- Caveh Zahedi (* 1960), Regisseur und Schauspieler

#### 1961 bis 1970

##### 1961

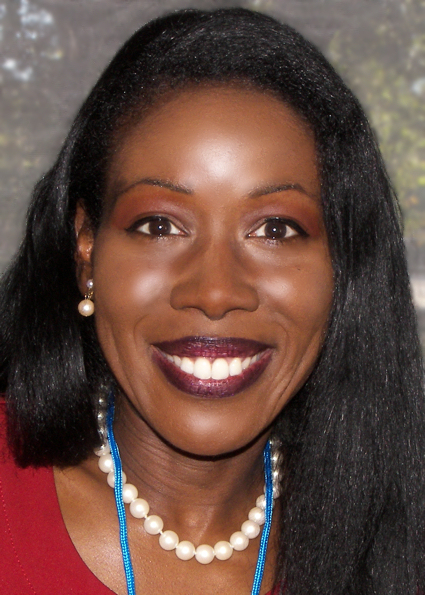
Isabel Wilkerson
(* 1961)

- Thurl Bailey (* 1961), Basketballspieler
- Steven Bernstein (* 1961), Jazztrompeter, Bandleader, Komponist und Arrangeur
- Margaret Edson (* 1961), Dramatikerin
- Andrew Fastow (* 1961), Chief Financial Officer (CFO) des Energiekonzerns Enron von 1998 bis 2001
- Gintaras Linas Grušas (* 1961), römisch-katholischer Erzbischof von Vilnius
- A. M. Homes (* 1961), Autorin
- Christopher Meloni (* 1961), Schauspieler
- David Mills (1961–2010), Journalist, Schriftsteller und Drehbuchautor
- Henry Rollins (* 1961), Musiker, Schriftsteller und Schauspieler
- John Vlissides (1961–2005), Informatiker
- Nadja West (* 1961), Offizierin im Range eines Lieutenant Generals
- Isabel Wilkerson (* 1961), Journalistin und Autorin
- Damian Young (* 1961), Schauspieler

##### 1962

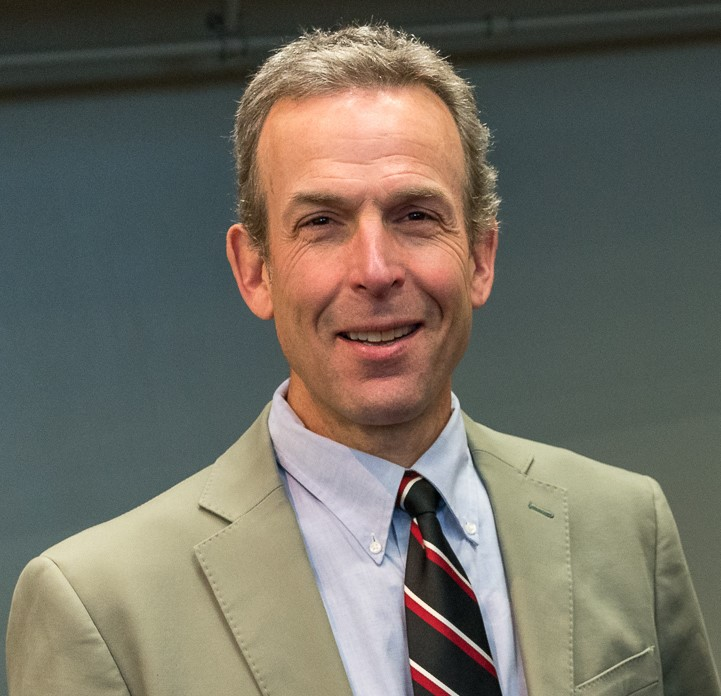
K. Christopher Garcia
(* 1962)

- David Brock (* 1962), Publizist und politischer Aktivist der Demokraten
- Alvin Drew (* 1962), Astronaut
- Marty Friedman (* 1962), Gitarrist
- K. Christopher Garcia (* 1962), Molekularbiologe
- Karen Handel (* 1962), Politikerin
- Carsten Hölscher (* 1962), deutscher Diplomat
- Billy Kilson (* 1962), Schlagzeuger des Modern Jazz
- Jane Lindskold (* 1962), Science-Fiction- und Fantasyautorin
- Ian MacKaye (* 1962), Musiker und Labelgründer
- Paul Mercier (* 1962), Schauspieler und Synchronsprecher
- Jamie Raskin (* 1962), Rechtswissenschaftler und Politiker
- Frances Scholz (* 1962), Künstlerin
- Vita Anda Tērauda (* 1962), lettische Politikerin
- Delaney Williams (* 1962), Schauspieler

##### 1963

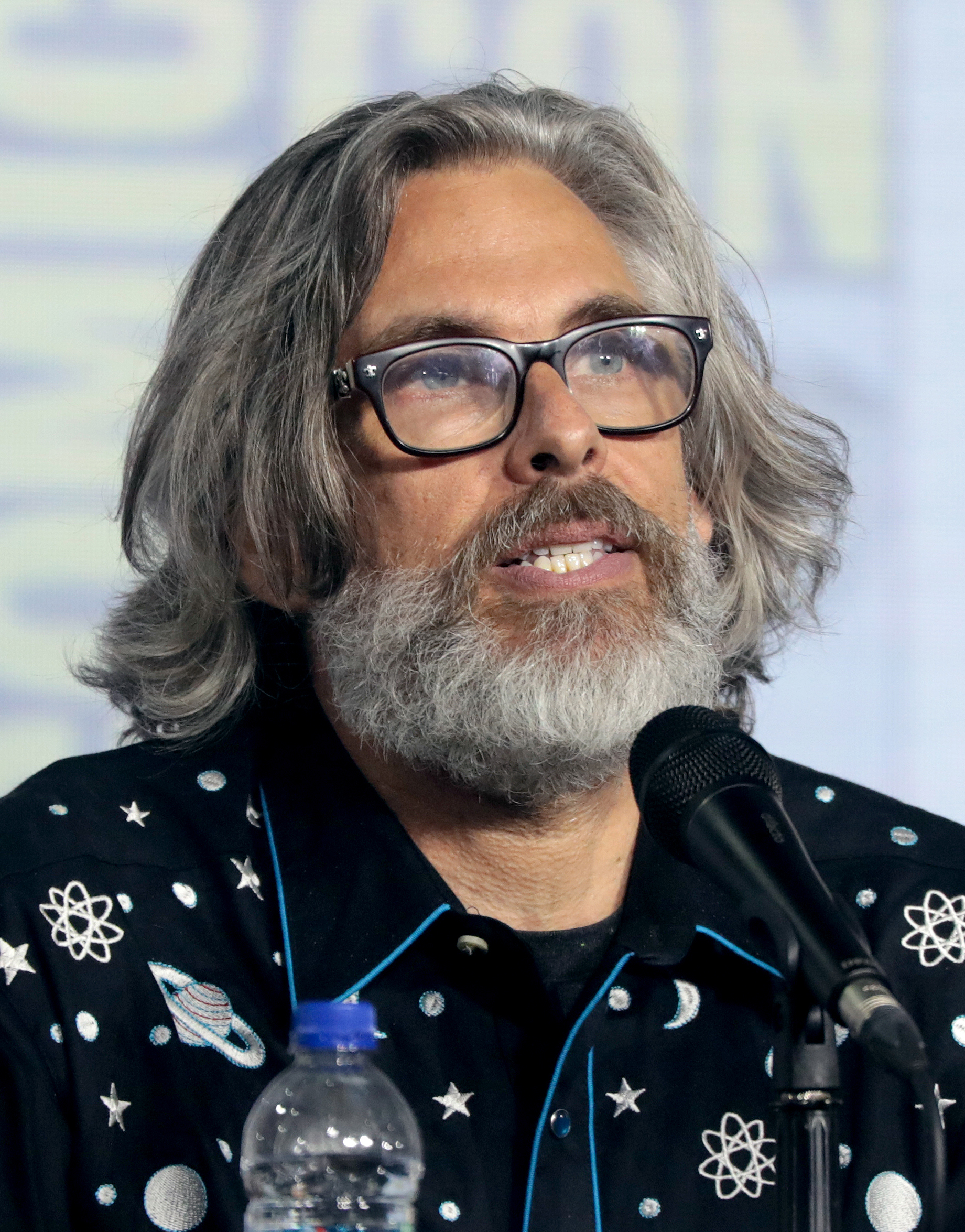
Michael Chabon
(* 1963)

- Maurice Blocker (* 1963), Boxer im Weltergewicht
- Eva Cassidy (1963–1996), Sängerin
- Michael Chabon (* 1963), Schriftsteller und Drehbuchautor
- Tommy Davidson (* 1963), Schauspieler
- Erle C. Ellis (* 1963), Umweltwissenschaftler
- Joanna Going (* 1963), Schauspielerin
- Erik King (* 1963), Schauspieler
- Hanna Kordik (* 1963), US-amerikanisch-österreichische Wirtschaftsjournalistin
- Lisa Nowak (* 1963), Astronautin
- Martin O’Malley (* 1963), Politiker
- Francis X. Rocca (* 1963), Journalist
- Brad Silberling (* 1963), Filmregisseur, Drehbuchautor und Filmproduzent
- Mike Stack (* 1963), Politiker
- Ron Sutton junior (1963–2018), Jazzmusiker
- Lynda Ann Wiesmeier (1963–2012), Playmate und Schauspielerin

##### 1964

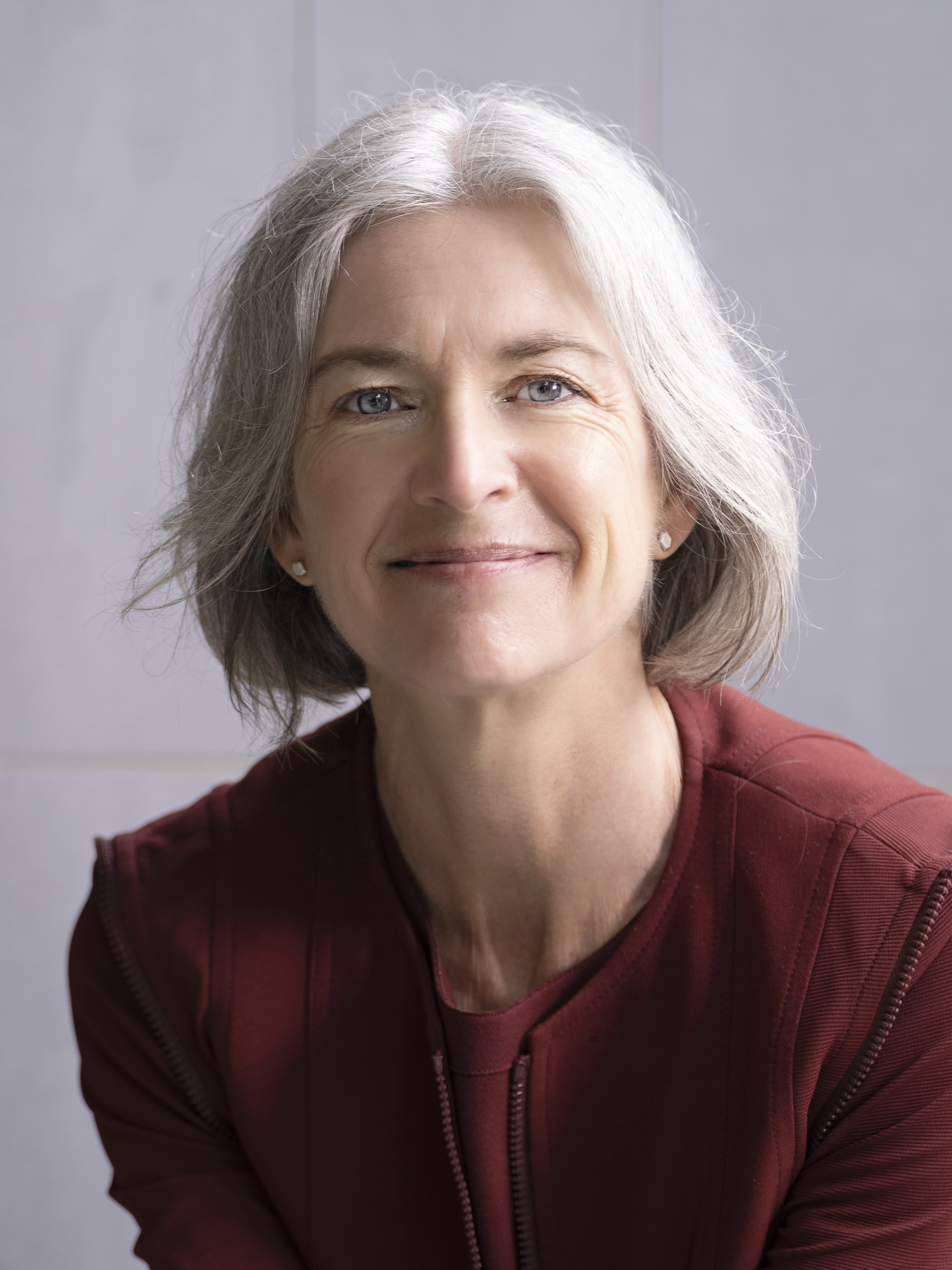
Jennifer A. Doudna
(* 1964)

- Daniel Anker (1964–2014), Filmproduzent und Filmregisseur
- Anne Applebaum (* 1964), Journalistin
- Desmond Armstrong (* 1964), Fußballspieler
- William Byrne (* 1964), römisch-katholischer Geistlicher und Bischof von Springfield
- Slaid Cleaves (* 1964), Musiker, Sänger und Songwriter
- Stephen Colbert (* 1964), Satiriker
- Gretchen Daily (* 1964), Ökologin
- Jennifer A. Doudna (* 1964), Biochemikerin und Molekularbiologin
- Denyce Graves (* 1964), Opernsängerin
- Phil Plait (* 1964), Astronom, Skeptiker und populärwissenschaftlicher Blogger
- Madeleine Potter (* 1964), Schauspielerin
- Jeryl Prescott (* 1964), Schauspielerin
- Rob Pruitt (* 1964), bildender Künstler
- Susan E. Rice (* 1964), Politikerin
- Karen Rose (* 1964), Thriller-Autorin
- Mike Verdu (* 1964), Manager sowie Produzent und Autor von Computerspielen
- Sean Whalen (* 1964), Schauspieler

##### 1965
- Jane Adams (* 1965), Schauspielerin

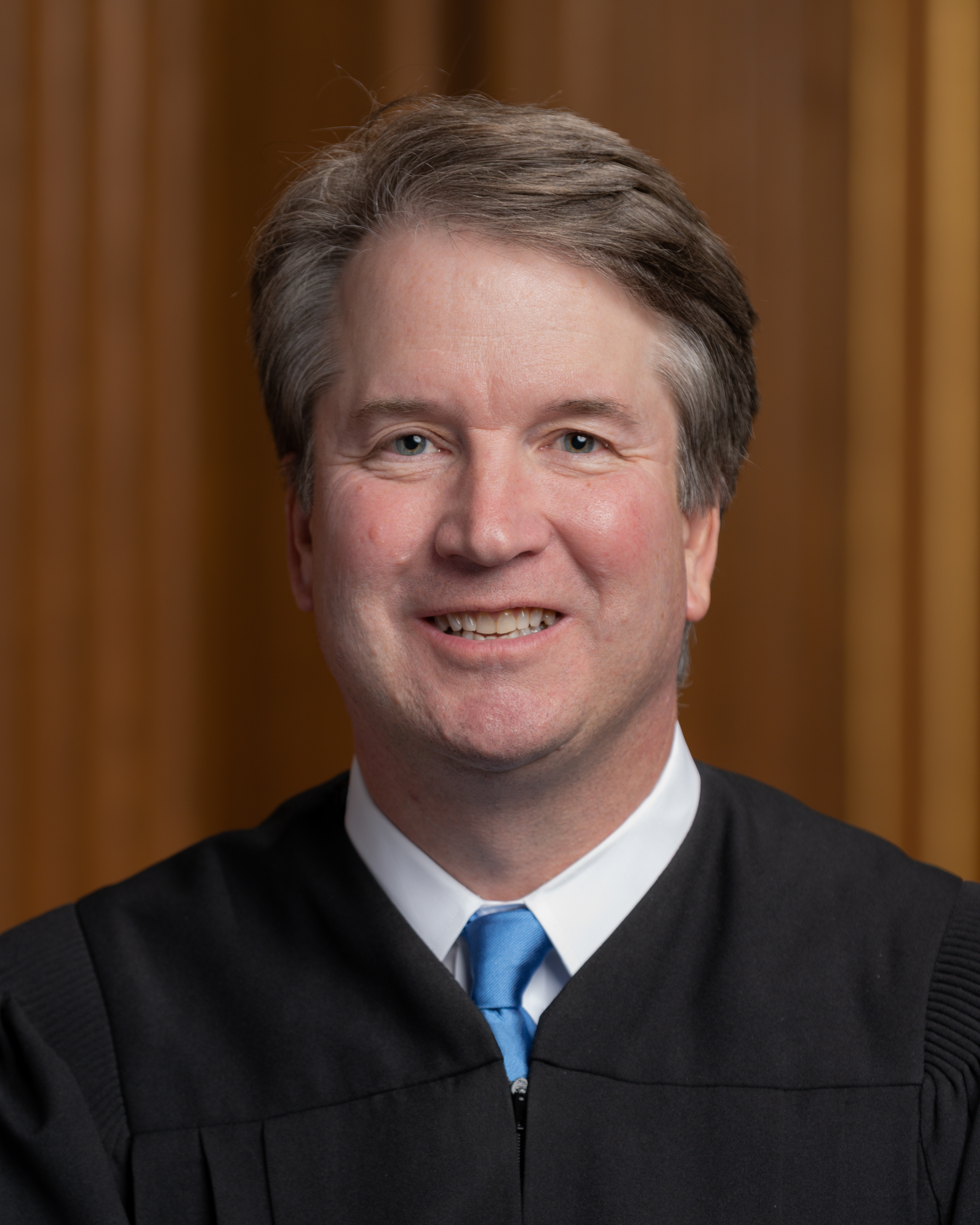
Brett Kavanaugh
(* 1965)

- B. G., The Prince of Rap (1965–2023), Rapmusiker
- Jay Carney (* 1965), Journalist und Pressesprecher
- Sarah Cleveland (* 1965), Juristin
- Adrian Hill (* 1965), NFL-Schiedsrichter
- Christopher Jarzynski (* 1965), Physiker
- Brett Kavanaugh (* 1965), Jurist; Richter am Obersten Gerichtshof der Vereinigten Staaten
- Yōsuke Kondō (* 1965), japanischer Politiker
- Katy Kurtzman (* 1965), Schauspielerin
- Yukiko Miyake (1965–2020), japanische Politikerin
- Marion G. Müller (* 1965), deutsch-amerikanische Politikwissenschaftlerin
- Charles D. Nottingham (* 1965), Anwalt, Chairman des Surface Transportation Boards
- Adam Smith (* 1965), Politiker
- Burr Steers (* 1965), Drehbuchautor, Filmregisseur und Schauspieler
- John Tarkong (* 1965), palauischer Ringer
- Pavel Telička (* 1965), tschechischer Politiker
- Ana-Maria Vera (* 1965), Pianistin
- Jeffrey Wright (* 1965), Film- und Theaterschauspieler
- Kenneth J. Wurdack (* 1965), Botaniker

##### 1966

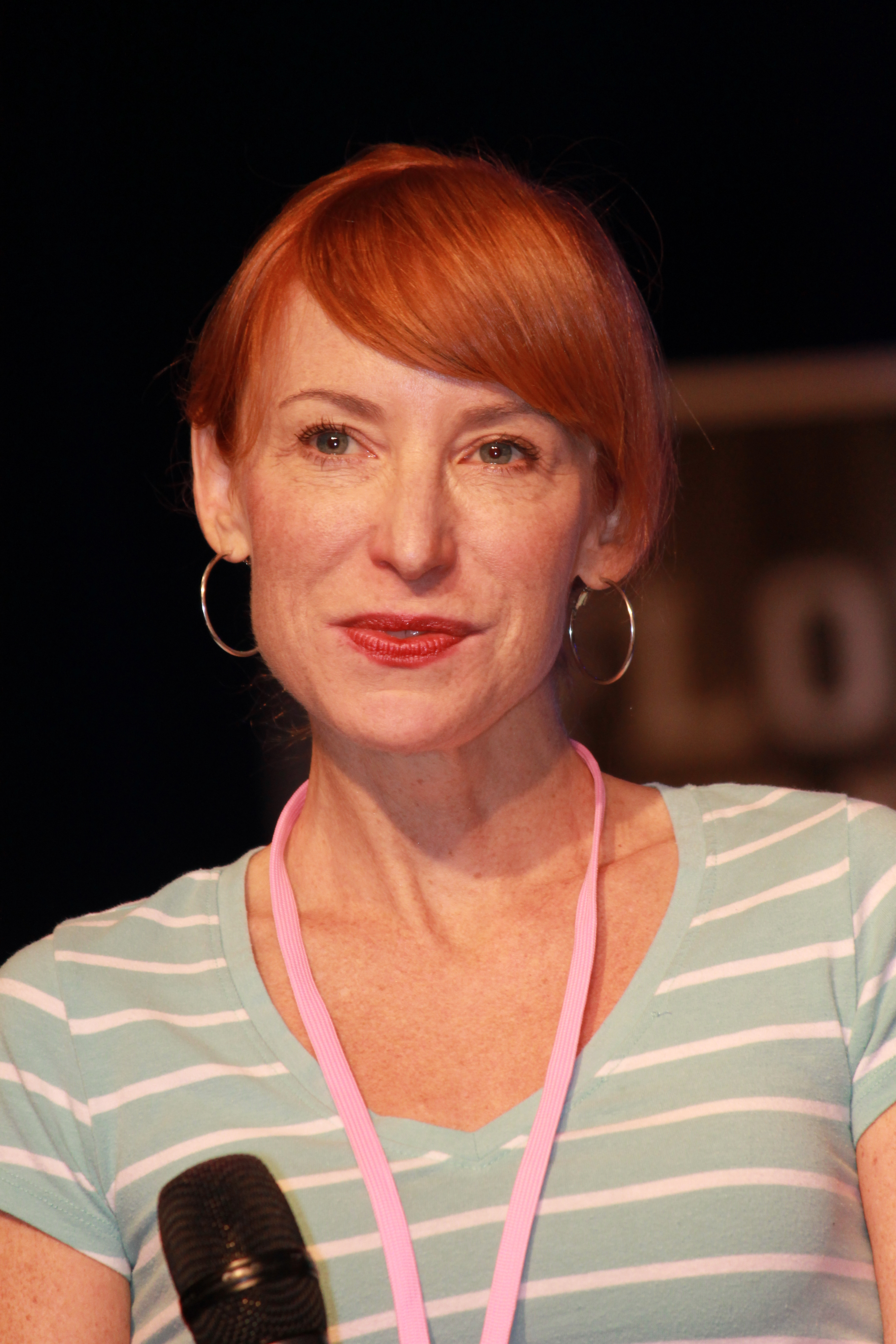
Karen Strassman
(* 1966)

- Harry Allen (* 1966), Jazzmusiker (Saxophon)
- Wolfgang Bodison (* 1966), Schauspieler
- Chet Culver (* 1966), Politiker
- Reuben Radding (* 1966), Jazz-Bassist
- Johnny Gill (* 1966), R&B-Sänger
- Stacy Lattisaw (* 1966), Pop-, R&B-, Soul- und Disco-Sängerin
- Tim Legler (* 1966), Basketballspieler
- Alec MacKaye (* 1966), Musiker
- Rodney Smith (* 1966), Ringer
- Josh Stein (* 1966), Jurist und Politiker
- Karen Strassman (* 1966), Synchronsprecherin und Schauspielerin
- Dudley Taft (* 1966), Gitarrist, Bassist und Sänger
- Jeffrey Zients (* 1966), Wirtschaftsmanager, Unternehmer und Regierungsbeamter

##### 1967
- David J. Barron (* 1967), Jurist
- Louis C.K. (* 1967), Stand-up-Comedian, Schauspieler, Drehbuchautor, Regisseur und Produzent
- Max Casella (* 1967), Schauspieler
- David Costabile (* 1967), Schauspieler
- Ana Gasteyer (* 1967), Schauspielerin und Komikerin
- Kristen Johnston (* 1967), Schauspielerin
- Ben Mankiewicz (* 1967), Journalist, Moderator und Filmkritiker
- Mike Morrison (* 1967), Basketballspieler
- Lynda Tolbert-Goode (* 1967), Hürdenläuferin

##### 1968
- Jennifer Bransford (* 1968), Schauspielerin
- John Dickerson (* 1968), Journalist

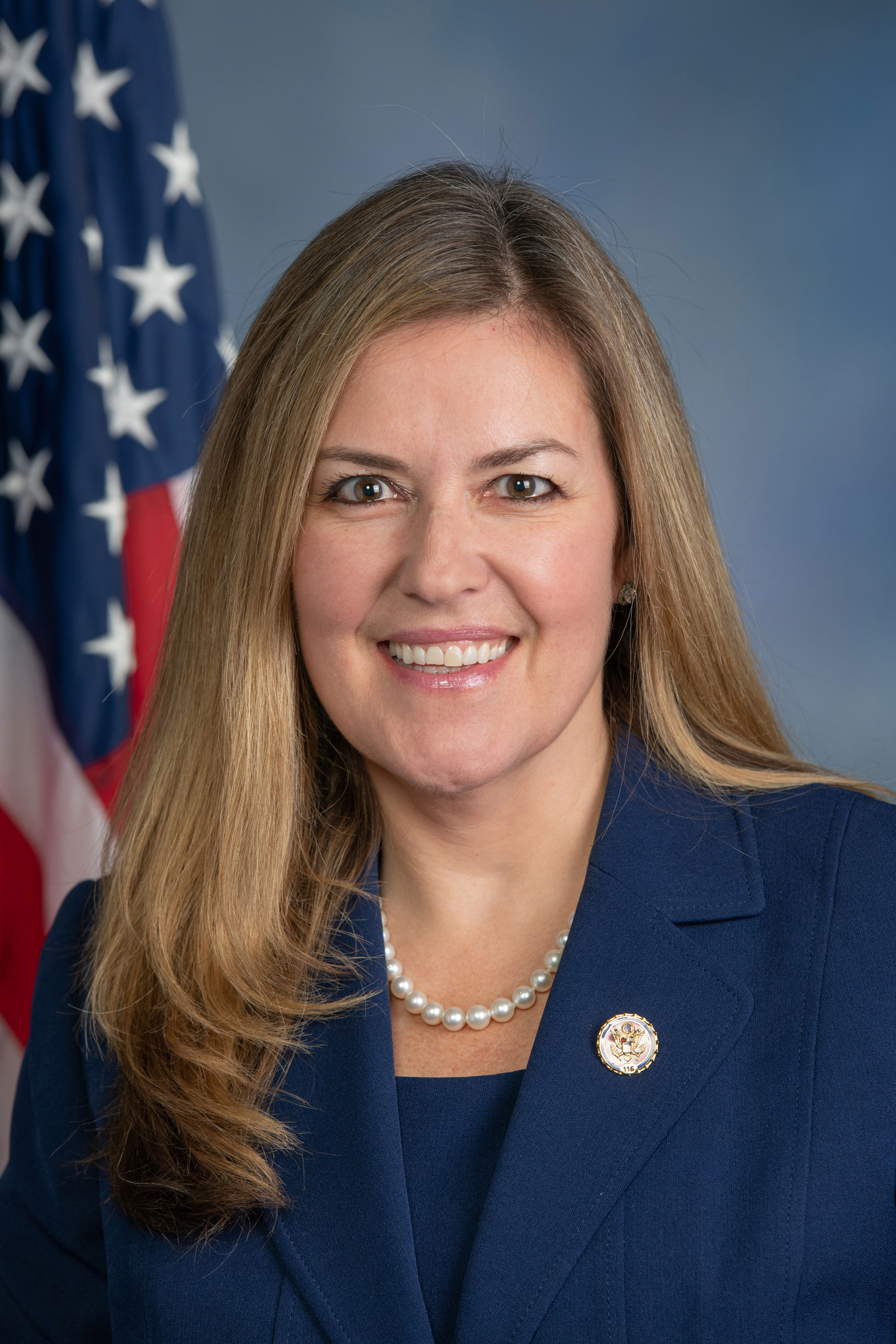
Jennifer Wexton
(* 1968)

- Cottrell J. Hunter (1968–2021), Kugelstoßer
- Rory Kennedy (* 1968), Dokumentarfilm-Regisseurin und -Produzentin
- Scott Krinsky (* 1968), Schauspieler und Comedian
- Lee Jae-yong (* 1968), stellvertretender Aufsichtsratsvorsitzender bei Samsung
- Marc Morano (* 1968), konservativer Publizist
- Alex Ross (* 1968), Musikkritiker
- Jennifer Wexton (* 1968), Politikerin
- DaVarryl Williamson (* 1968), Boxer

##### 1969
- Tony Barton (* 1969), Hochspringer
- Cory Booker (* 1969), Politiker

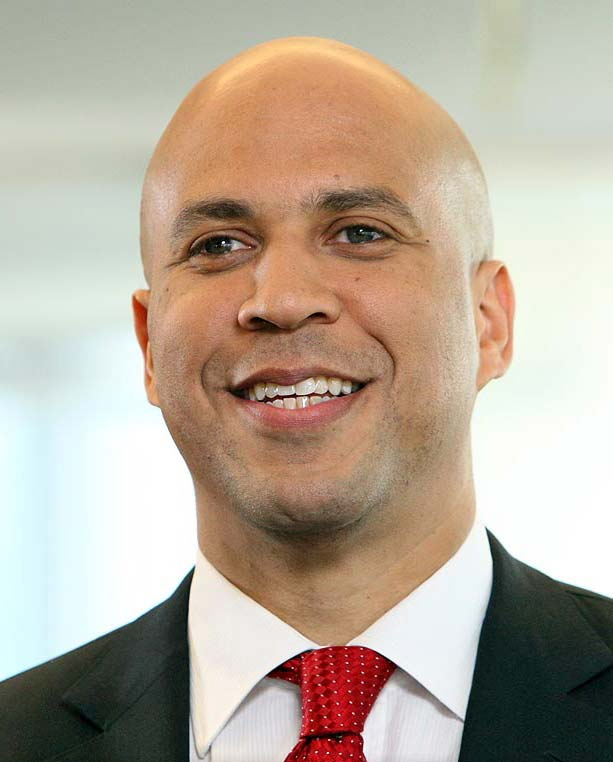
Cory Booker
(* 1969)

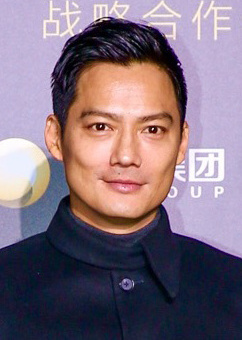
Archie Kao
(* 1969)

- Jiří Dienstbier (* 1969), tschechischer Politiker
- David Dobkin (* 1969), Filmregisseur, Filmproduzent und Drehbuchautor
- Siena Goines (* 1969), Schauspielerin
- Mark Henderson (* 1969), Schwimmer
- Keith Holmes (* 1969), Boxer
- Joe Jacobi (* 1969), Kanute
- Archie Kao (* 1969), Schauspieler
- Alix Koromzay (* 1969), Schauspielerin
- Roy Lassiter (* 1969), Fußballspieler und Trainer
- Judson Mills (* 1969), Schauspieler
- C. Michelle Olmstead (* 1969), Astronomin
- Jimmy Panetta (* 1969), Politiker
- Adam Riess (* 1969), Astrophysiker, Nobelpreisträger 2011
- Sheryl Sandberg (* 1969), Geschäftsführerin von Facebook und vormals Vizepräsidentin Online-Verkauf für Google
- Eric Steinberg (* 1969), Schauspieler
- Robin Weigert (* 1969), Schauspielerin

##### 1970

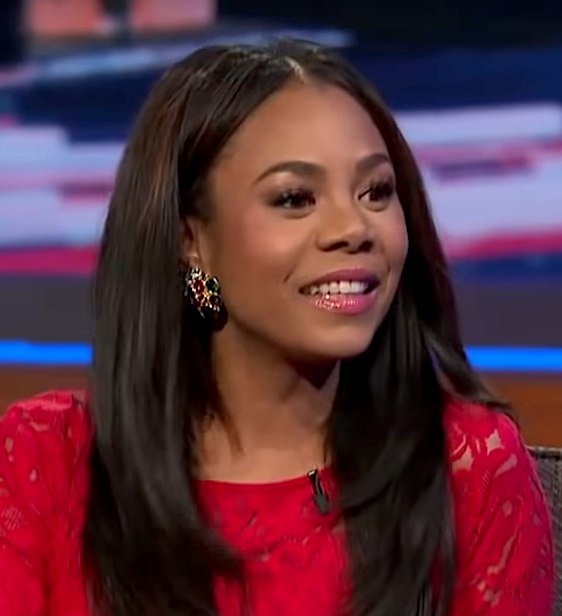
Regina Hall
(* 1970)

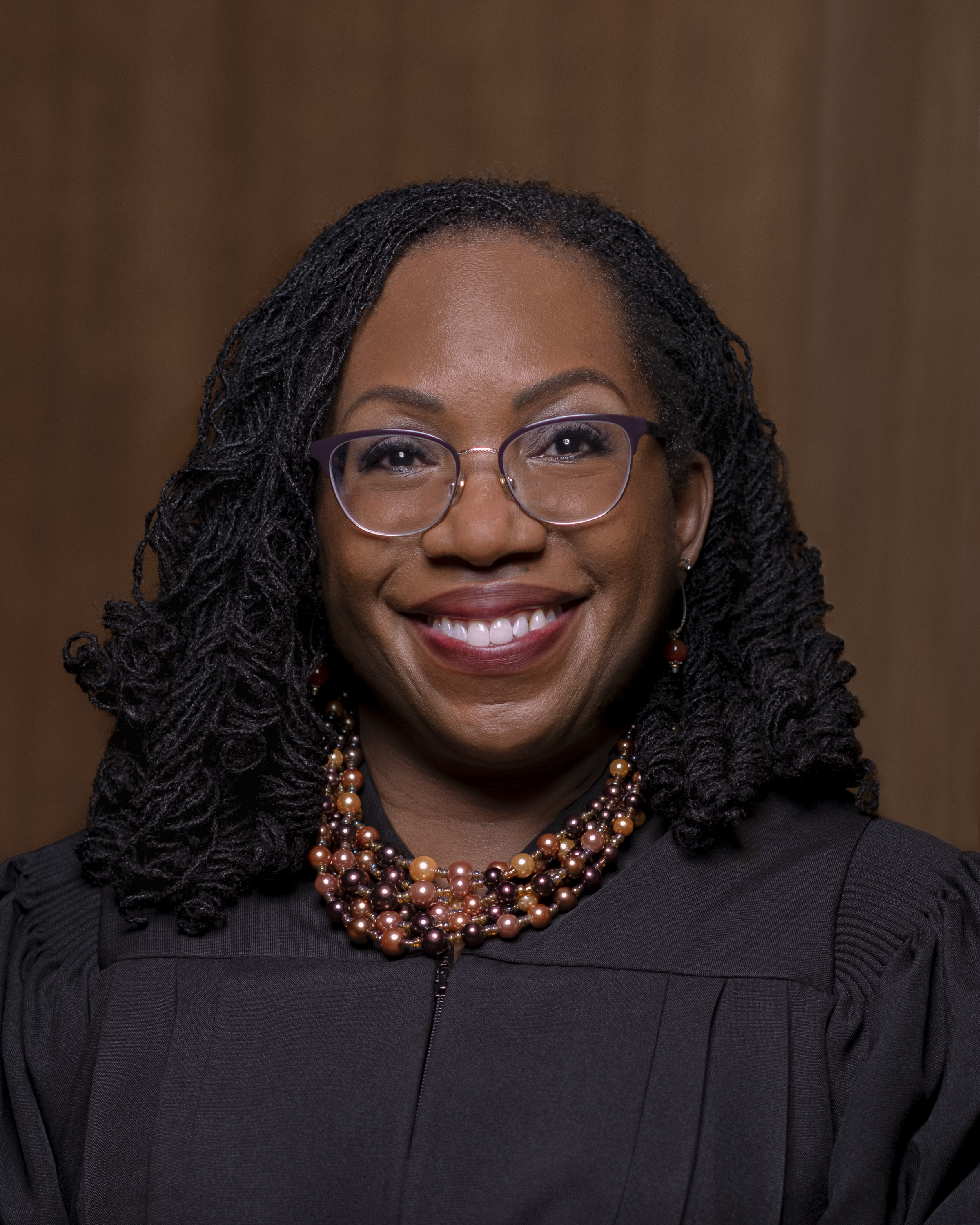
Ketanji Brown Jackson
(* 1970)

- Chris Adrian (* 1970), Kinderarzt und Schriftsteller
- Lauren Bowles (* 1970), Schauspielerin
- Amanda Cromwell (* 1970), Fußballspielerin
- Adrian Fenty (* 1970), Politiker
- Ginuwine (* 1970), Contemporary-R&B-Sänger
- Andrew Sean Greer (* 1970), Schriftsteller
- Regina Hall (* 1970), Schauspielerin
- Taraji P. Henson (* 1970), Schauspielerin
- Ketanji Brown Jackson (* 1970), Juristin
- William Joppy (* 1970), Profiboxer
- Dwayne Kirkley (* 1970), Basketballspieler
- Jesselyn Radack (* 1970), Justiziarin des United States Department of Justice für Fragen der Ethik, Aktivistin & Whistleblowerin
- DJ Spooky (* 1970), Illbient- und Trip-Hop-Musiker, DJ und Produzent
- Josh Stamberg (* 1970), Schauspieler
- Véronique Witzigmann (* 1970), österreichische Feinkost-Unternehmerin und Buchautorin

#### 1971 bis 1980

##### 1971

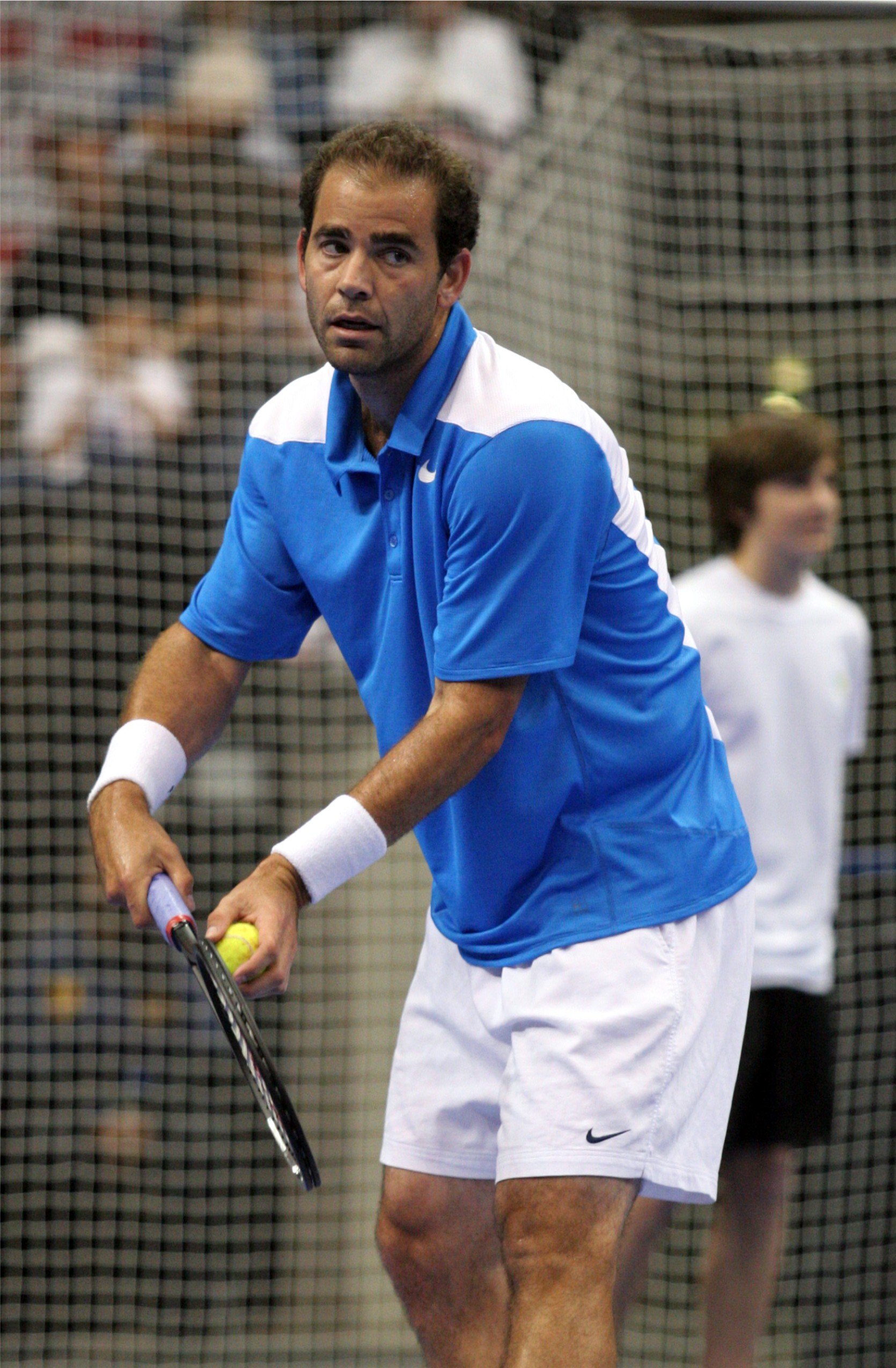
Pete Sampras
(* 1971)

- Ali Hasan Abunimah (* 1971), palästinensisch-US-amerikanischer Journalist
- Jim Acosta (* 1971), Journalist
- Charles Baker (* 1971), Schauspieler, Autor und Regisseur
- Brandice Canes-Wrone (* 1971), Politologin
- Lorrie Cranor (* 1971), Informatikerin und Hochschullehrerin
- Myla Goldberg (* 1971), Autorin und Musikerin
- Dorian Gregory (* 1971), Schauspieler
- Allen Johnson (* 1971), Leichtathlet
- Marc Johnson (* 1971), Boxer
- Oliver Knoerich (* 1971), deutscher Diplomat
- Alex Mooney (* 1971), Politiker (Republikanische Partei)
- Michael Portnoy (* 1971), Performancekünstler
- Pete Sampras (* 1971), Tennisspieler
- Theodore Shapiro (* 1971), Filmkomponist
- Trish Sie (* 1971), Regisseurin
- Aaron D. Spears (* 1971), Schauspieler
- Justin Theroux (* 1971), Schauspieler
- John Wray (* 1971), US-amerikanisch-österreichischer Schriftsteller
- Ronald Wright (* 1971), Boxer
- Rick Yune (* 1971), Schauspieler

##### 1972
- Chris Adler (* 1972), Schlagzeuger

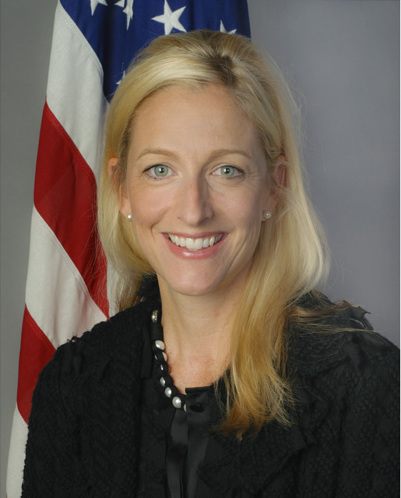
Alexa Wesner
(* 1972)

- Muriel Bowser (* 1972), Politikerin; Bürgermeisterin von Washington, D.C.
- Keith Lyle (* 1972), American-Football-Spieler
- Derek Mills (* 1972), Leichtathlet
- Matthew Okoh (* 1972), Fußballspieler
- Theo Parrish (* 1972), House-Produzent und DJ
- Alexa Wesner (* 1972), Unternehmerin und Botschafterin in Österreich
- Tim Wu (* 1972), Rechtswissenschaftler

##### 1973
- Eleanor Brown (* 1973), Schriftstellerin

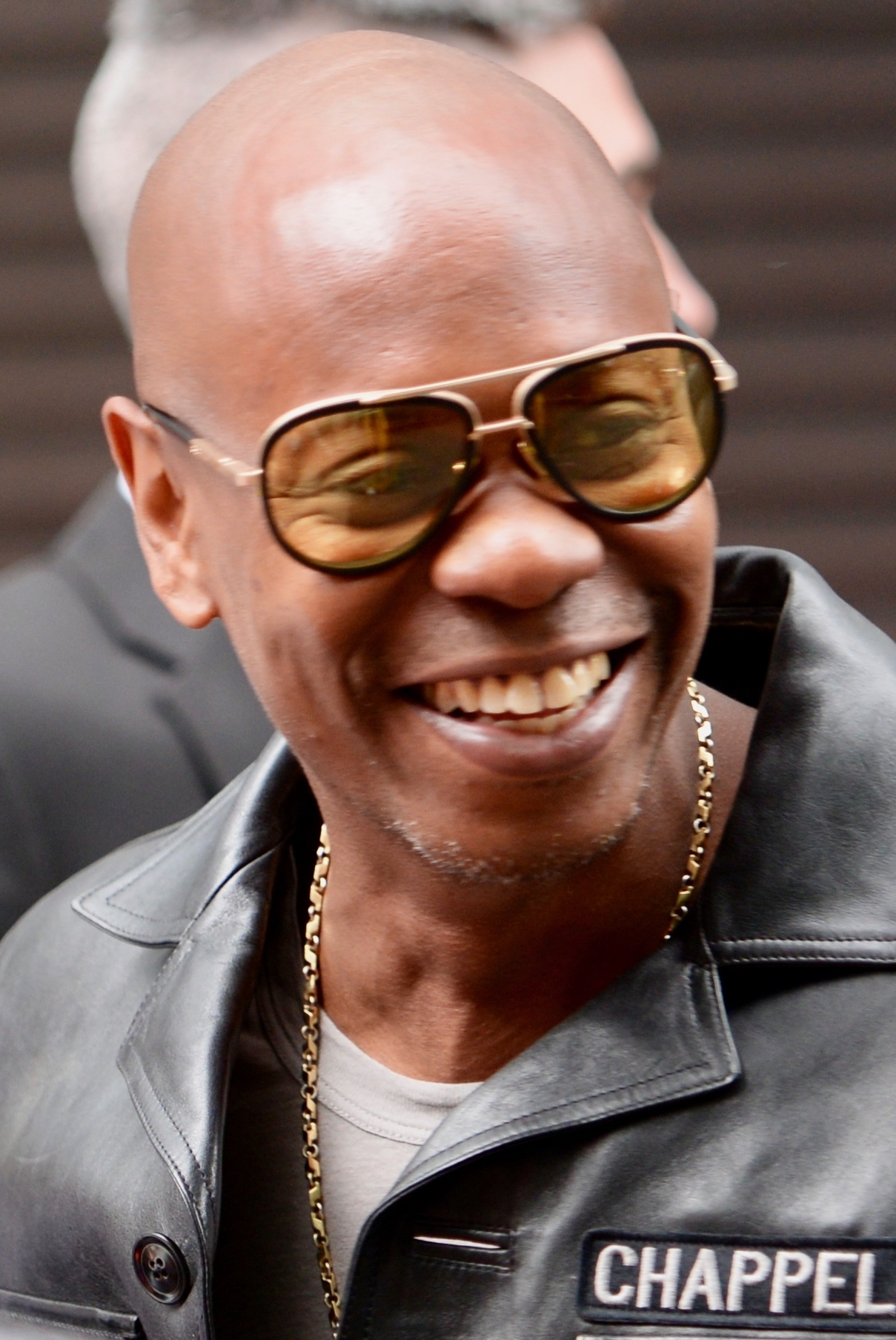
Dave Chappelle
(* 1973)

- Dave Chappelle (* 1973), Comedian und Schauspieler
- Christopher J. Parks (* 1973), Wrestler und Profifootballer
- J. August Richards (* 1973), Schauspieler

##### 1974
- Kevyn W. Adams (* 1974), Eishockeyspieler
- Laz Alonso (* 1974), Schauspieler
- DeMarcus Corley (* 1974), Boxer

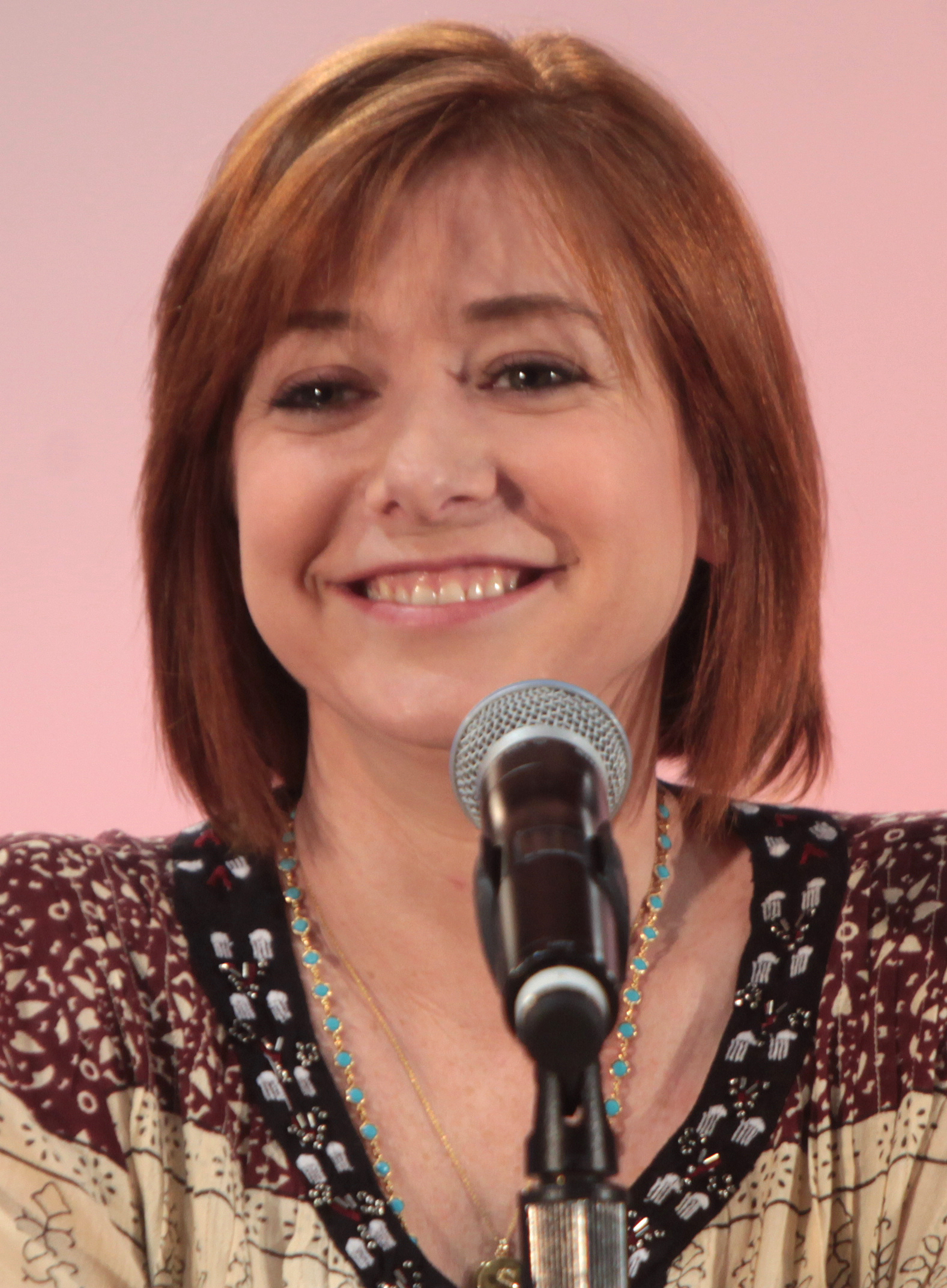
Alyson Hannigan
(* 1974)

- Ruben Fleischer (* 1974), Autor, Produzent und Regisseur
- Nona Gaye (* 1974), Sängerin, Schauspielerin und Fotomodell
- Alyson Hannigan (* 1974), Schauspielerin
- Mark Mazzetti (* 1974), Journalist und Autor
- Jonathan Ogden (* 1974), American-Football-Spieler
- David Reich (* 1974), Human- und Populationsgenetiker, Hochschullehrer
- Melissa Sagemiller (* 1974), Schauspielerin

##### 1975
- Janelle Bynum (* 1975), Politikerin

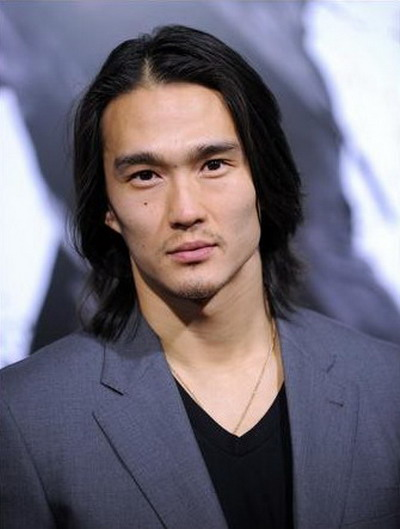
Karl Yune
(* 1975)

- Anwan Glover (* 1975), Musiker und Schauspieler
- Rich Harrison (* 1975), R’n’B-/Soul-Produzent und -Musiker
- Allyn Johnson (* um 1975), Jazzmusiker (Piano, Komposition) des Modern Jazz
- Nicholas Kulish (* 1975), Journalist
- Corey Parker Robinson (* 1975), Schauspieler
- Marcus Shirock (* 1975), Schauspieler und Synchronsprecher
- Matthew Shupe (* um 1975), Mathematiker, Chemiker, Meteorologe und Klimaforscher
- Karl Yune (* 1975), Schauspieler
- Jason Zinoman (* 1975), Journalist, Kritiker und Sachbuchautor

##### 1976
- Jon Bernthal (* 1976), Schauspieler

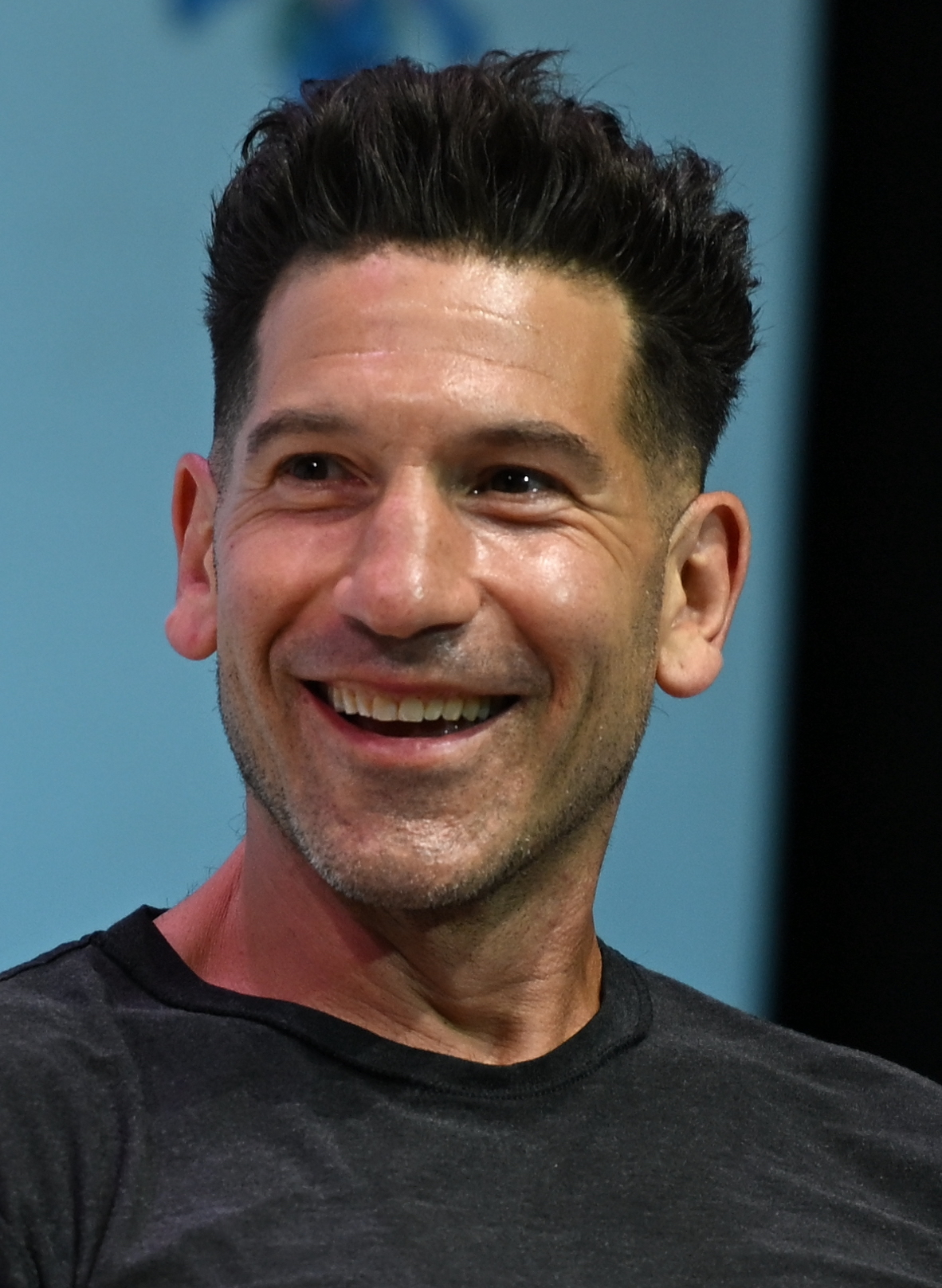
Jon Bernthal
(* 1976)

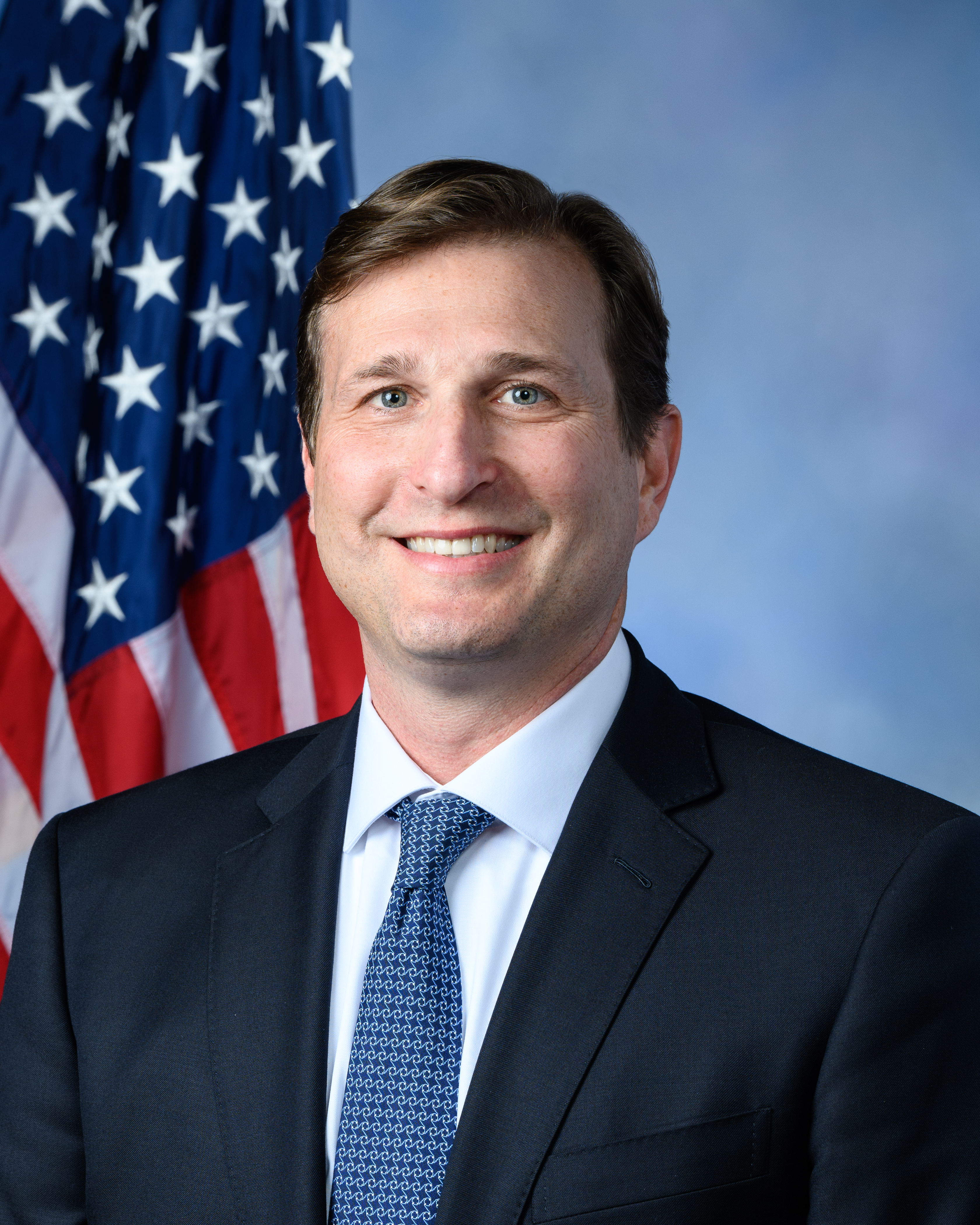
Dan Goldman
(* 1976)

- Louis Bullock (* 1976), Basketballspieler
- Ian Caldwell (* 1976), Autor
- JC Chasez (* 1976), Popmusiker, Komponist, Moderator und Schauspieler
- Dan Goldman (* 1976), Politiker
- Paul Goldstein (* 1976), Tennisspieler
- Nathan Johnson (* 1976), Filmkomponist und Musikproduzent
- Jarritt Sheel (1976–2022), Jazzmusiker und Hochschullehrer
- Aaron Spears (1976–2023), Schlagzeuger
- Jason Stein (* 1976), Jazzmusiker
- Michael Weiss (* 1976), Eiskunstläufer
- Kellie Shanygne Williams (* 1976), Schauspielerin

##### 1977
- Rumaan Alam (* 1977), Autor
- Jonathan A.C. Brown (* 1977), Islamwissenschaftler
- Rowley Douglas (* 1977), britischer Ruderer
- Mary Beth Ellis (* 1977), Triathletin
- Jonathan Safran Foer (* 1977), Schriftsteller
- Jacob Lurie (* 1977), Mathematiker
- Andrea Pearson (* 1977), Schauspielerin
- Tomeka Reid (* 1977), Jazzmusikerin
- Teddy Sears (* 1977), Schauspieler

##### 1978
- Gbenga Akinnagbe (* 1978), Schauspieler

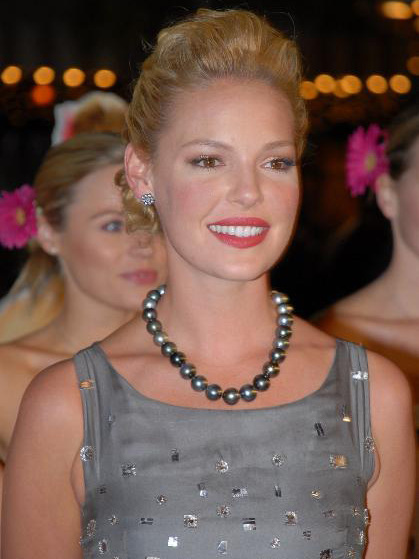
Katherine Heigl
(* 1978)

- Malaya Drew (* 1978), Theater-, Film- und Fernsehschauspielerin
- Rachel Eliza Griffiths (* 1978), Schriftstellerin, Fotografin und Multimediakünstlerin
- Brian Hallisay (* 1978), Schauspieler
- Katherine Heigl (* 1978), Schauspielerin
- Brian Sims (* 1978), Politiker (Demokratische Partei)
- Clarence Vinson (* 1978), Boxer

##### 1979

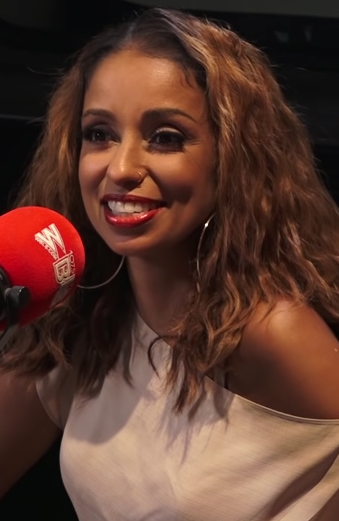
Mýa
(* 1979)

- William Avery (* 1979), Basketballspieler
- Frenchie Davis (* 1979), Sängerin, Schauspielerin und Aktivistin
- Sara Downing (* 1979), Schauspielerin
- Leela Hazzah (* 1979), ägyptisch-US-amerikanische Naturschutzbiologin
- Mýa (* 1979), Sängerin, Songschreiberin, Tänzerin und Schauspielerin
- Ameen Saleem (* 1979), Jazzmusiker
- Brian Westbrook (* 1979), Footballspieler

##### 1980
- Keith Bogans (* 1980), Basketballspieler
- Chris Carmack (* 1980), Schauspieler und Fotomodell
- Ben Feldman (* 1980), Schauspieler
- Peter Hudnut (* 1980), Wasserballspieler
- DerMarr Johnson (* 1980), Basketballspieler
- Byron Leftwich (* 1980), American-Football-Trainer und -Spieler
- Roger Mason (* 1980), Basketballspieler
- Arthur Gregg Sulzberger (* 1980), Journalist, Herausgeber der New York Times
- Wax (* 1980), Musiker und Rapper
- Eric Wheeler (* ≈1980), Jazzmusiker

#### 1981 bis 1990

##### 1981
- Betty Gabriel (* 1981), Schauspielerin
- Demetrius Grosse (* 1981), Schauspieler
- Ty Hodges (* 1981), Schauspieler
- John Walker Lindh (* 1981), Taliban-Kämpfer
- Cullen Loeffler (* 1981), Footballspieler

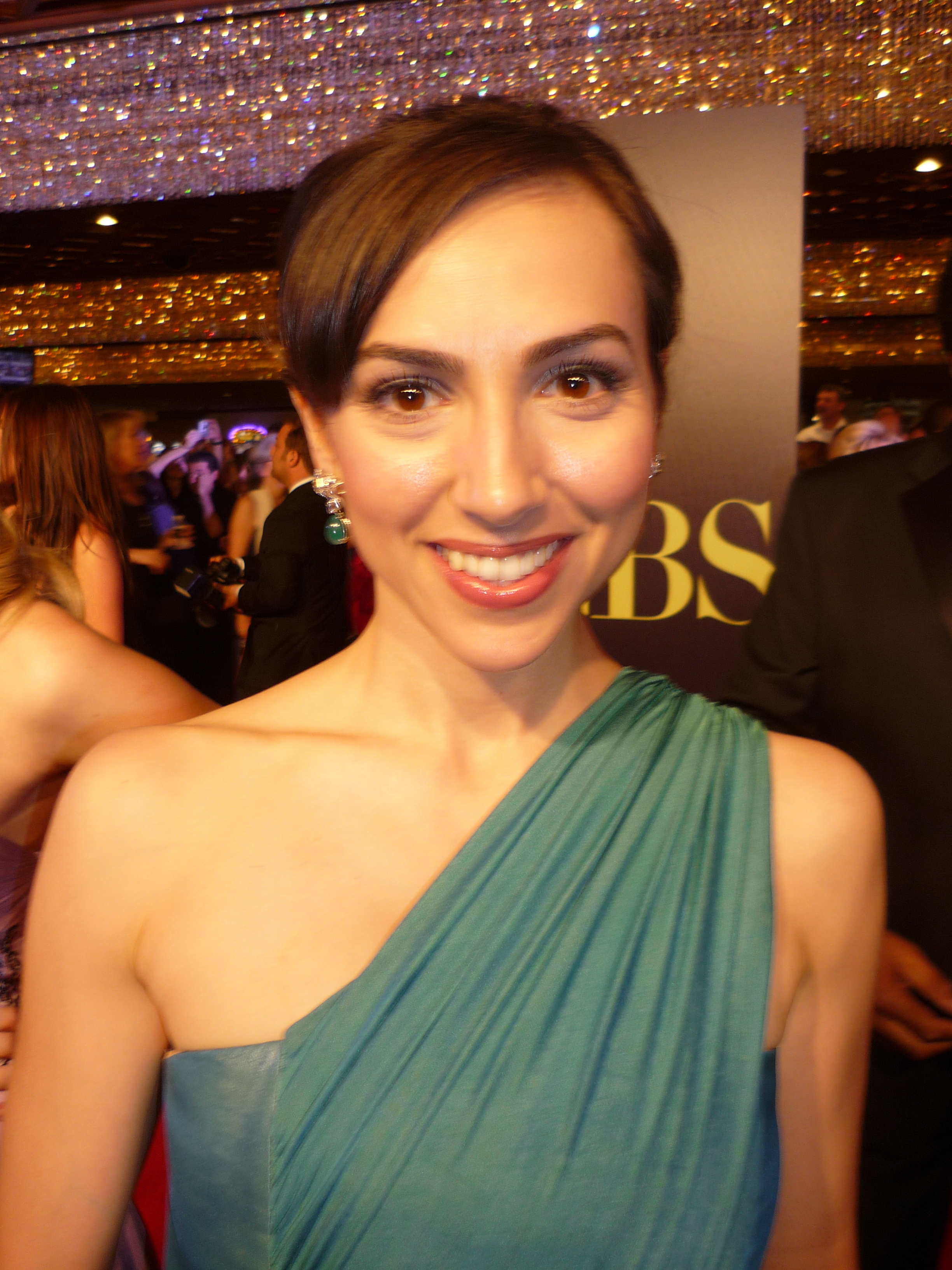
Eden Riegel
(* 1981)

- Marissa Nadler (* 1981), Sängerin, Gitarristin und Malerin
- Eden Riegel (* 1981), Schauspielerin
- Emma Terho (* 1981), finnische Eishockeyspielerin
- Alexander Yellen (* 1981), Kameramann, Filmregisseur und Filmproduzent

##### 1982

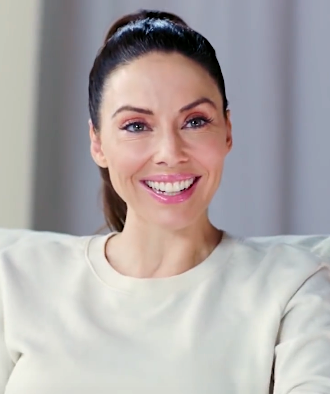
Whitney Cummings
(* 1982)

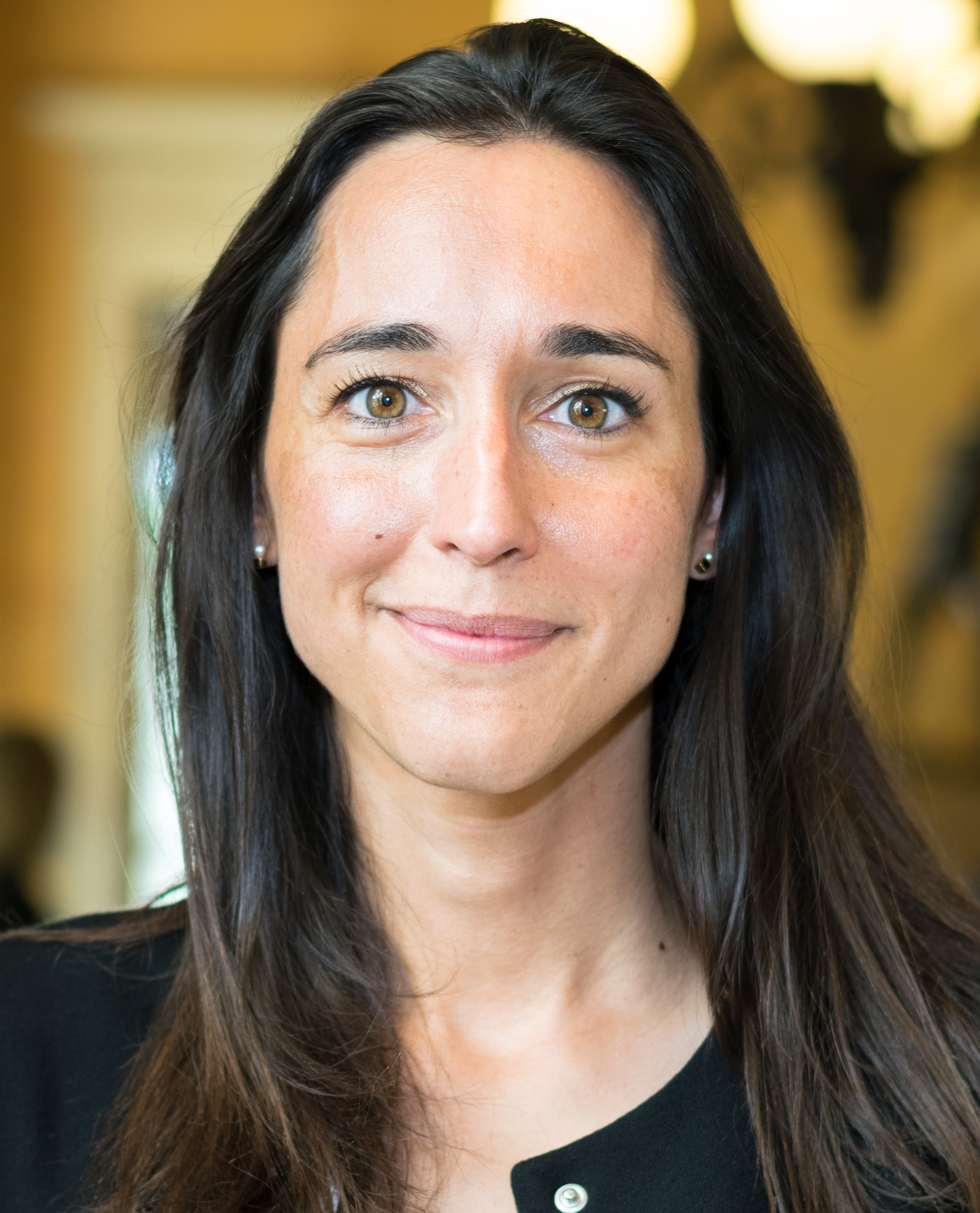
Brune Poirson
(* 1982)

- Whitney Cummings (* 1982), Komikerin, Schauspielerin, Drehbuchautorin und Produzentin
- Lacey Duvalle (* 1982), Pornodarstellerin
- Sharrod Ford (* 1982), Basketballspieler
- J. Holiday (* 1982), R&B-Sänger
- Eddie Huang (* 1982), Schriftsteller, Koch, Gastronom, Produzent und Rechtsanwalt
- Uzodinma Iweala (* 1982), Schriftsteller
- Alaya Dawn Johnson (* 1982), Schriftstellerin
- John Lucas III (* 1982), Basketballspieler
- Oguchi Onyewu (* 1982), Fußballspieler
- Brune Poirson (* 1982), französische Politikerin
- Joe Tippett (* 1982), Schauspieler
- Sarah Trowbridge (* 1982), Ruderin
- James White (* 1982), Basketballspieler

##### 1983

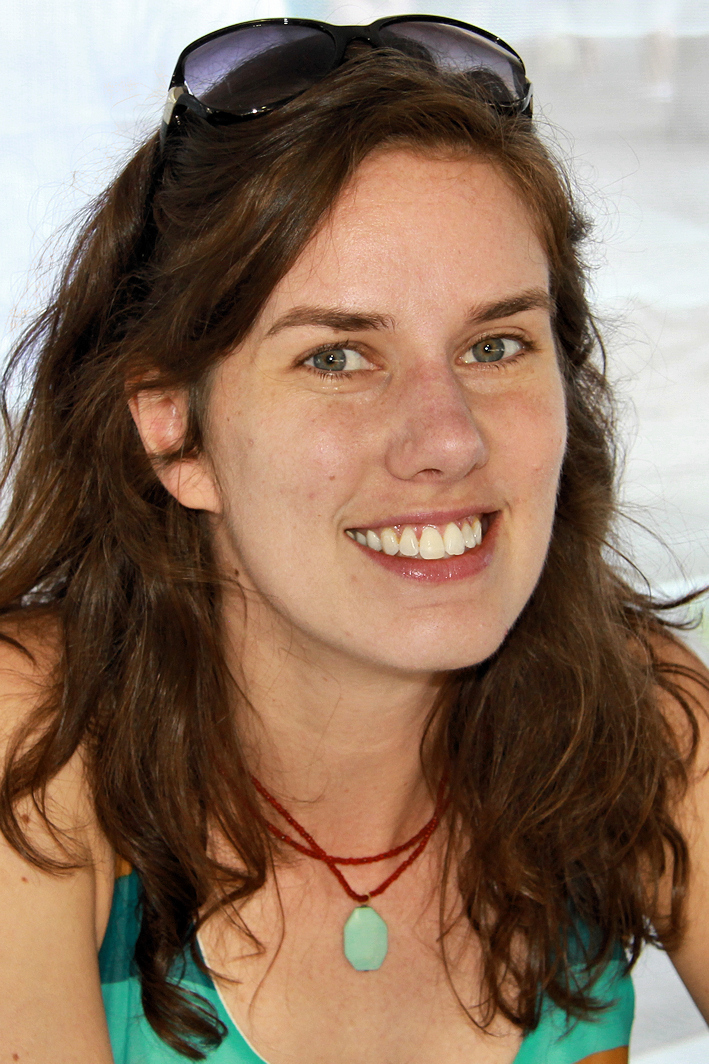
Leslie Jamison
(* 1983)

- Rostam Batmanglij (* 1983), Musiker, Komponist und Produzent
- Monique Currie (* 1983), Basketballspielerin
- Meredith Garretson (* 1983), Schauspielerin
- Matthew Heineman (* 1983), Dokumentarfilmer, Filmregisseur- und produzent sowie Kameramann
- Leslie Jamison (* 1983), Autorin
- Kelela (* 1983), Sängerin und Songwriterin
- Jason Reynolds (* 1983), Schriftsteller
- Tireh (* 1983), R&B-Sänger
- Delonte West (* 1983), Basketballspieler

##### 1984
- Damu the Fudgemunk (* 1984), Produzent und DJ

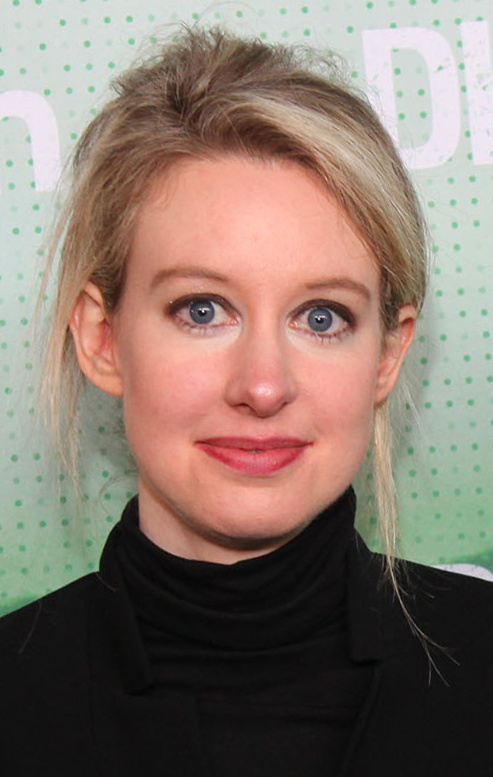
Elizabeth Holmes
(* 1984)

- Vernon Davis (* 1984), American-Football-Spieler
- Elizabeth Holmes (* 1984), Unternehmerin und Hochstaplerin im Bereich Biotechnologie
- Branden Jacobs-Jenkins (* 1984), Dramatiker
- Conor Lamb (* 1984), Politiker
- Charles Lee (* 1984), Basketballspieler
- Anthony Marra (* 1984), Schriftsteller
- Shawne Merriman (* 1984), American-Football-Spieler
- Dustin Moskovitz (* 1984), Mitbegründer des sozialen Netzwerkes Facebook
- Shenay Perry (* 1984), Tennisspielerin
- Lamont Peterson (* 1984), Boxer
- Wale (* 1984), Rapper
- Stephen Werner (* 1984), Eishockeyspieler
- Ben Williams (* 1984), Jazzmusiker

##### 1985
- Alex Hoffman (* ≈1985), Jazzmusiker
- Treat Huey (* 1985), philippinischer Tennisspieler
- Jamie Gray Hyder (* 1985), Schauspielerin
- Rosa Salazar (* 1985), Schauspielerin
- Gillian Zinser (* 1985), Schauspielerin

##### 1986
- Rashaan Carter (* um 1986), Jazzmusiker
- Alexa Meade (* 1986), Künstlerin
- Tommy Milner (* 1986), Autorennfahrer

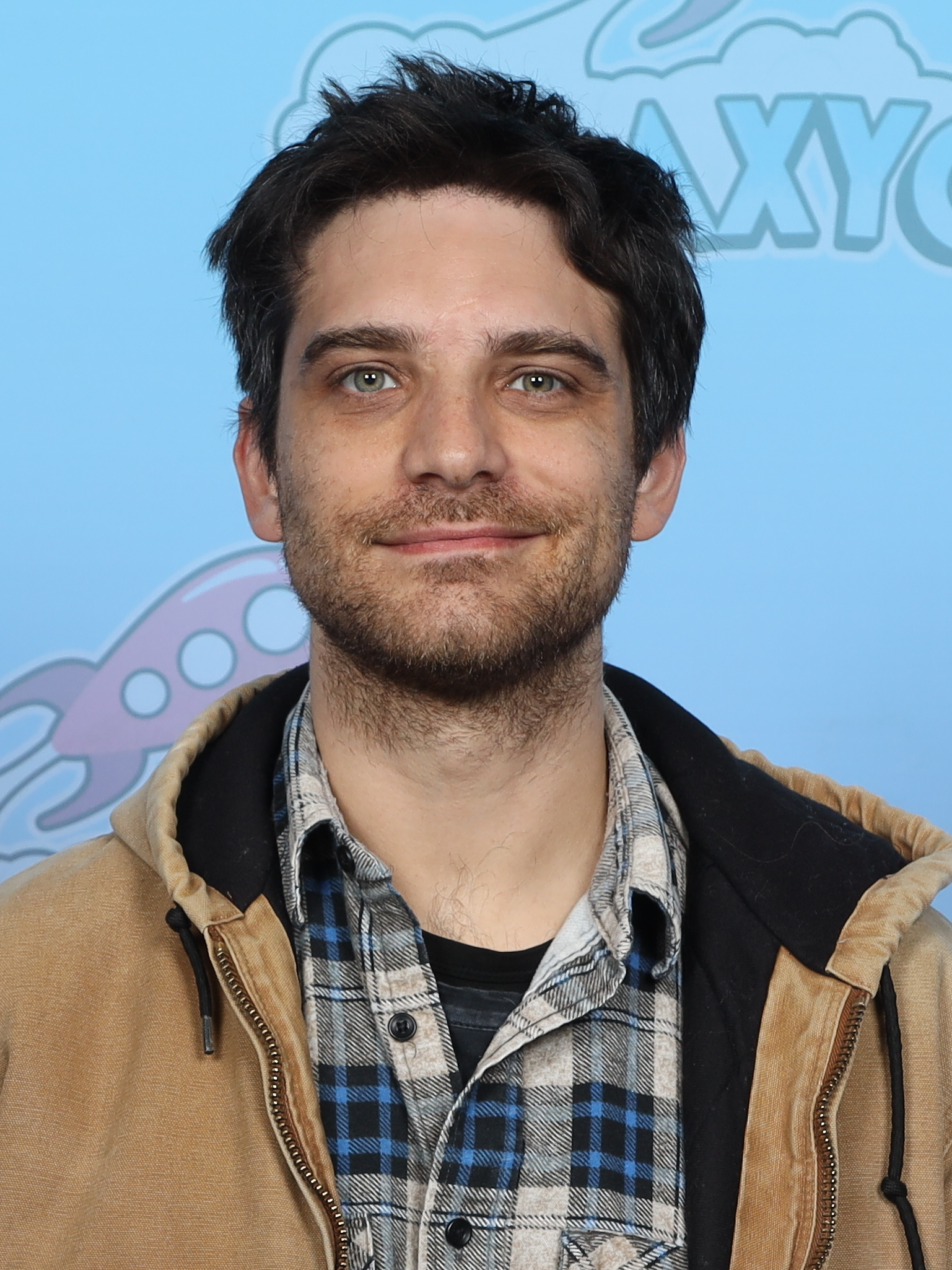
Jeff Ward
(* 1986)

- Andrew Tate (* 1986), US-amerikanisch-britischer Unternehmer und ehemaliger Kickboxer
- Jeff Ward (* 1986), Schauspieler

##### 1987
- Andrew Bayer (* 1987), DJ und Musikproduzent
- Bruce Djite (* 1987), australischer Fußballspieler
- Jasmine Gregory (* 1987), Künstlerin
- Greg Merson (* 1987), Pokerspieler
- Courtney Schulhoff (* 1987), Mörderin
- Samira Wiley (* 1987), Schauspielerin und Model

##### 1988
- Natascha Born (* 1988), Schauspielerin
- Blac Chyna (* 1988), Model, Socialite und Unternehmerin
- Christie Dashiell (* 1988), Jazzmusikerin
- Kevin Durant (* 1988), Basketballspieler
- Jermaine Fowler (* 1988), Comedian und Schauspieler
- Corey Hawkins (* 1988), Filmschauspieler
- Nick Lashaway (1988–2016), Schauspieler
- Gary Russell junior (* 1988), Boxer im Federgewicht
- Max Steinberg (* 1988), Pokerspieler
- Tristan Tate (* 1988), US-amerikanisch-britischer Unternehmer, Influencer und Kickboxer

##### 1989
- Gaelan Connell (* 1989), Schauspieler

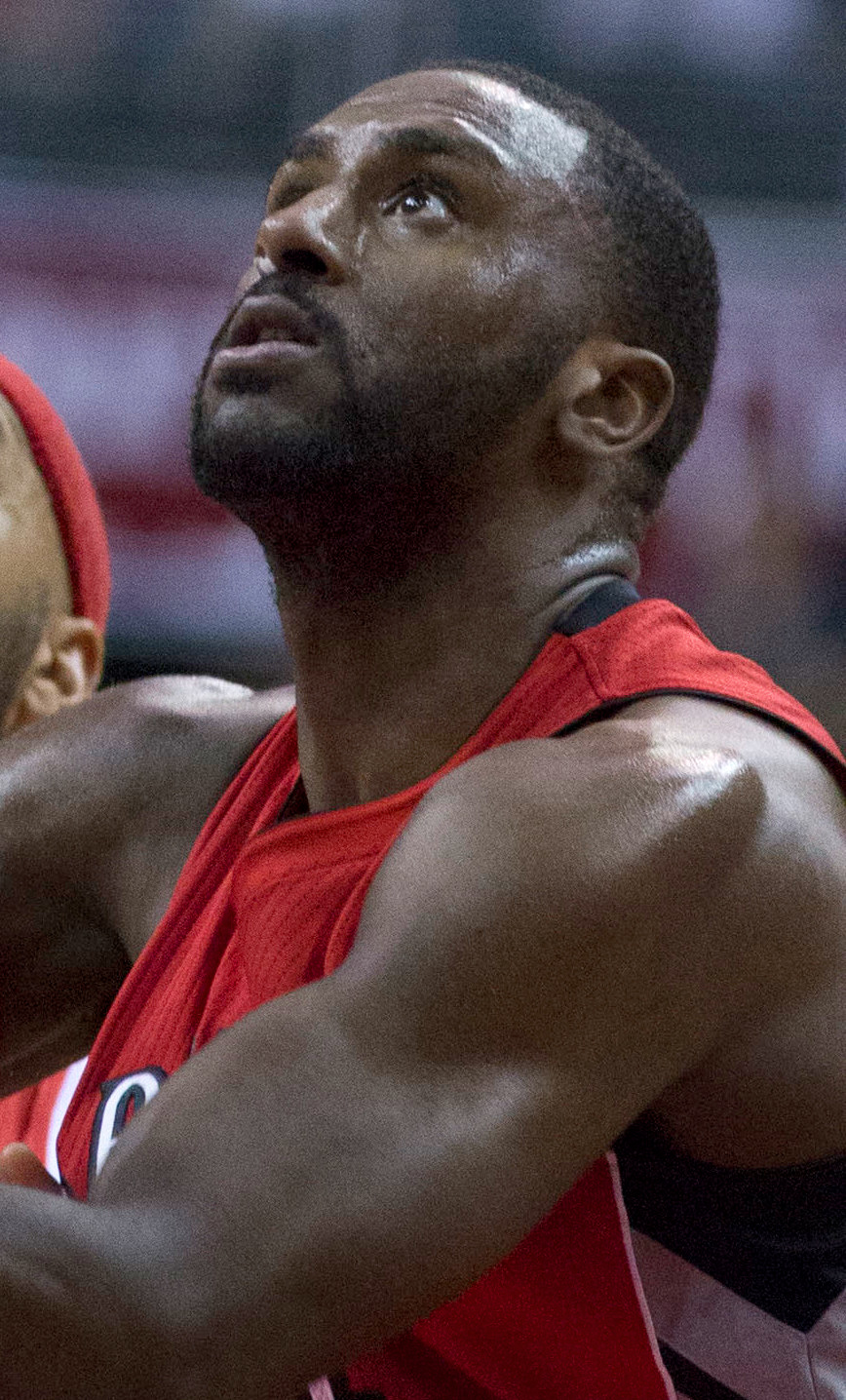
Patrick Patterson
(* 1989)

- Ed Davis (* 1989), Basketballspieler
- Andrew Luck (* 1989), American-Football-Spieler
- Patrick Patterson (* 1989), Basketballspieler

##### 1990
- Omar Fateh (* 1990), Politiker
- A. J. Francis (* 1990), American-Football-Spieler
- Noah Robbins (* 1990), Schauspieler
- Rosângela Santos (* 1990), brasilianische Sprinterin
- Mattie Stepanek (1990–2004), Lyriker

#### 1991 bis 2000

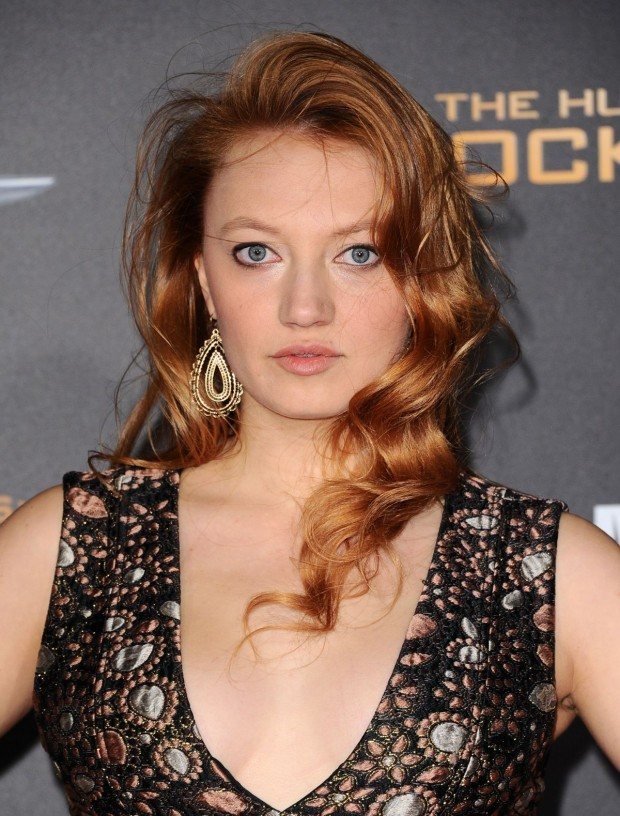
Jacqueline Emerson
(* 1994)

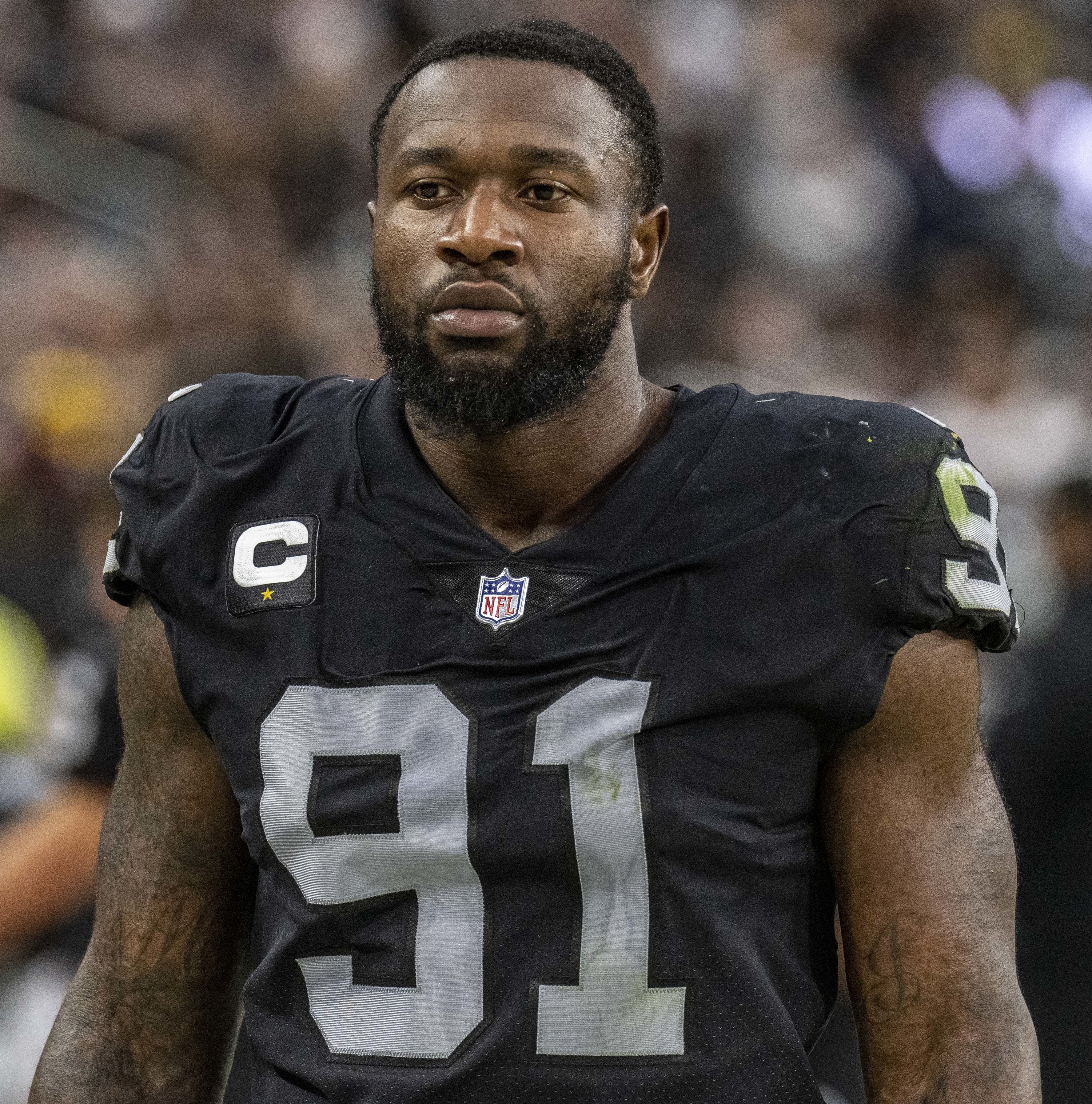
Yannick Ngakoue
(* 1995)

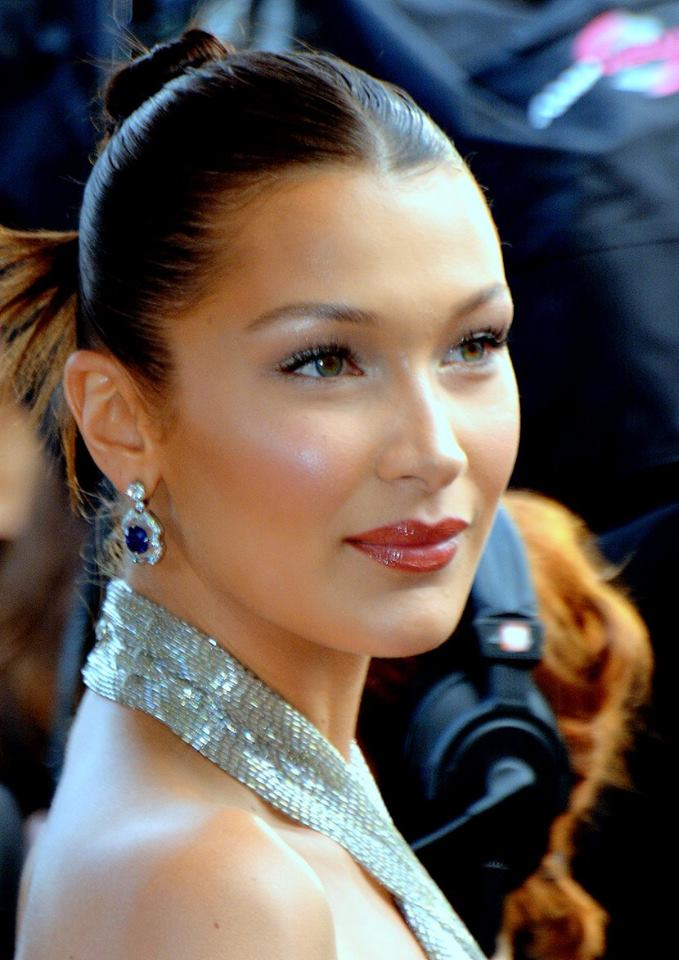
Bella Hadid
(* 1996)

- Janique Johnson (* 1991), deutsch-US-amerikanische Moderatorin
- Ari Lennox (* 1991), R&B-Sängerin
- Thomas Robinson (* 1991), Basketballspieler
- Shy Glizzy (* 1992), Rapper
- Raven Goodwin (* 1992), Schauspielerin
- Bridgit Mendler (* 1992), Schauspielerin und Sängerin
- Alonzo Russell (* 1992), American-Football-Spieler
- Ethan Slater (* 1992), Musicaldarsteller und Schauspieler
- Quinn Cook (* 1993), Basketballspieler
- Ken Crawley (* 1993), American-Football-Spieler
- GoldLink (* 1993), Rapper
- Katrina Guillou (* 1993), philippinisch-französische Fußballspielerin
- Morgan Pearson (* 1993), Triathlet
- Jacqueline Emerson (* 1994), Schauspielerin und Synchronsprecherin
- Haley Skarupa (* 1994), Eishockeyspielerin
- Patrick Luwis (* 1995), Schauspieler
- Yannick Ngakoue (* 1995), American-Football-Spieler
- Velveteen Dream (* 1995), Wrestler
- Nick Dunston (* 1996), Jazzmusiker
- Bella Hadid (* 1996), Model
- Jordan Siebatcheu (* 1996), US-amerikanisch-französischer Fußballspieler
- Isabelle Fuhrman (* 1997), Schauspielerin und Synchronsprecherin
- Jayme Lawson (* 1997 oder 1998), Schauspielerin
- Katie Ledecky (* 1997), Schwimmerin
- Kieran Tuntivate (* 1997), thailändischer Langstreckenläufer US-amerikanischer Herkunft
- Sam Denby (* 1998), YouTuber und Podcaster
- Luka Garza (* 1998), US-amerikanisch-bosnischer Basketballspieler
- Eric Harrison Jr. (* 1999), trinidadisch-US-amerikanischer Sprinter
- Christian Tabash (* 1999), Ruderer
- Sloane Morgan Siegel (* 2000), Schauspieler und Synchronsprecher

### 21. Jahrhundert
- Hailey Baptiste (* 2001), Tennisspielerin

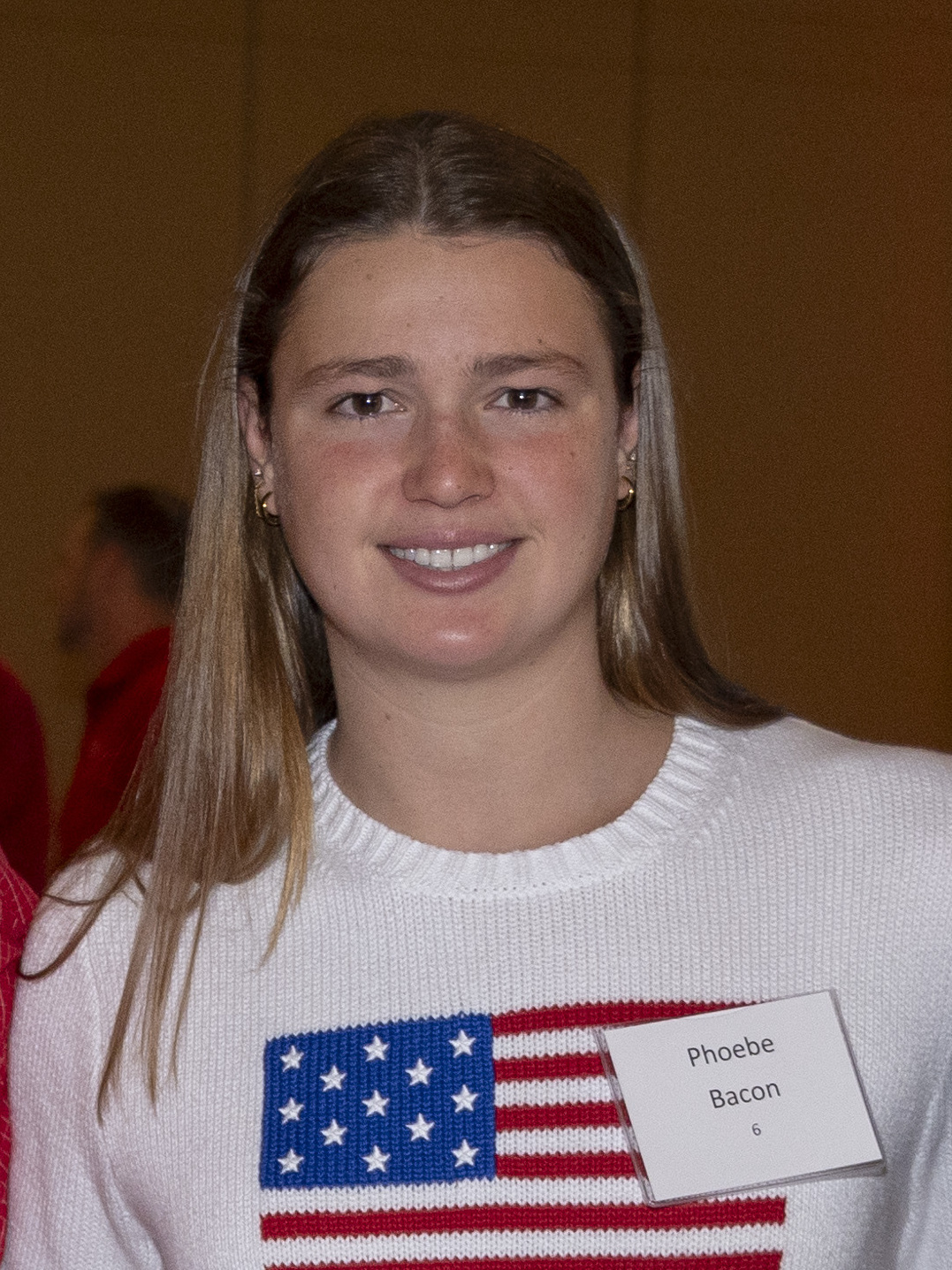
Phoebe Bacon
(* 2002)

- Caleb Williams (* 2001), American-Football-Spieler
- Phoebe Bacon (* 2002), Schwimmerin
- Jakob Hanzálek (* 2003), deutscher Basketballspieler
- Quinn Liebling (* 2003), Schauspieler
- Robin Montgomery (* 2004), Tennisspielerin
- Justė Jocytė (* 2005), Basketballspielerin
- Clervie Ngounoue (* 2006), Tennisspielerin

## Geburtsjahr unbekannt
- Sarah Baker (* im 20. Jahrhundert), Schauspielerin
- Dominique Caillat (* im 20. Jahrhundert), Schweizer Autorin
- Suzi Ehtesham-Zadeh (* im 20. Jahrhundert), iranisch-US-amerikanische Schriftstellerin
- Nicole Grindle (* vor 1983), Filmproduzentin
- Brenda Hollis (* im 20. Jahrhundert), Juristin
- Yasha Jackson (* im 20. Jahrhundert), Schauspielerin und Synchronsprecherin
- Paul James (* im 20. Jahrhundert), Schauspieler
- Lynn Martin (* im 20. Jahrhundert), Drehbuchautorin
- Paul Maslak (* im 20. Jahrhundert), Filmproduzent und -regisseur
- Christian T. Petersen (* im 20. Jahrhundert), Spieleautor und Gründer des US-amerikanischen Spieleverlags Fantasy Flight Games
- Chad Ridgely (* im 20. Jahrhundert), Schauspieler, Synchronsprecher, Filmschaffender und Komiker
- Ann Wilson (* im 20. Jahrhundert), Kunsthistorikerin und Museumsdirektorin

## Berühmte Einwohner von Washington
- Molly Elliot Seawell (1853–1916), Schriftstellerin
- Paul Arlt (1914–2005), Cartoonist und Maler
- Günther Gumpert (1919–2019), Maler
- Anne Truitt (1921–2004), Bildhauerin des Minimalismus
- Guenter Lewy (* 1923), Professor an der University of Massachusetts
- Meryle Secrest (* 1930), Autorin und Journalistin
- Jesco von Puttkamer (1933–2012), Raumfahrtingenieur und Publizist
- Ivars Peterson (* 1948), Journalist
- Dee Dee Myers (* 1961), Pressesprecherin des Weißen Hauses unter Bill Clinton
- Michael Rogers (* 1964), Aktivist
- Candace Gingrich (* 1966), Aktivistin
- Qubad Talabani (* 1977), Sohn des irakischen Präsidenten Dschalal Talabani
- Jim Wallis (* 1948), linksevangelikaler Autor, Prediger und Vordenker, Harvarddozent für Politik und Religion und Berater von Clinton und Obama